# Salins d'Hyères
Pour les articles homonymes, voir Salins et Hyères (homonymie).
Les Salins d'Hyères sont une zone de marais salants situés sur les côtes de la mer Méditerranée, sur le territoire de la commune de Hyères, dans le département du Var et de la région Provence-Alpes-Côte d'Azur. Constituant l'un des espaces naturels les plus remarquables du rivage méditerranéen, ils ont été, jusqu'en 1995, utilisés pour la production du sel.
Reconnus pour leur avifaune depuis les années 1970, on a dénombré 298 espèces présentes aux Salins, depuis le début des suivis, commencés en 2001, dont 51 sont nicheuses, plus ou moins régulièrement.

## Géographie
| - OpenStreetMap Les vieux salins. - OpenStreetMap Salin des Pesquiers. |

Ce territoire comporte deux unités géographiques distinctes mais complémentaires des points de vue écologique et paysager : les Vieux Salins, situés à l'est de la commune, en direction de La Londe-les-Maures, et le Salin des Pesquiers, situé au sud de la ville, dans le double tombolo de la presqu'île de Giens, unique en France.

### Le Salin des Pesquiers
Le Salin des Pesquiers, qui couvrent une surface de 550 hectares, sont situés au cœur du double tombolo de la presqu'île de Giens. Ces salins, datant de 1848, sont beaucoup plus récents que le site des Vieux Salins.
On peut y observer plus de 250 espèces d'oiseaux. Il existe plusieurs milieux : un réservoir d'eau profonde, des salines, des marais d'eau douce, des pinèdes littorales et des dunes.

### Les Vieux Salins

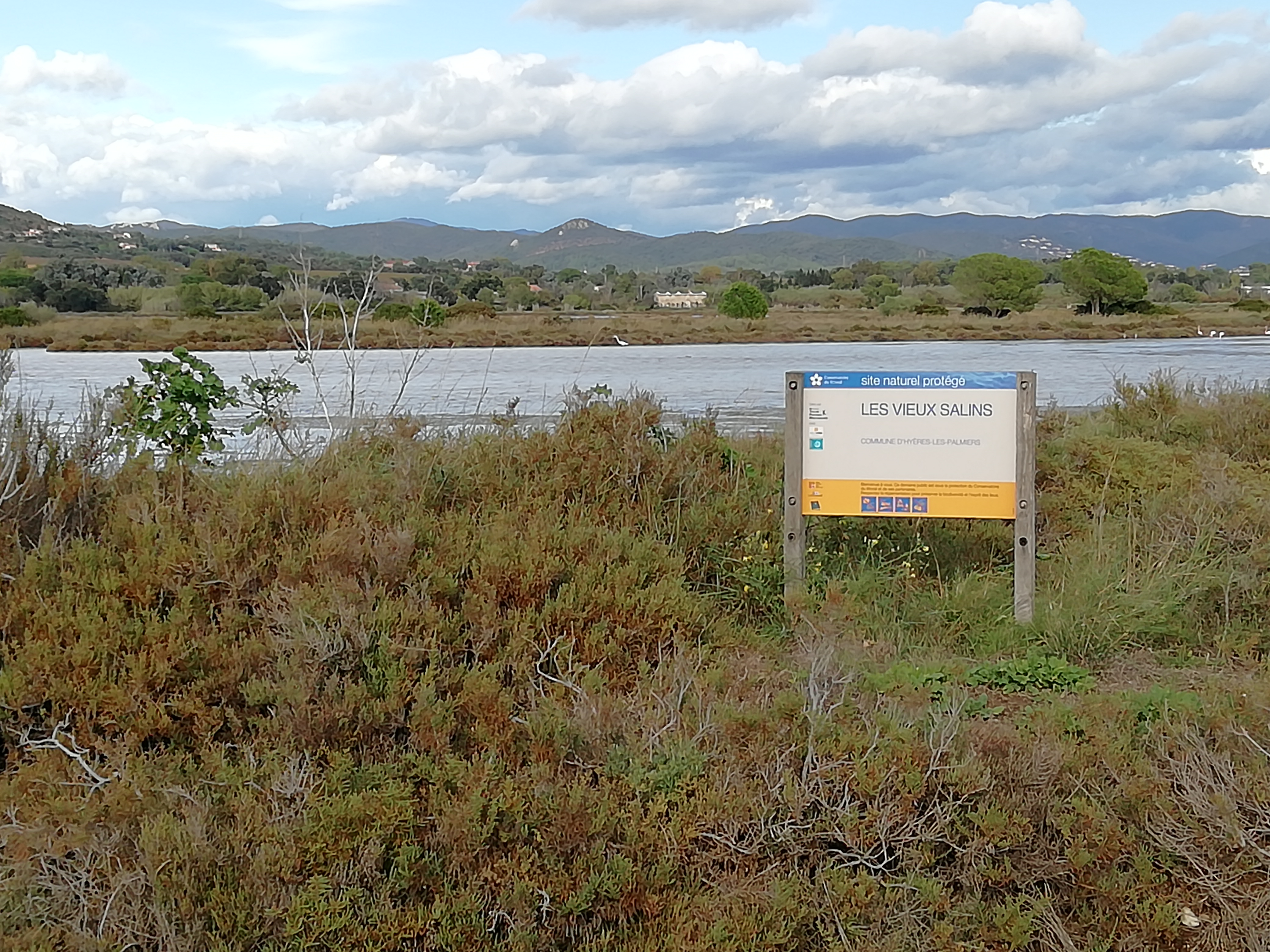
Zone protégée des Vieux Salins d'Hyères.

Les Vieux Salins couvrent une surface de 350 hectares.
Plus de 110 espèces d'oiseaux sont présentes tout au long de l'année.
Datant probablement du Xe siècle, les Vieux Salins sont composés de plusieurs exploitations regroupées au cours du XIXe siècle.

## Histoire

### Antiquité
Du sel aurait déjà été exploité au IVe siècle av. J.-C., lors de l'Antiquité, par les habitants de la cité antique d'Olbia.
Par ailleurs, il est possible que la sédentarisation à Hyères ait eu lieu, en partie, à cause de la présence de ces salins.

### Moyen Âge
Les salins sont mentionnés pour la première fois en 963 apr. J.-C., dans une charte de l'empereur Conrad. Le 24 avril 1229, une charte accorde à la ville de Gênes le quasi-monopole de la production de sel hyérois. Des ouvriers saisonniers du nord de l'Italie viennent, chaque fin d'été, récoler le sel.

### Époque contemporaine
Fortement concurrencés par les sels étrangers et par les productions camarguaises, ainsi que soumis à la pression de la gabelle, le sel hyérois perd peu à peu de sa valeur et, une à une, les productions disparaissent et se concentrent à l'emplacement actuel des Vieux Salins.
En 1848, la demande de sel augmentant fortement, la famille Gérard fonde la Société des Salins et Pêcherie de Hyères et crée le Salin des Pesquiers, alors qu'une simple pêcherie.
En 1856, la Compagnie des Salins du Midi acquiert le site des Vieux Salins et, après plusieurs années de concurrence avec la Société des Salins et Pêcherie de Hyères, finit par la racheter, ce qui met le site des Vieux Salins « en sommeil ».
La gare des Salins-d'Hyères est mise en service en 1876 par la Compagnie des chemins de fer de Paris à Lyon et à la Méditerranée (PLM). Elle est fermée au service des marchandises en 1987.
En 1984, les Vieux Salins sont remis en activité, mais, avec une production de 40 000 tonnes de sel par an, ils ne font pas le poids contre les sites d'Aigues-Mortes ou de Giraud, qui produisent plus de 10 fois la production hyéroise.
En 1995, en raison de la concurrence trop forte et de l'entretien trop coûteux, la production de sel dans les salins cesse définitivement.

## Site Ramsar
Le 15 septembre 2008, les Salins d'Hyères sont reconnus site Ramsar, pour l'importance de leurs habitats.

## Faune

### Avifaune
De nombreuses espèces d'oiseaux ont été observées sur le site. À la fin de 2014, 298 espèces d'oiseaux avaient été observées depuis le début du suivi ornithologique, en 2001. Parmi elles, 51 espèces sont considérées comme nicheuses, 138 comme hivernantes et 259 comme migratrices, certaines espèces cumulant plusieurs statuts à la fois, étant sédentaires (nicheuses ou non).

#### Espèces nicheuses

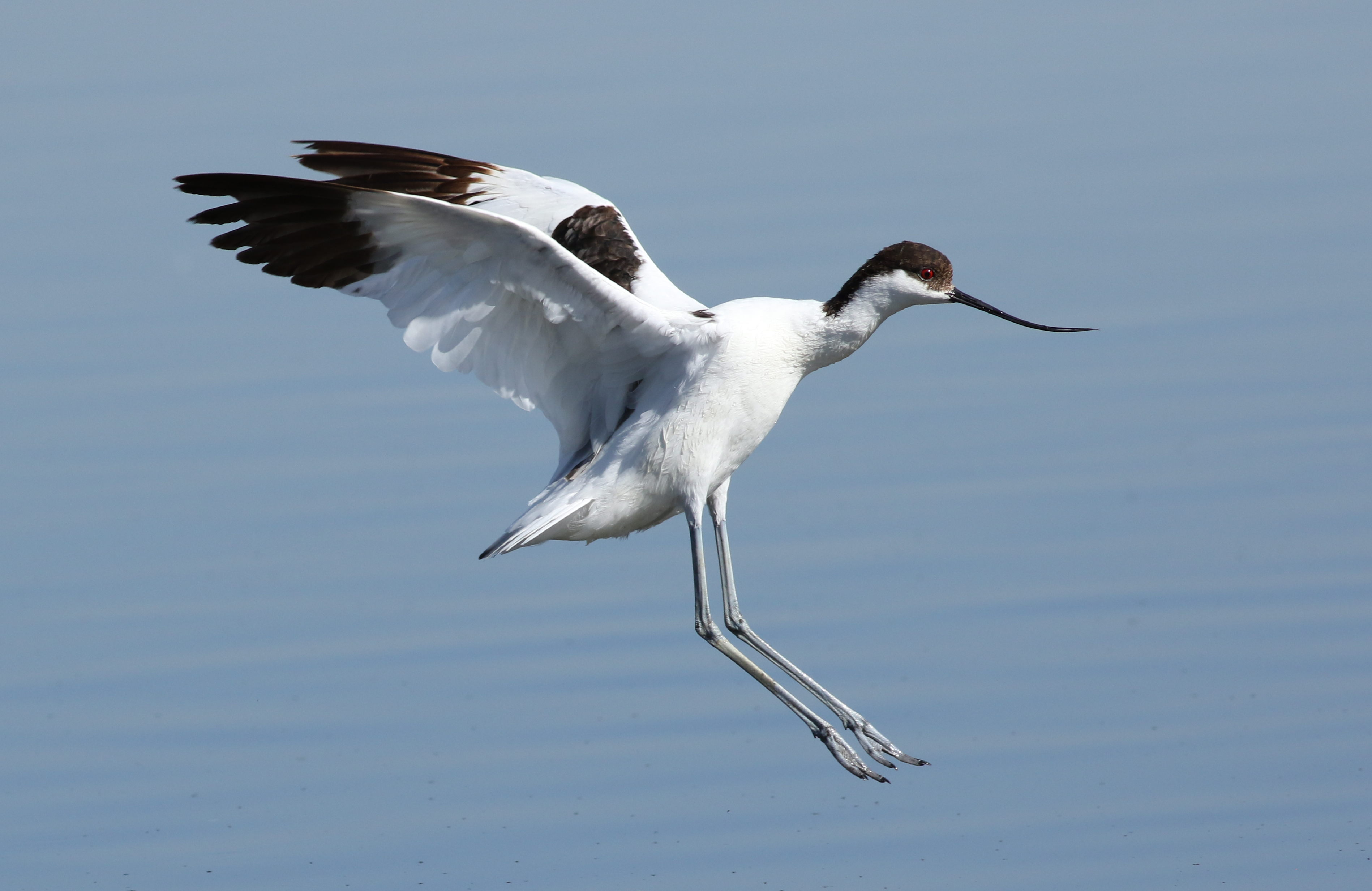
Avocette élégante
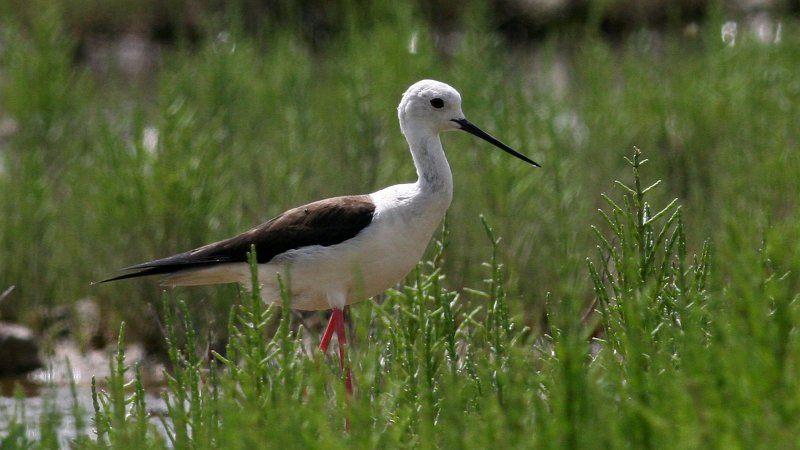
Échasse blanche
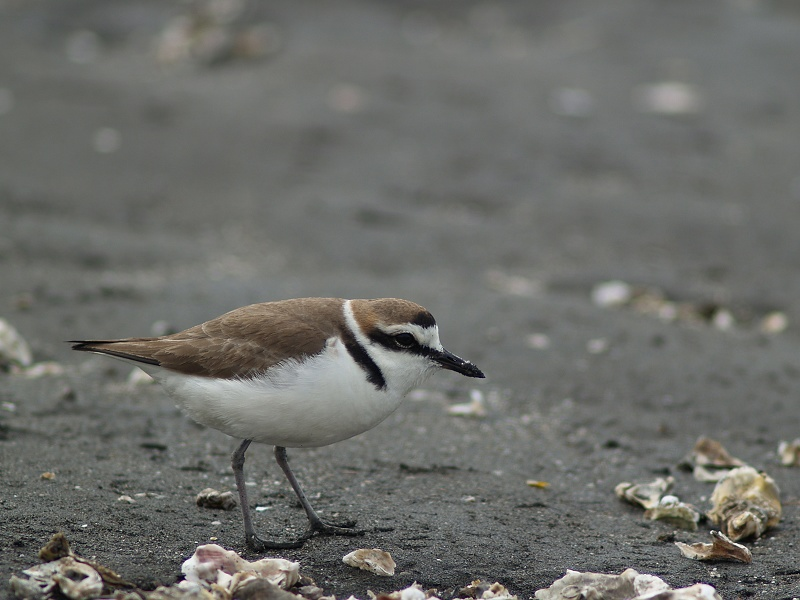
Gravelot à collier interrompu
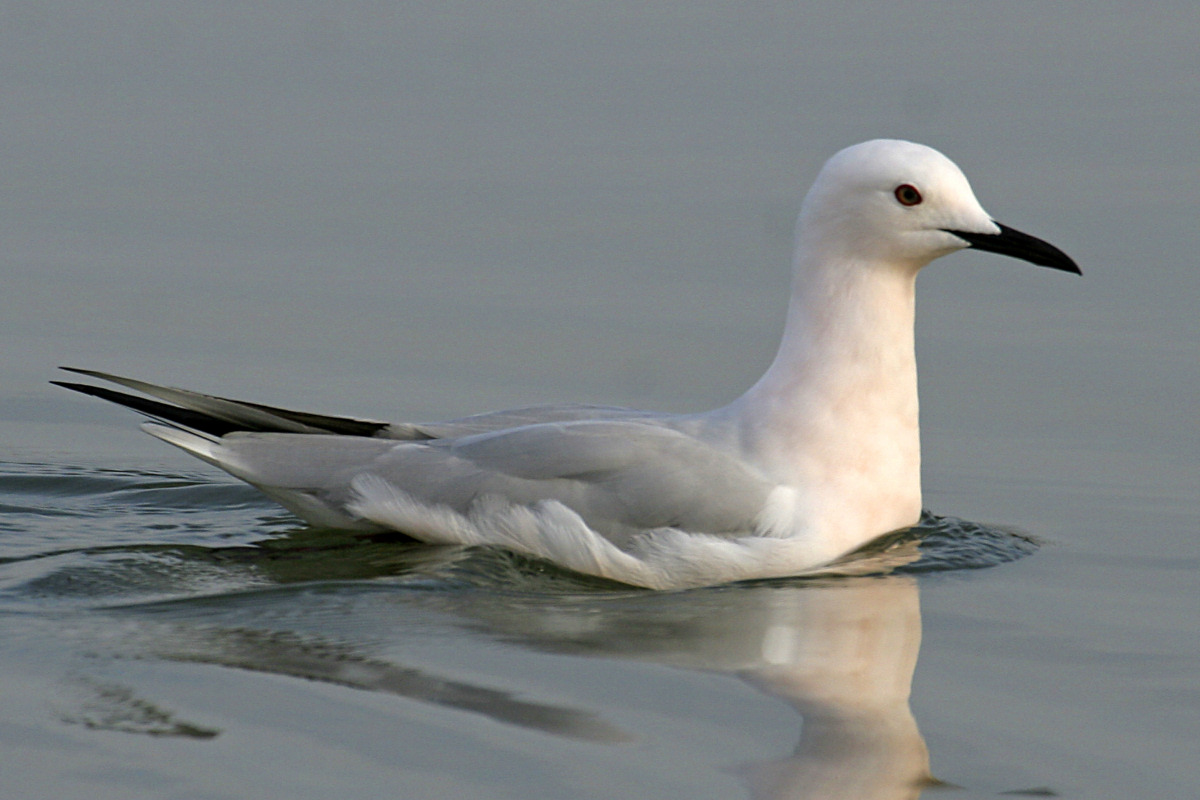
Goéland railleur
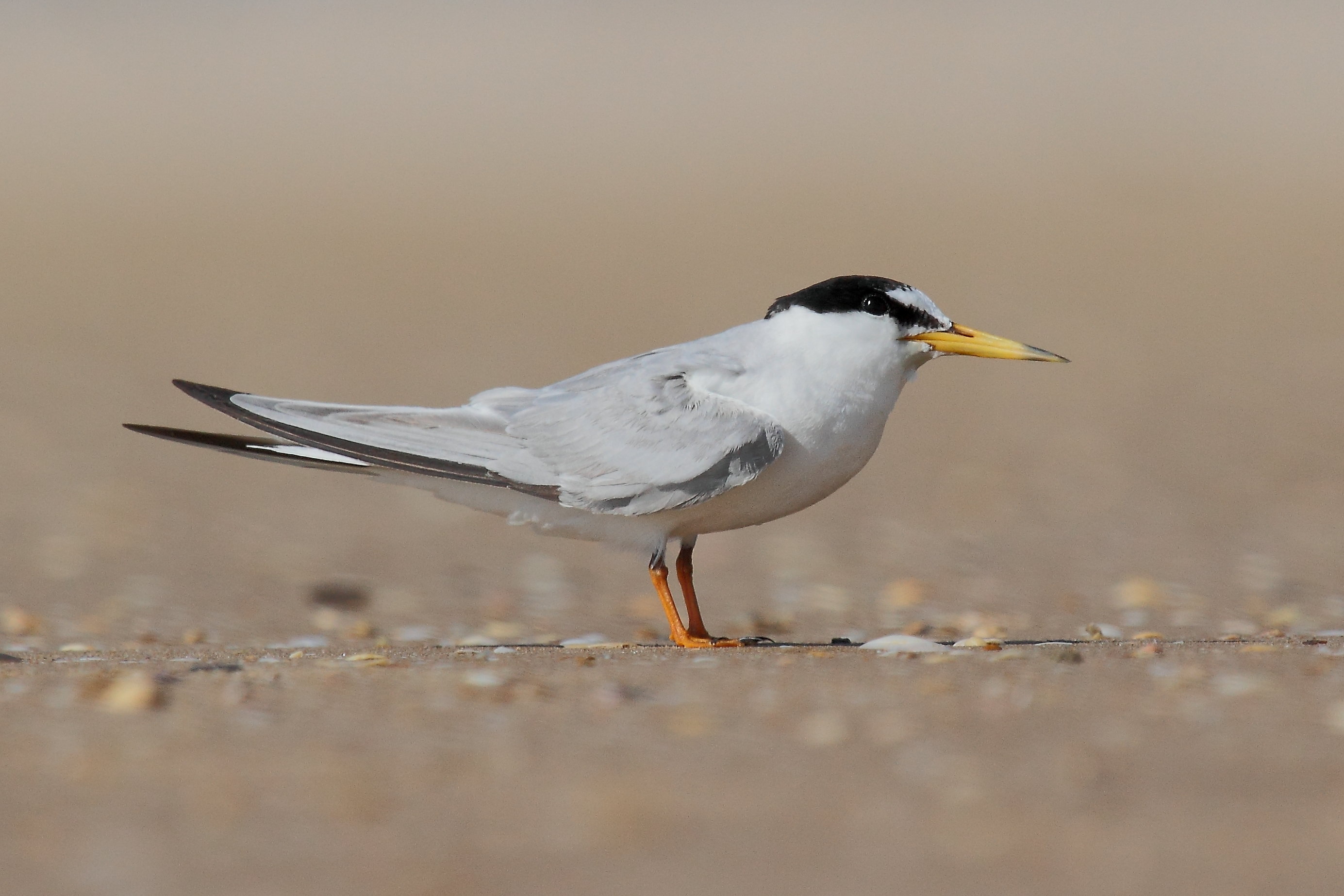
Sterne naine
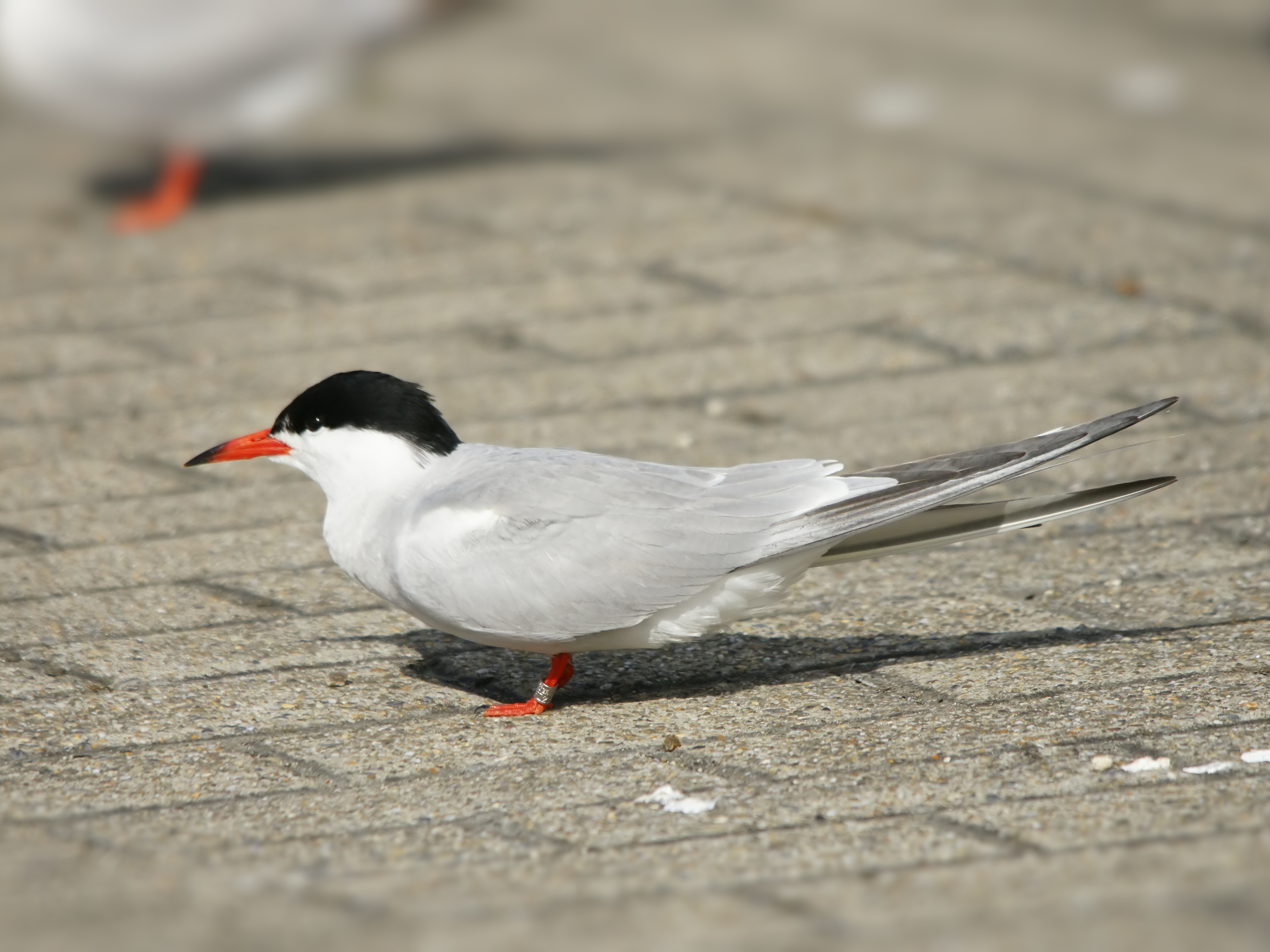
Sterne pierregarin
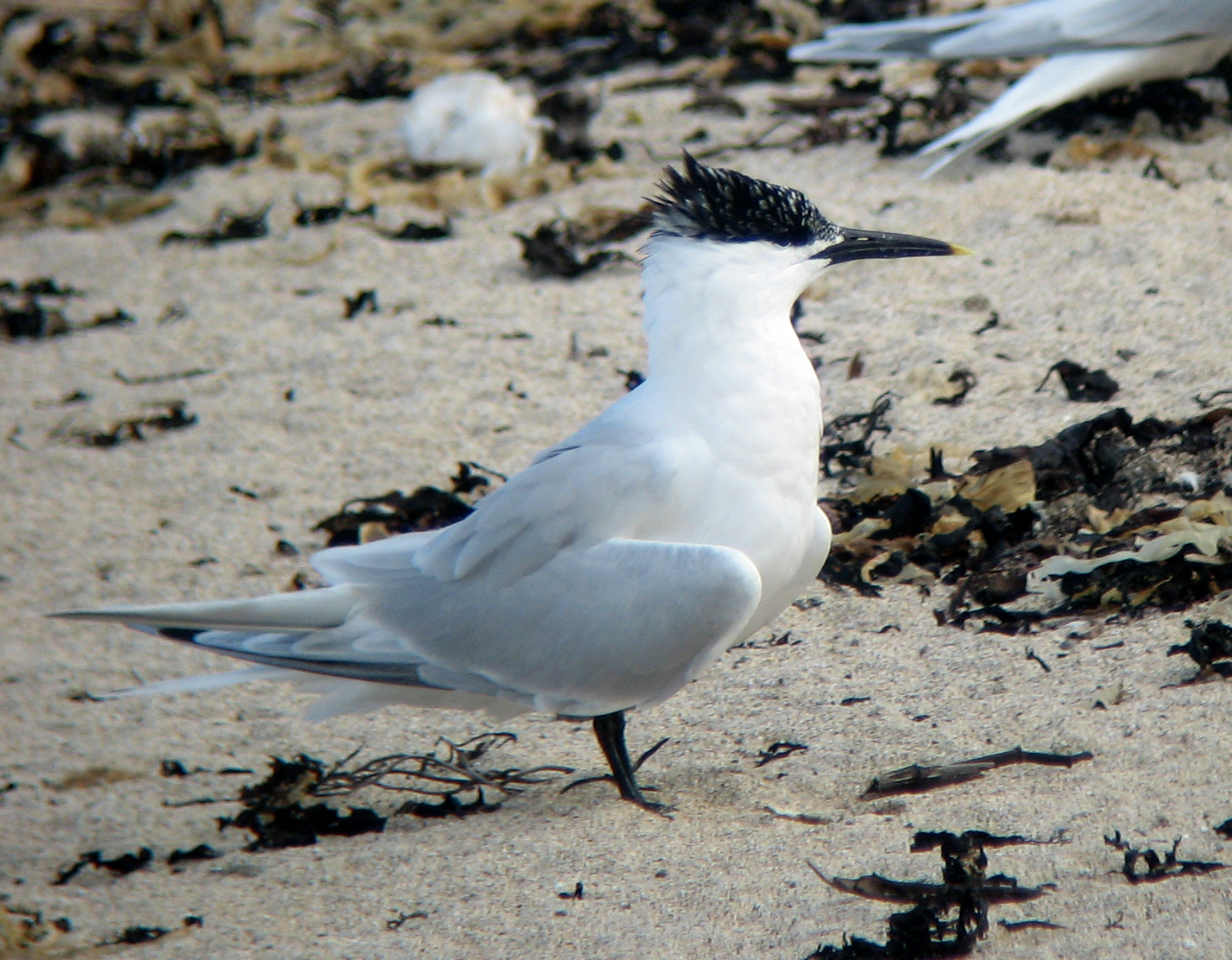
Sterne caugek
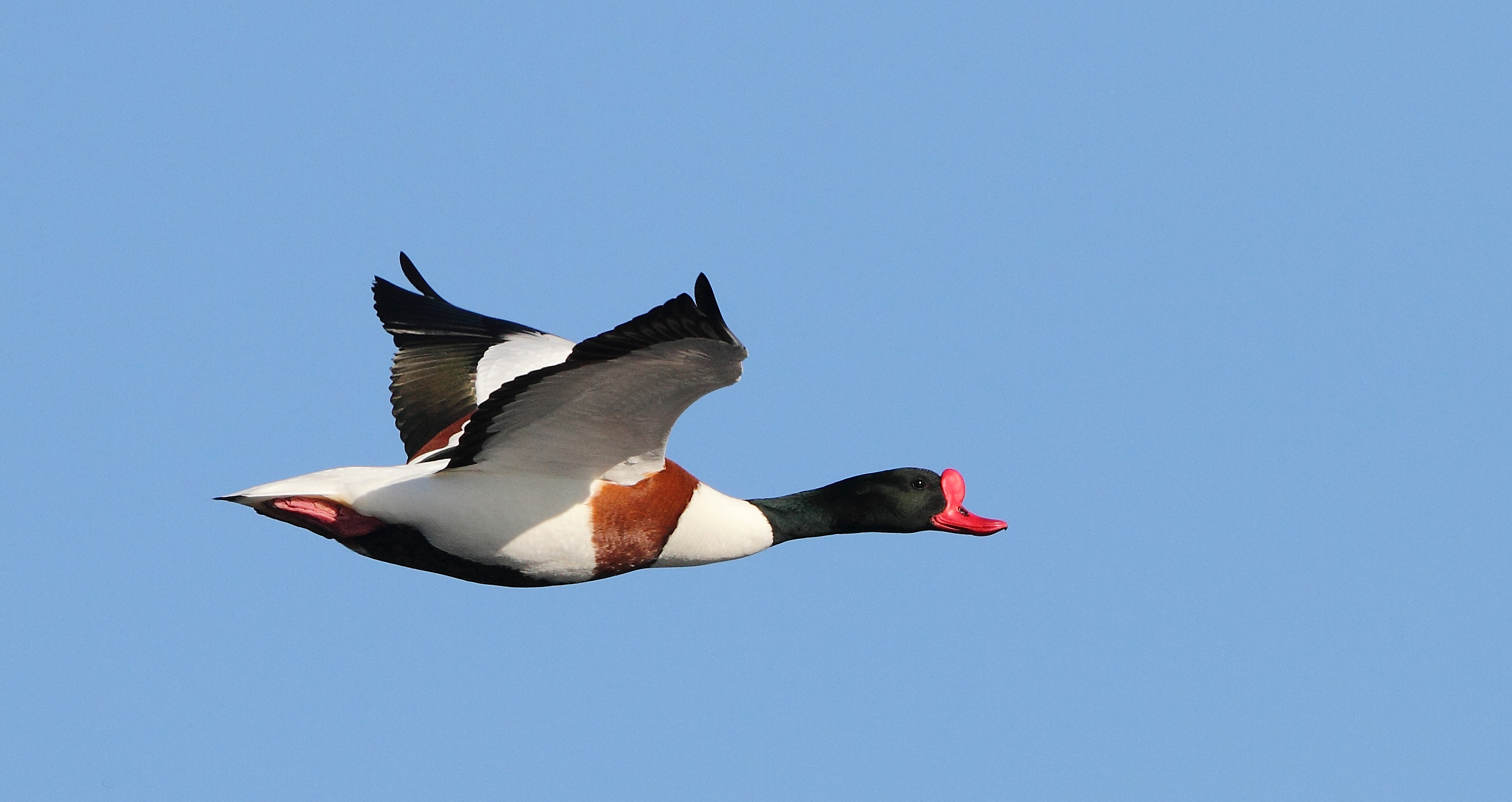
Tadorne de Belon

Parmi les espèces nicheuses les plus intéressantes, on peut signaler en particulier certaines espèces de limicoles, de laridés et une d'anatidé, avec des effectifs remarquables pour certaines de ces espèces (données de 2014), compte tenu de la taille du site, représentés par l'avocette élégante (Recurvirostra avosetta), avec 310 couples, l'échasse blanche (Himantopus himantopus), avec 55 couples, le gravelot à collier interrompu (Charadrius alexandrinus), avec 20 couples, la mouette rieuse (Chroicocephalus ridibundus), avec 38 couples, le goéland railleur (Chroicocephalus genei), avec 265 couples, la sterne naine (Sternula albifrons), avec 65 couples, la sterne pierregarin (Sterna hirundo), avec 57 couples, la sterne caugek (Thalasseus sandvicensis), avec 33 couples et le tadorne de Belon (Tadorna tadorna), avec 16 couples.
Toutes ces espèces sont intégralement protégées et classées en annexe I de la Directive oiseaux, en Annexe II de la Convention de Berne et en Annexe II de la Convention de Bonn, à l'exception de la mouette rieuse, classée en Annexe II de la Directive Oiseaux et en Annexe III de la Convention de Berne. Le site des Salins-d'Hyères constitue l'unique lieu de reproduction de ces espèces pour le département du Var, à l'exception du tadorne de Belon, nichant également sur les Îles d'Hyères, relativement proches du site.
La présence de la colonie de goéland railleur, espèce menacée, inscrite « vulnérable » sur la liste rouge des espèces nicheuses de France métropolitaine de 2016, installée sur le site des Pesquiers depuis 2009, constitue un fait notable, étant la seule colonie de la région avec celle de Camargue, historiquement présente sur les Salin-de-Giraud. En 2013, à la suite de l'échec de la reproduction dans les Bouches-du-Rhône, le Gard et l'Hérault, la colonie des Pesquiers a constitué l'unique colonie française de l'espèce.
Parmi les autres espèces d'oiseaux d'eau nicheurs sur le site, on retrouve le cygne tuberculé (Cygnus olor), le cygne noir (Cygnus atratus), une espèce allochtone originaire d'Australie, le canard colvert (Anas platyrhynchos), le râle d'eau (Rallus aquaticus), la gallinule poule-d'eau (Gallinula chloropus), la foulque macroule (Fulica atra), le goéland leucophée (Larus michaellis) et probablement le grèbe castagneux (Tachybaptus ruficollis), ainsi qu’occasionnellement le chevalier gambette (Tringa totanus), nicheur rare en France et dans la région Provence-Alpes-Côte d'Azur, dont l'unique mention de reproduction pour le site et le département date de 2013, avec un poussin observé. Ce cas de reproduction est également le seul de la région pour l'année 2013.

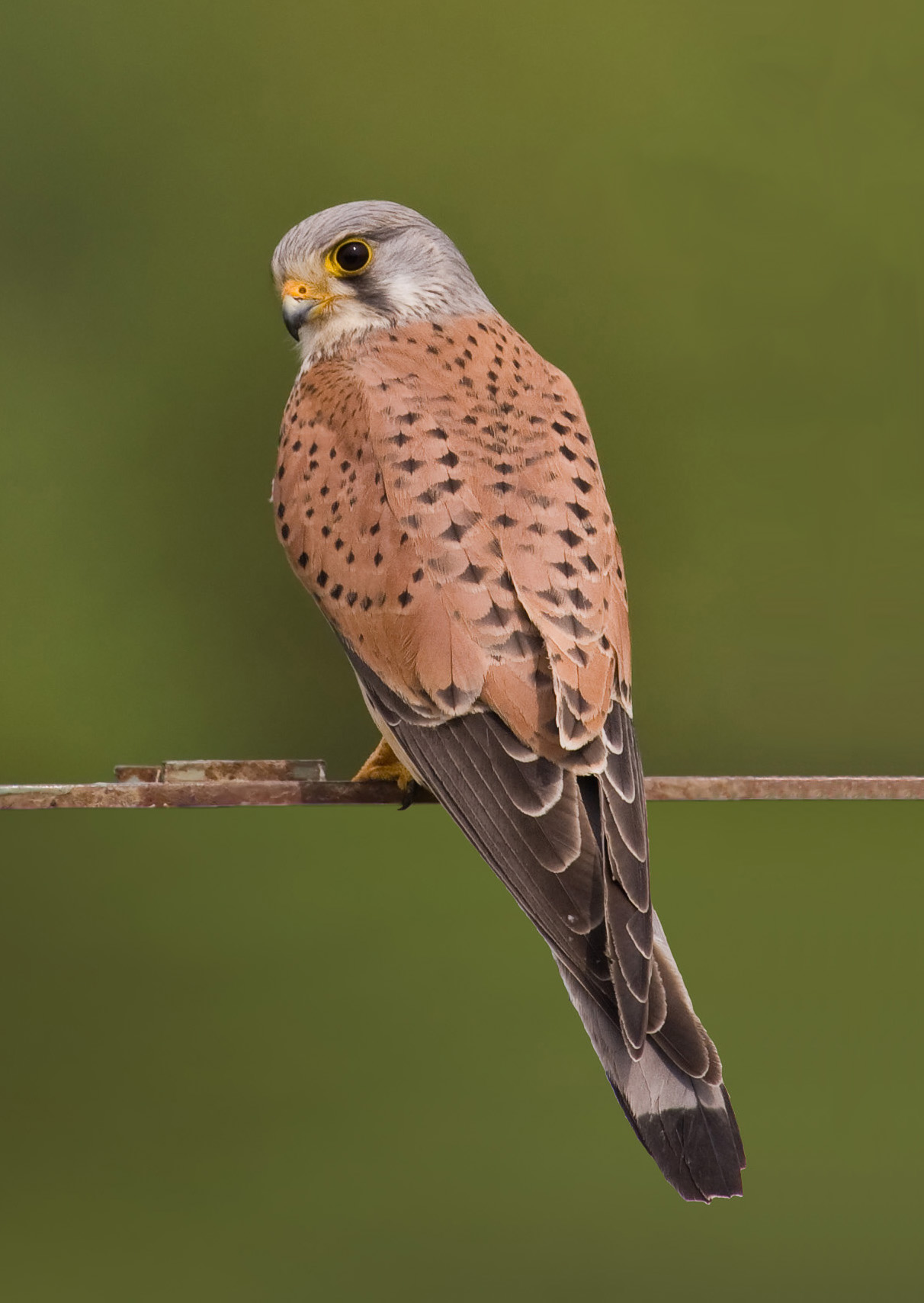
Faucon crécerelle
Guêpier d'Europe
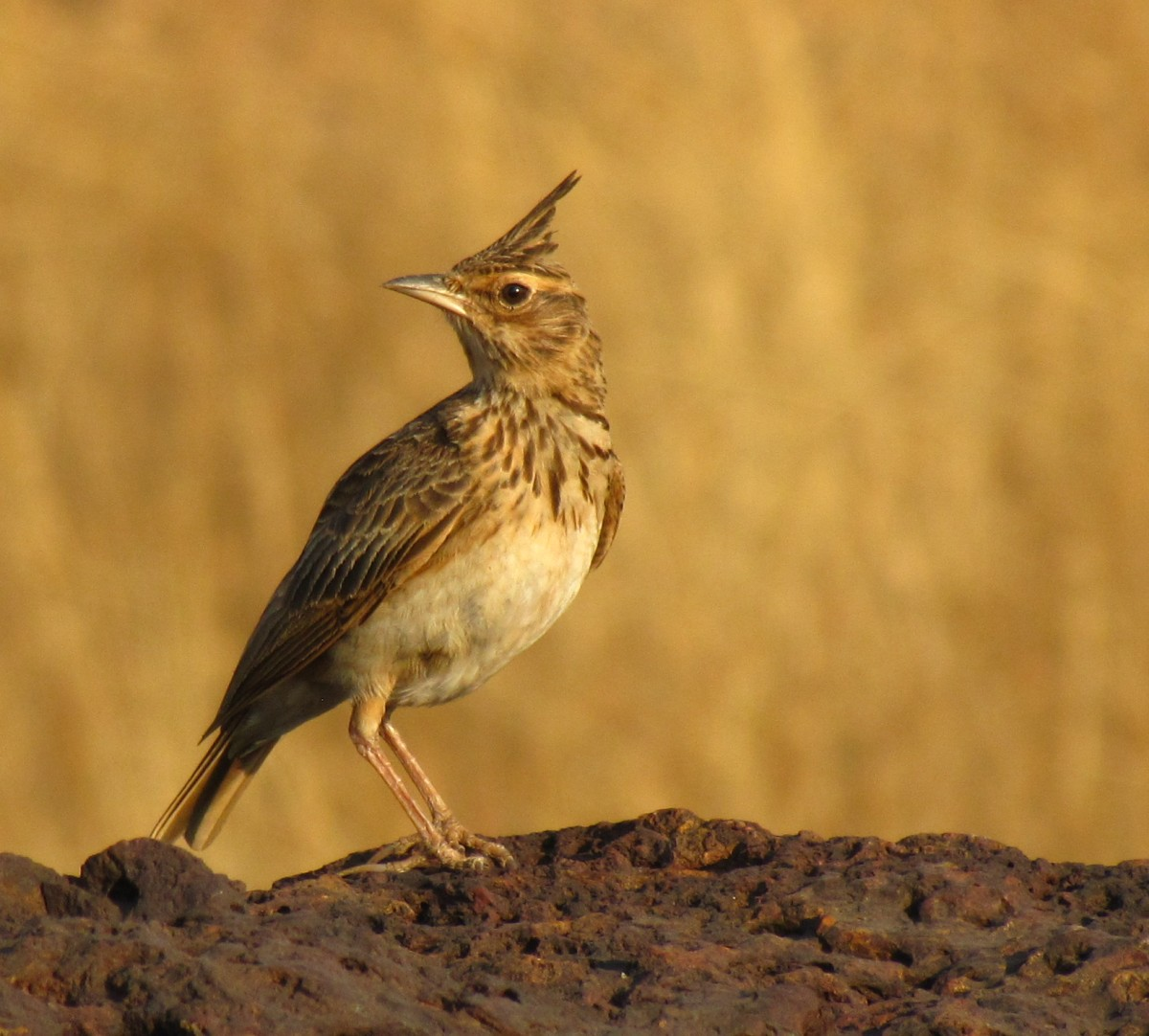
Cochevis huppé
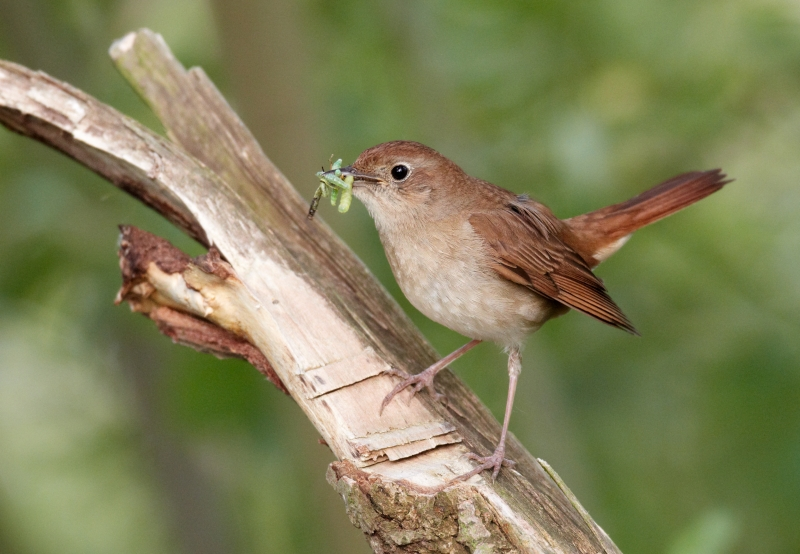
Rossignol philomèle
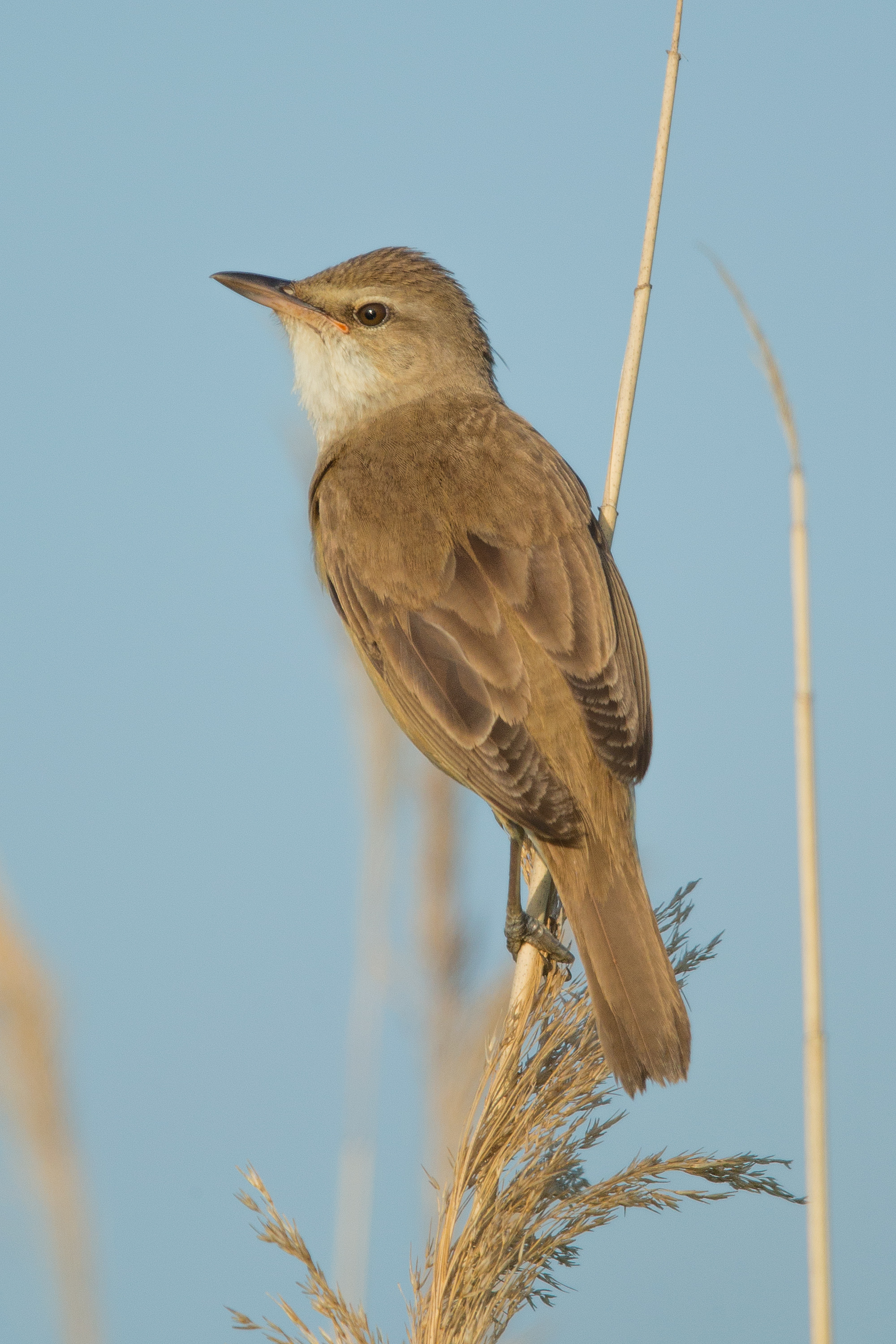
Rousserolle turdoïde
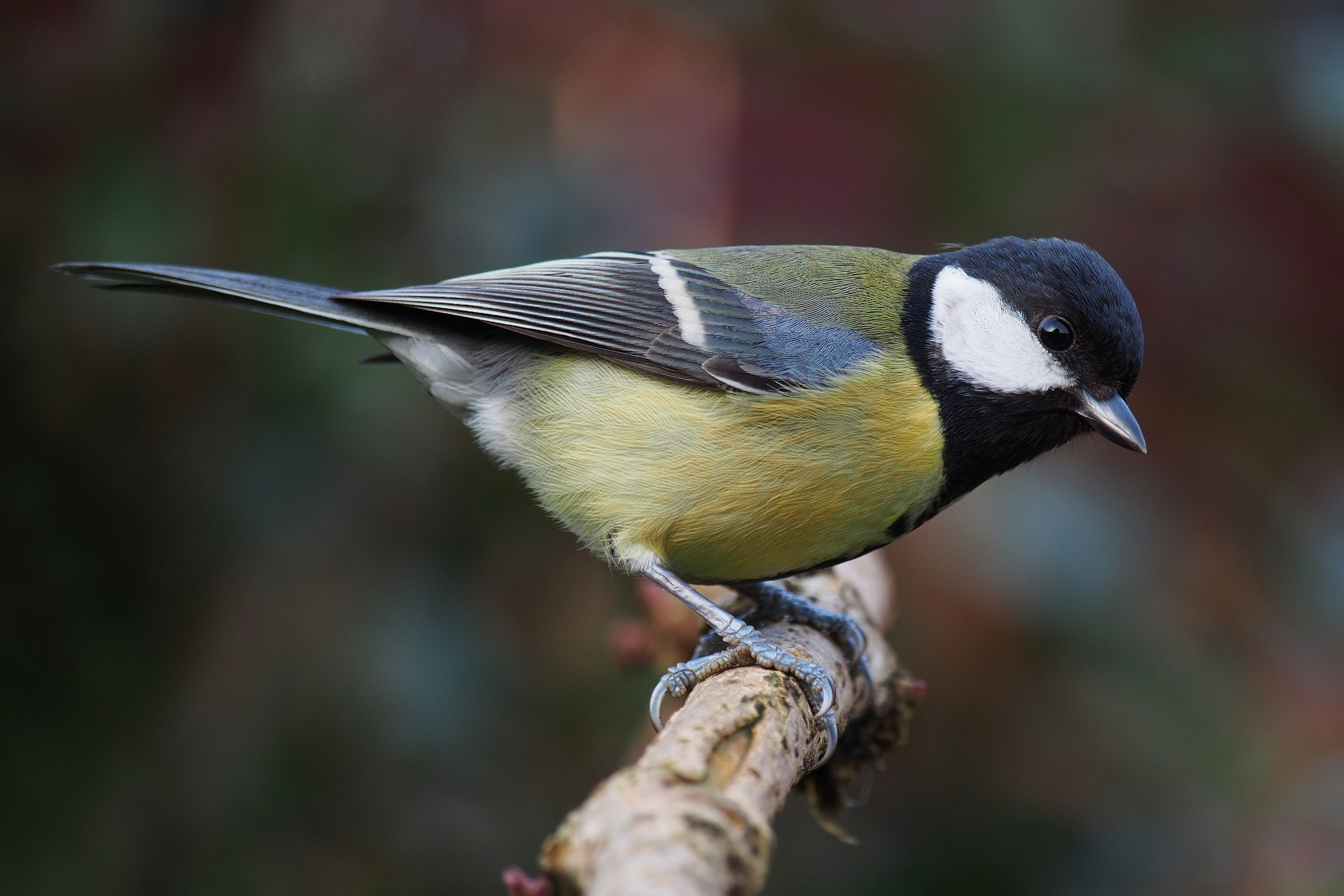
Mésange charbonnière
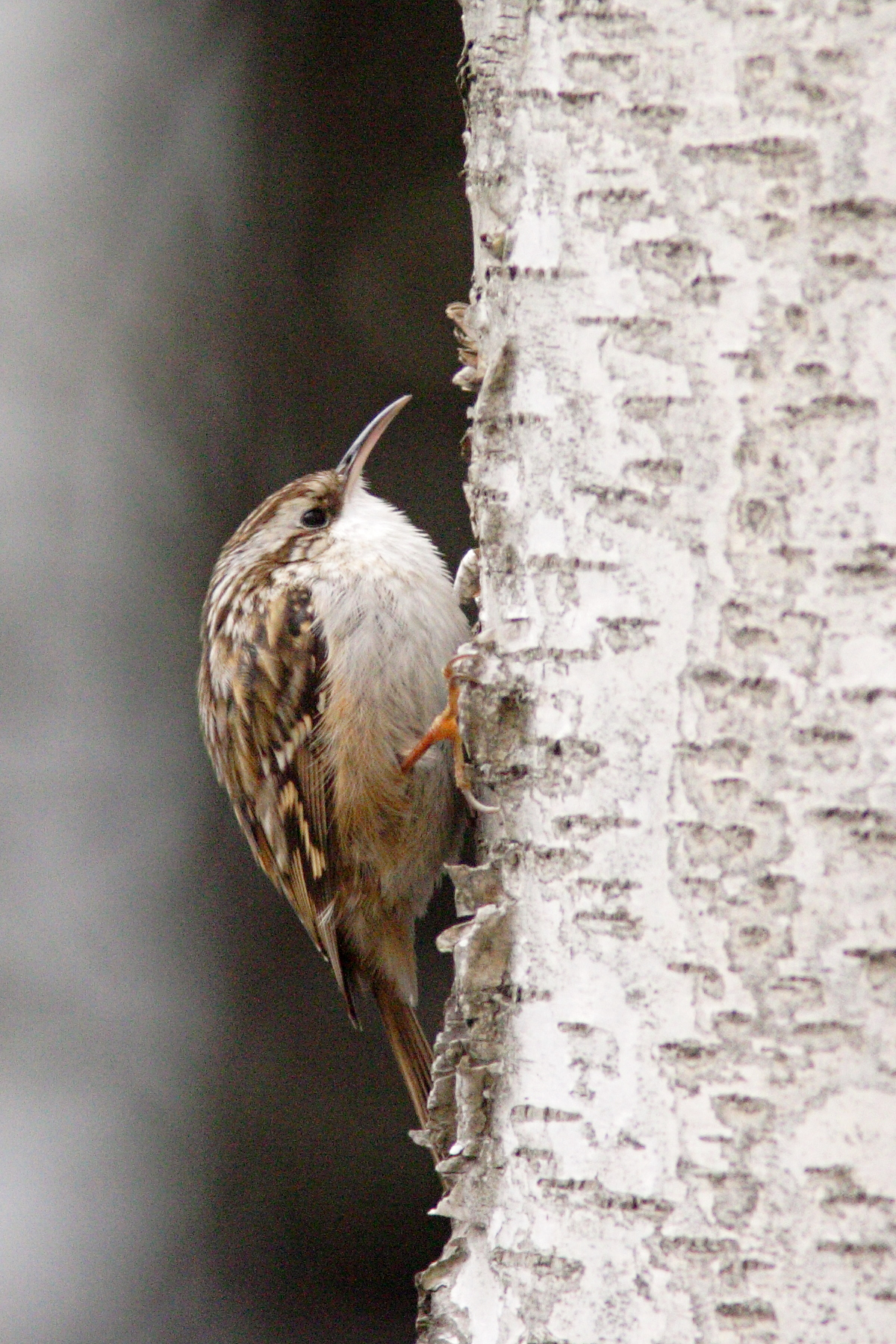
Grimpereau des jardins
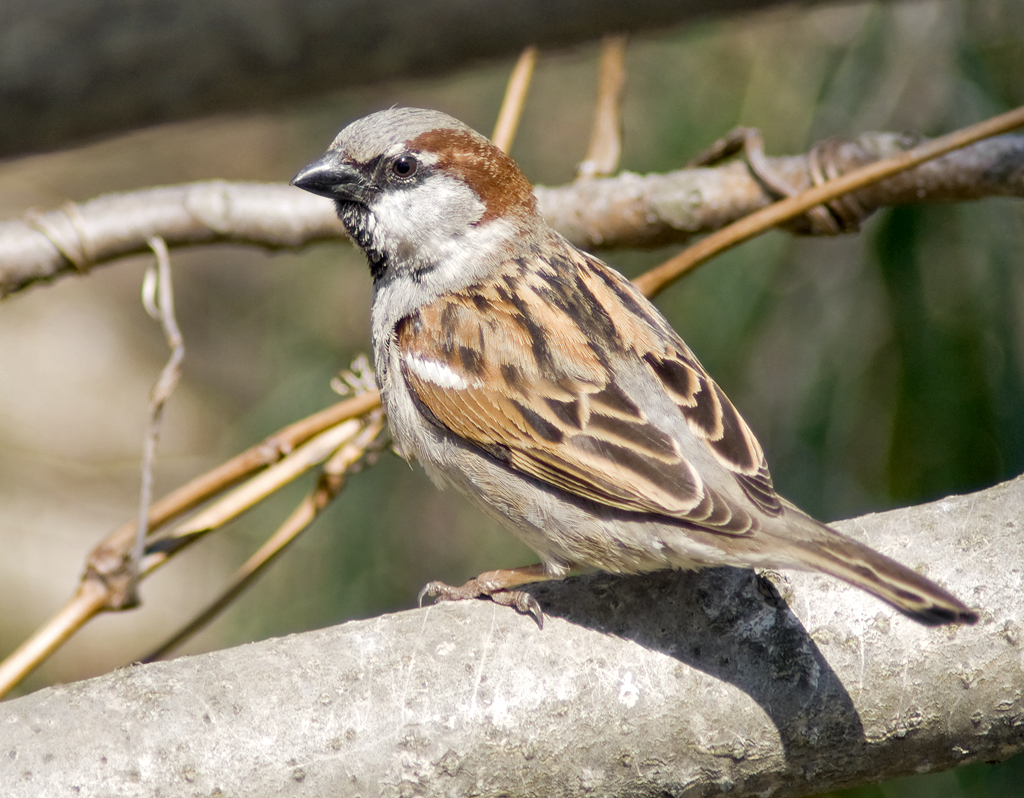
Moineau domestique

De nombreuses espèces de passereaux, rapaces et autres oiseaux non strictement apparentés à l'eau sont également nicheuses, l'épervier d'Europe (Accipiter nisus), le faucon crécerelle (Falco tinnunculus), le coucou geai (Clamator glandarius), nicheur rare en France, le petit-duc scops (Otus scops), le guêpier d'Europe (Merops apiaster), nicheur à surveiller, sa population nicheuse étant estimée à 400 couples dans le département, le cochevis huppé (Galerida cristata), nicheur rare, ayant quasiment disparu dans le Var et en déclin, l'alouette calandrelle (Calandrella brachydactyla), nicheuse très rare dans le département, la reproduction n'étant prouvée que sur le site et suspectée dans l'extrême nord du Var, le pipit rousseline (Anthus campestris), nicheur peu commun dans le département, la bergeronnette printanière (Motacilla flava ssp), la bergeronnette grise (Motacilla alba), le rossignol philomèle (Luscinia megarhynchos), la bouscarle de Cetti (Cettia cetti), la cisticole des joncs (Cisticola juncidis), la rousserolle effarvatte (Acrocephalus scirpaceus), la rousserolle turdoïde (Acrocephalus arundinaceus), nicheuse en déclin dans la région et rare dans le département, essentiellement présente dans les zones humides hyéroises et les étangs de Villepey, à Fréjus, la fauvette mélanocéphale (Sylvia melanocephala), la fauvette à tête noire (Sylvia atricapilla), le roitelet à triple bandeau (Regulus ignicapillus), la mésange bleue (Parus caeruleus), la mésange charbonnière (Parus major), la mésange huppée (Lophophanes cristatus), le grimpereau des jardins (Certhia brachydactyla), le geai des chênes (Garrulus glandarius), la pie bavarde (Pica pica), la corneille noire (Corvus corone), l'étourneau sansonnet (Sturnus vulgaris), le moineau domestique (Passer domesticus), le moineau friquet (Passer montanus), le pinson des arbres (Fringilla coelebs), le chardonneret élégant (Carduelis carduelis), le martin-pêcheur d'Europe (Alcedo atthis), donc la nidification est prouvée depuis 2015 et probablement le pic vert (Picus viridis) et le pigeon ramier (Columba palumbus), ainsi que le tarier pâtre (Saxicola torquata).
On peut enfin noter une tentative de reproduction de la mythique espèce du flamant rose (Phoenicopterus roseus) (ne nichant en France qu'en Camargue, à l'étang du Fangassier) sur le site des Pesquiers en 2013, avec la construction de trois nids et la ponte d'un œuf. Cependant, les mauvaises conditions météorologiques et surtout des dérangements occasionnés par des canadairs, lors d’entraînements dans le golfe de Giens, à proximité immédiate du site, ont provoqué un abandon du site, les flamants roses étant très sensibles aux dérangements en période de reproduction.

#### Espèces hivernantes

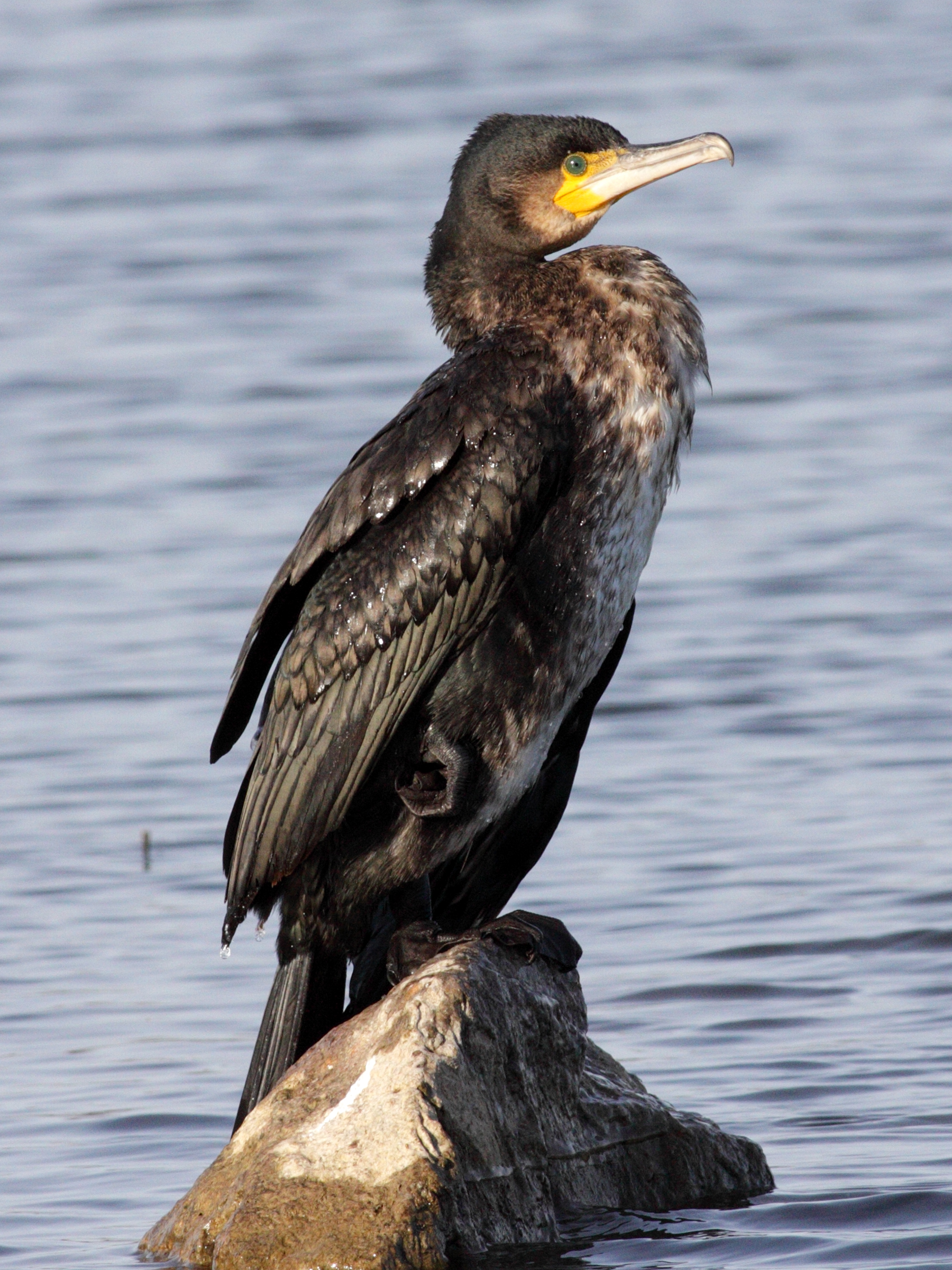
Grand cormoran
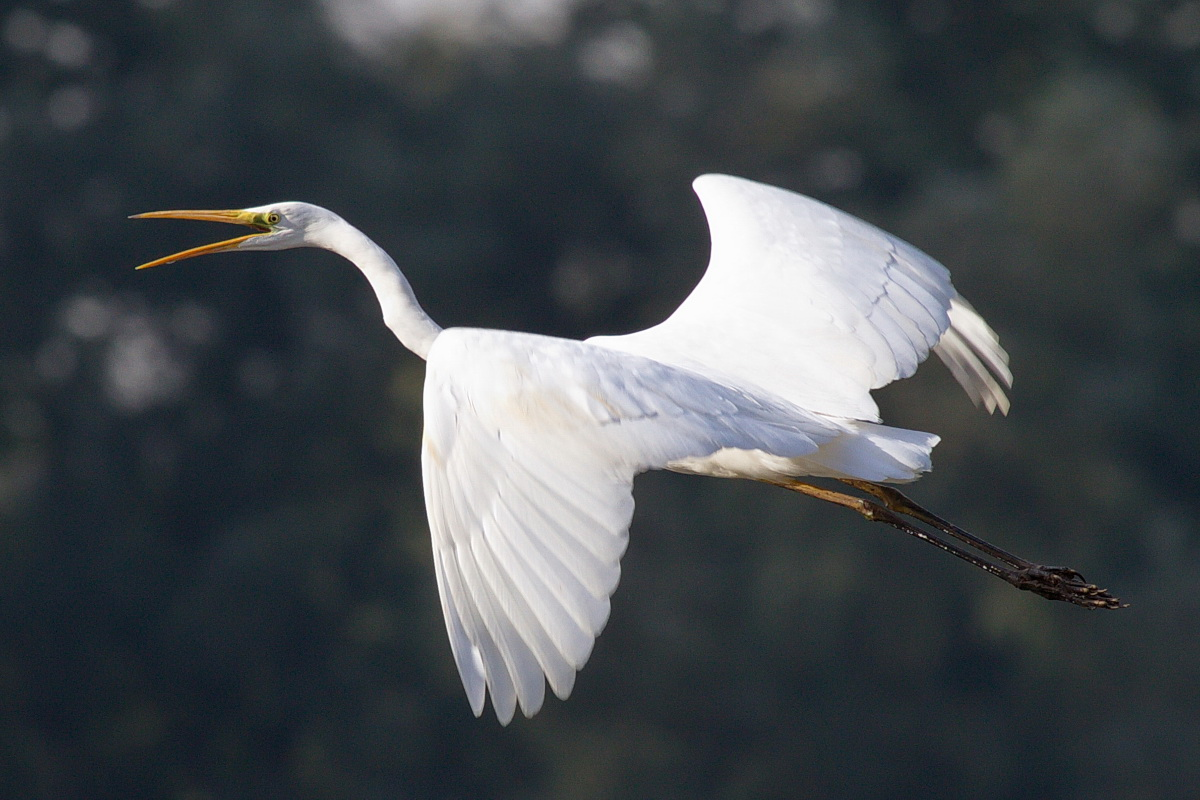
Grande aigrette
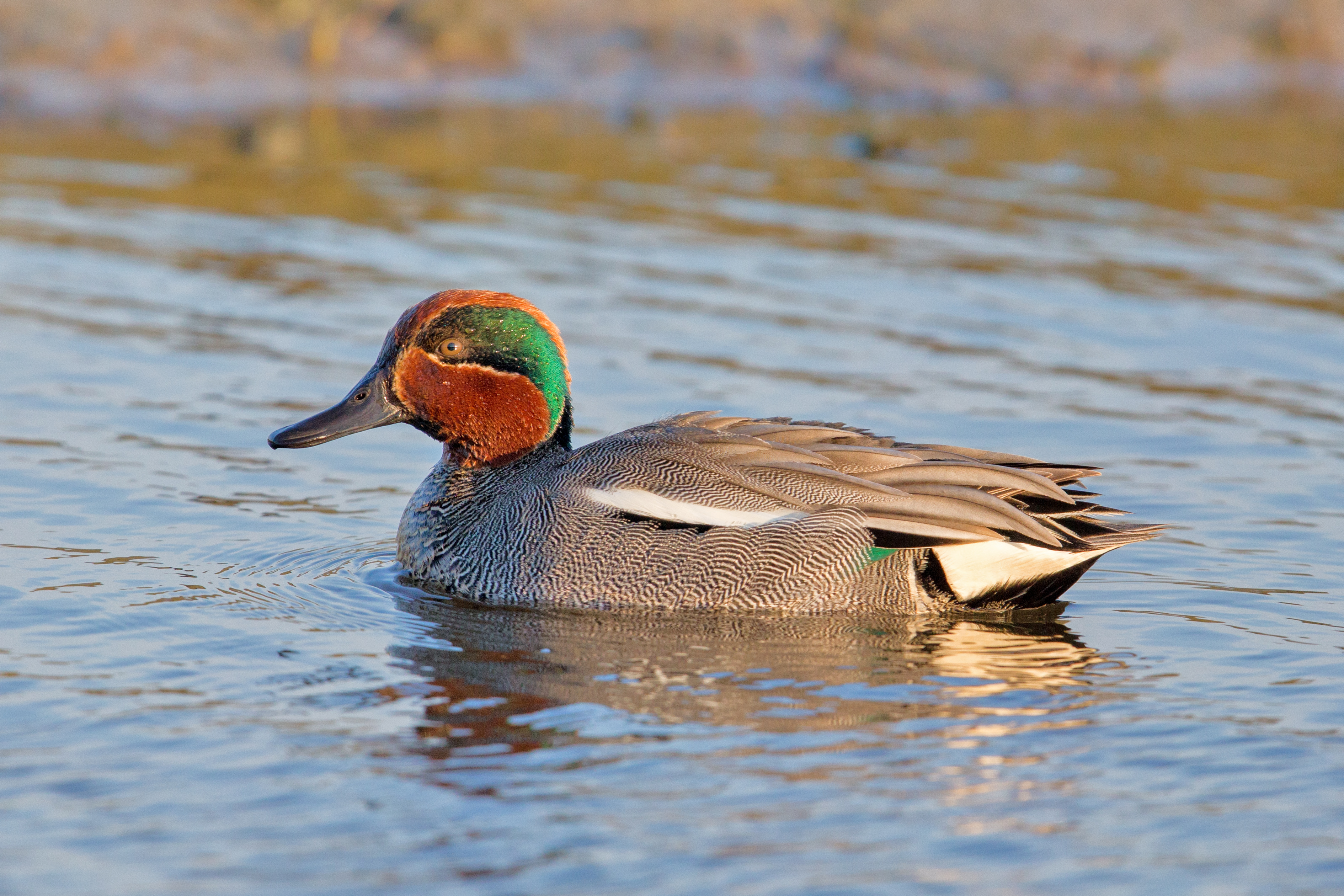
Sarcelle d'hiver
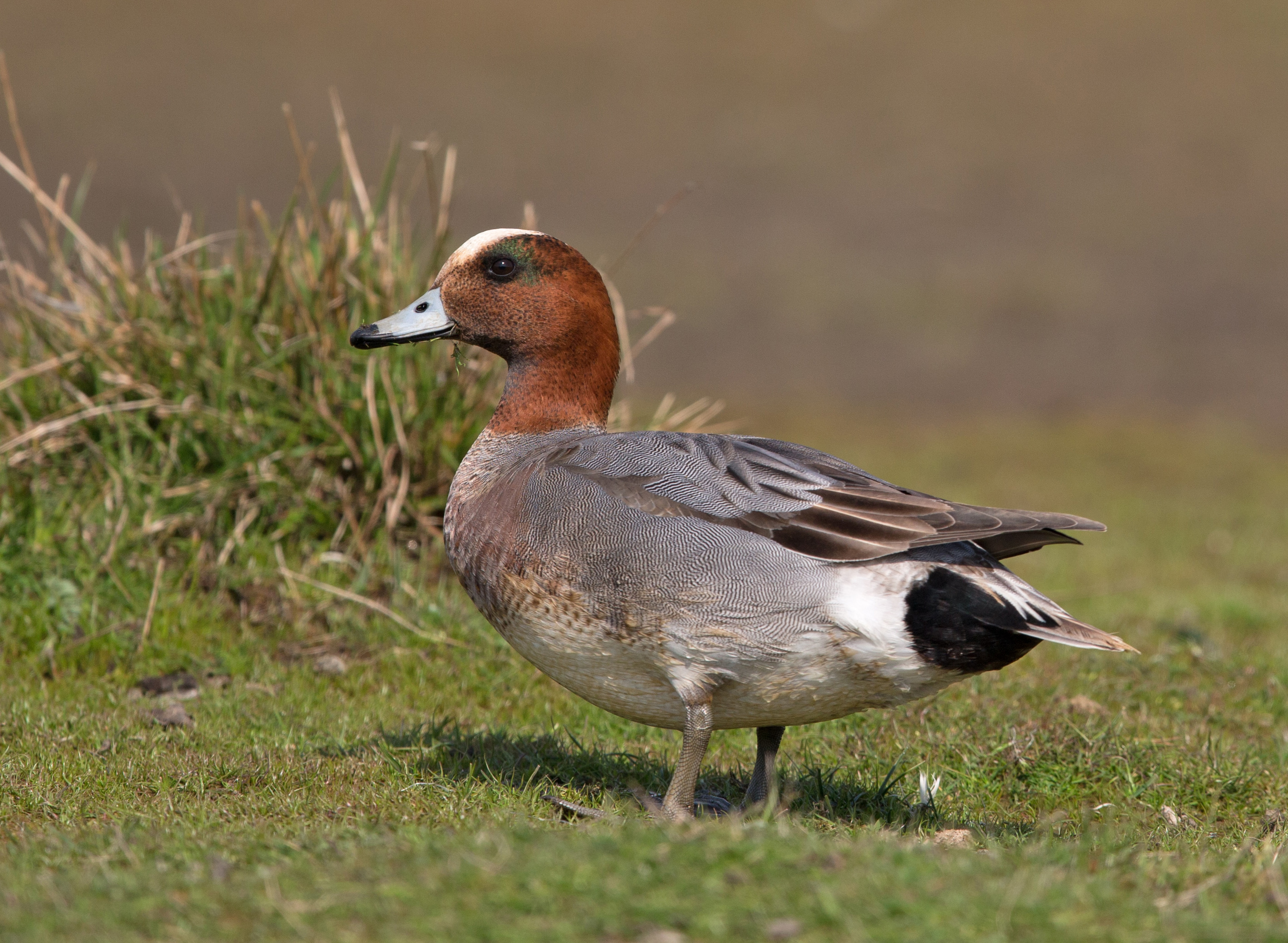
Canard siffleur
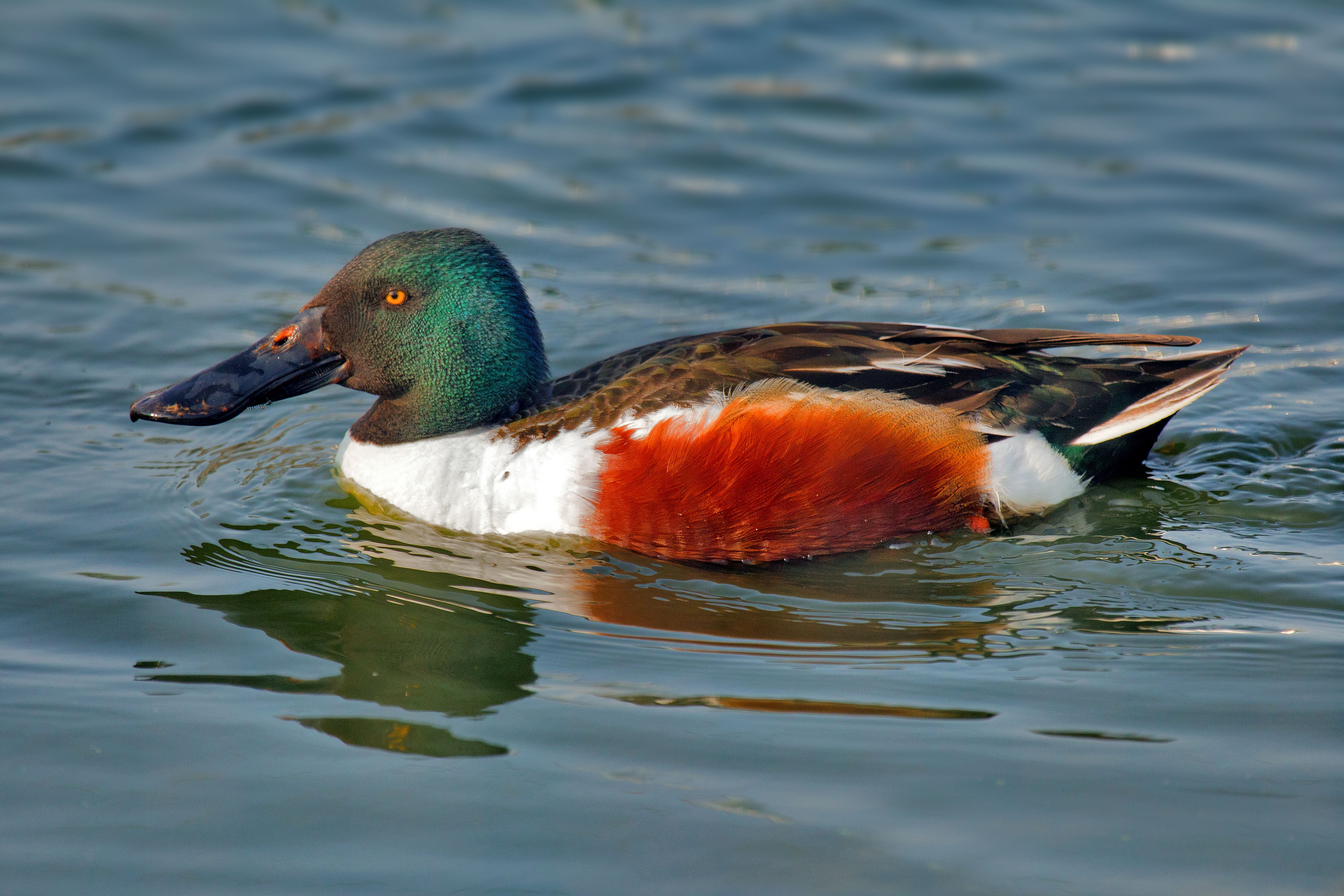
Canard souchet
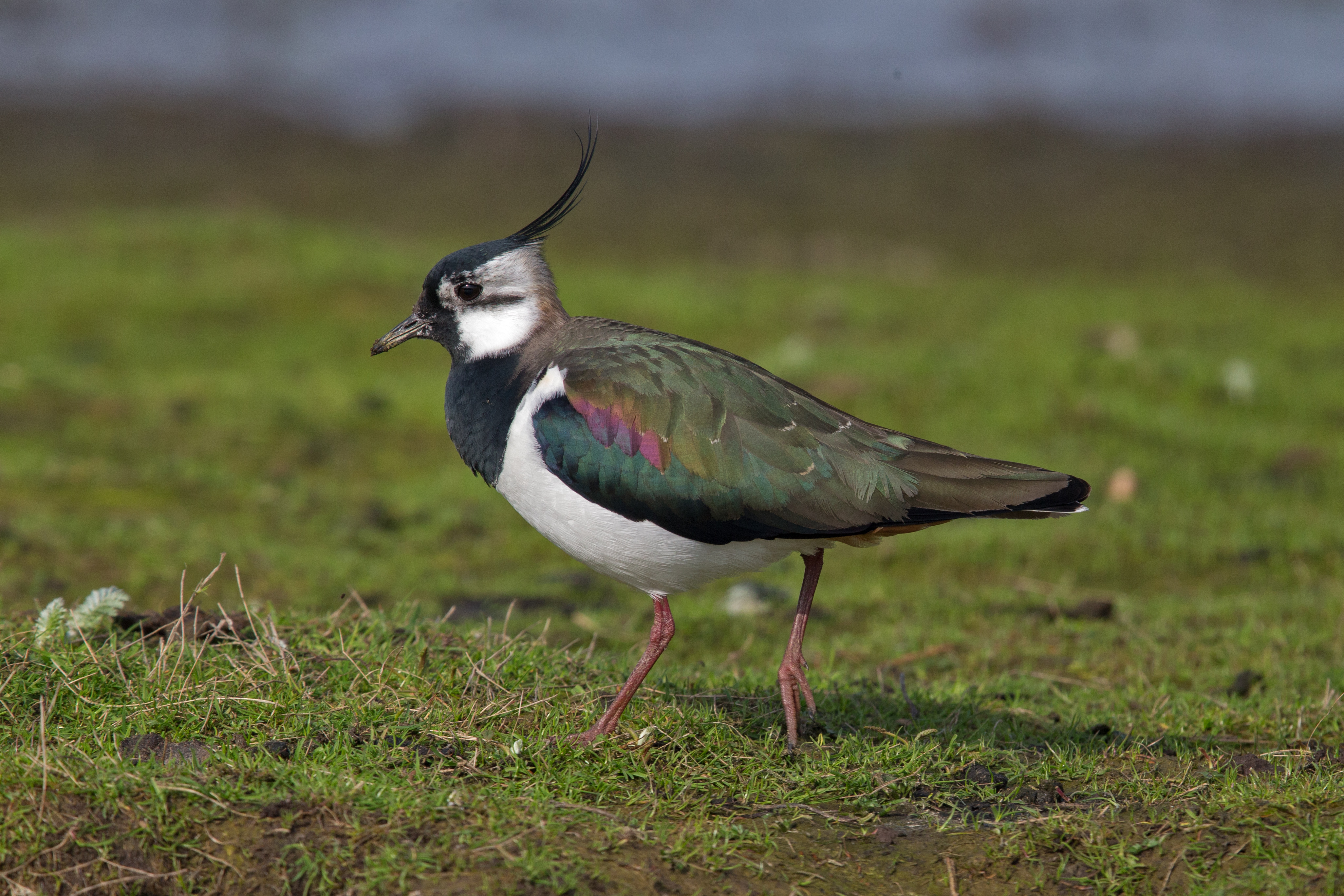
Vanneau huppé
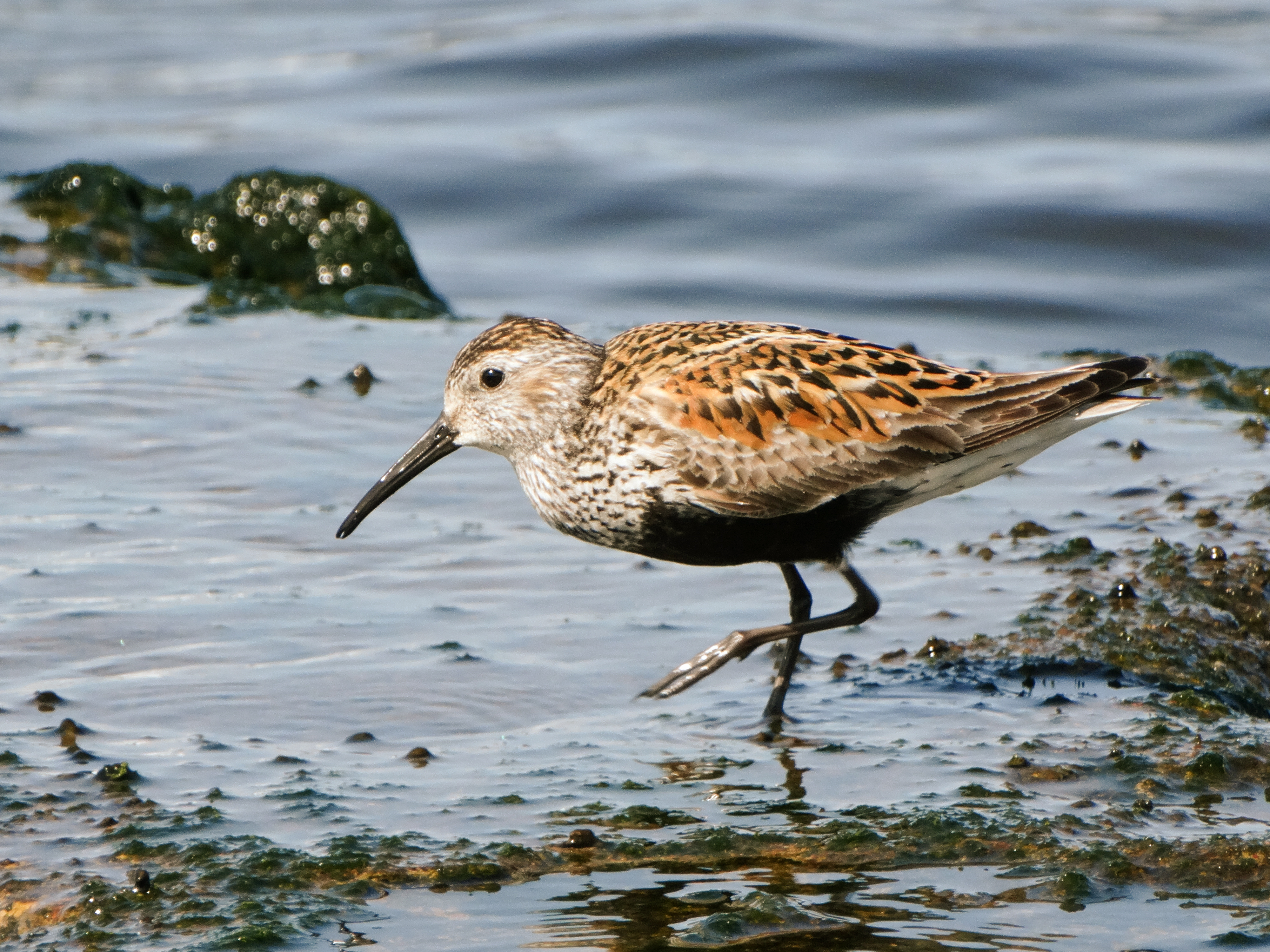
Bécasseau variable
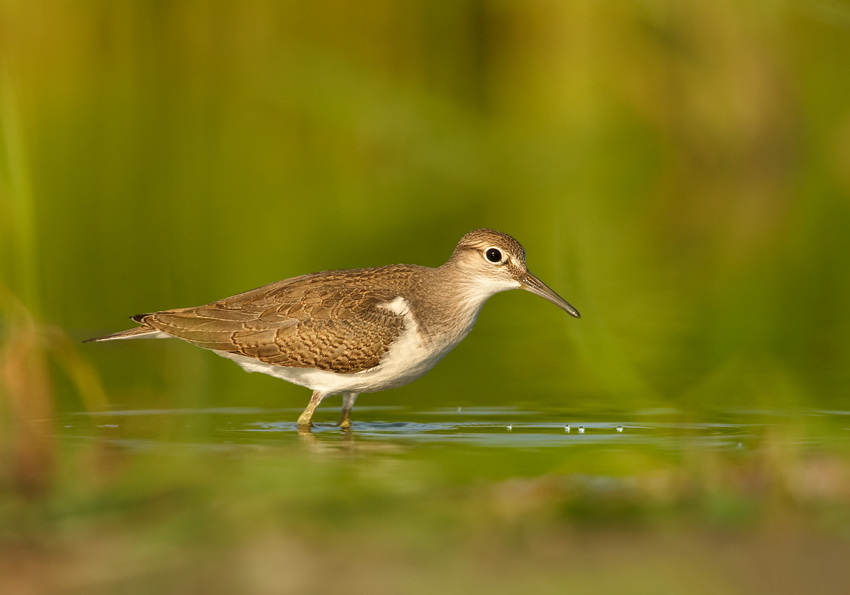
Chevalier guignette

Différentes espèces ne sont présentes sur le site qu'en hiver. Chez les oiseaux d'eau, on retrouve rarement le plongeon catmarin (Gavia stellata), le plongeon imbrin (Gavia immer), le plongeon arctique (Gavia arctica), le fou de Bassan (Morus bassanus) et le cormoran huppé de Méditerranée (Phalacrocorax aristotelis desmaretii) sur le site même, étant bien plus régulièrement observés en mer, à proximité immédiate du site dans le golfe de Giens, le grèbe à cou noir (Podiceps nigricollis) et le grand cormoran (Phalacrocorax carbo), appréciant les bassins les plus profonds, riches en poissons, des ardéidés comme le héron garde-bœufs (Bubulcus ibis) et la grande aigrette (Casmerodius albus), de nombreuses espèces d'anatidés, tels que le canard siffleur (Anas penelope), le canard chipeau (Anas strepera), la sarcelle d'hiver (Anas crecca), le canard pilet (Anas acuta), le canard souchet (Anas clypeata), la nette rousse (Netta rufina), le fuligule milouin (Aythya ferina) et rarement le harle huppé (Mergus serrator), le fuligule morillon (Aythya fuligula) et l'oie cendrée (Anser anser), quelques limicoles comme l’huîtrier pie (Haematopus ostralegus), le vanneau huppé (Vanellus vanellus), le bécasseau variable (Calidris alpina), le bécasseau minute (Calidris minuta), la bécassine des marais (Gallinago gallinago), le grand gravelot (Charadrius hiaticula), le pluvier argenté (Pluvialis squatarola), le chevalier gambette (Tringa totanus) et le chevalier guignette (Actitis hypoleucos), ainsi qu’occasionnellement le chevalier arlequin (Tringa erythropus) et rarement la bécassine sourde (Lymnocryptes minimus). Le goéland railleur peut exceptionnellement hiverner sur le site.

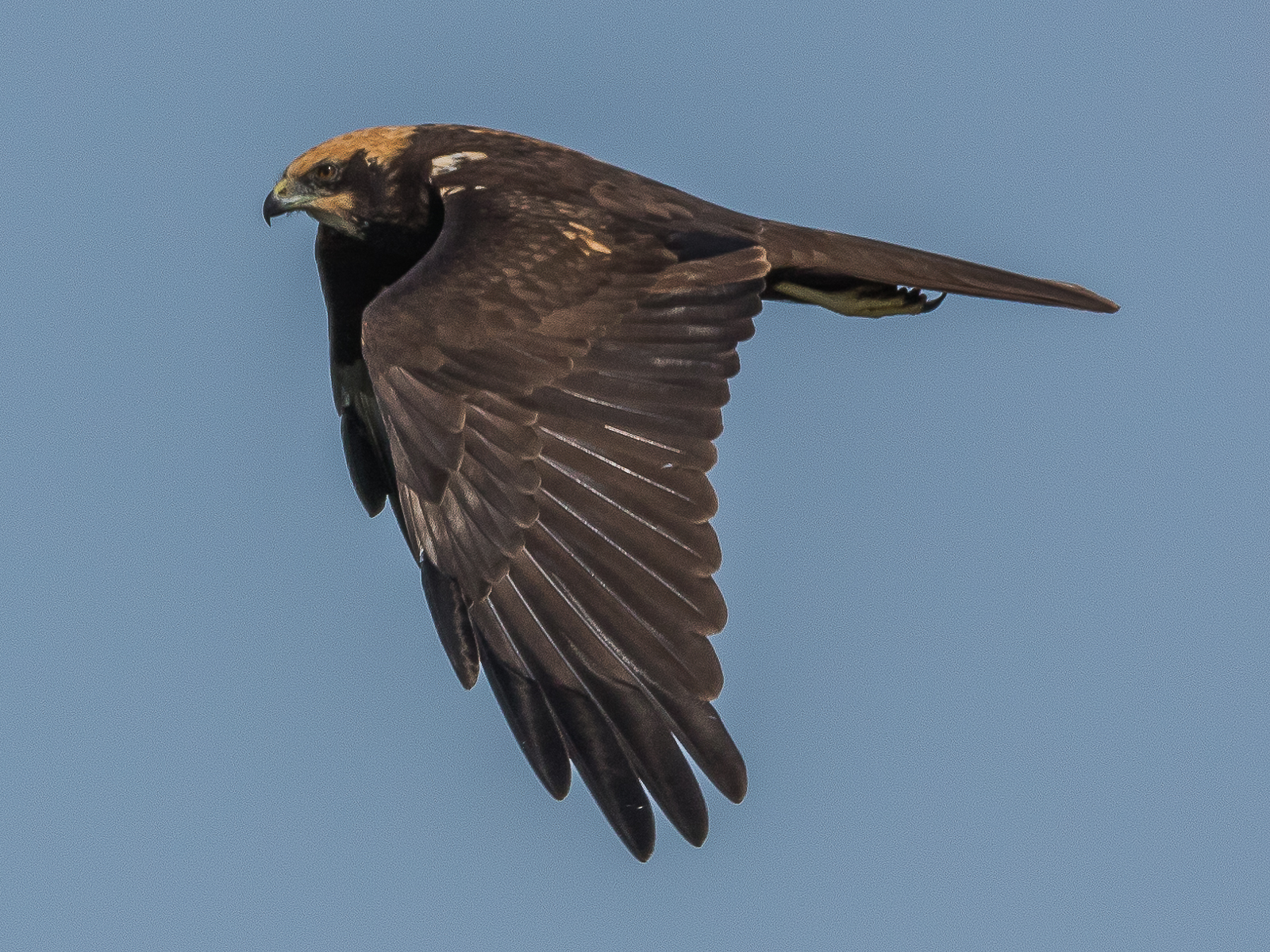
Busard des roseaux
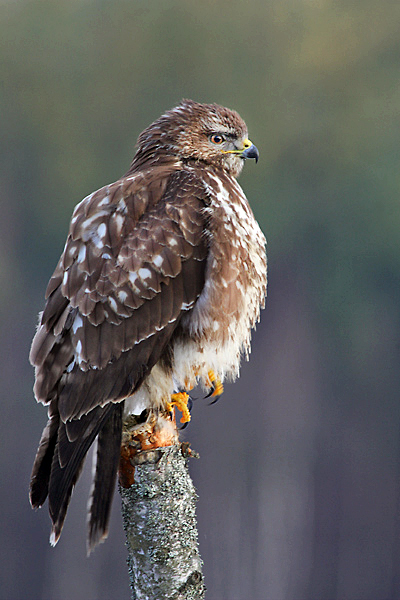
Buse variable
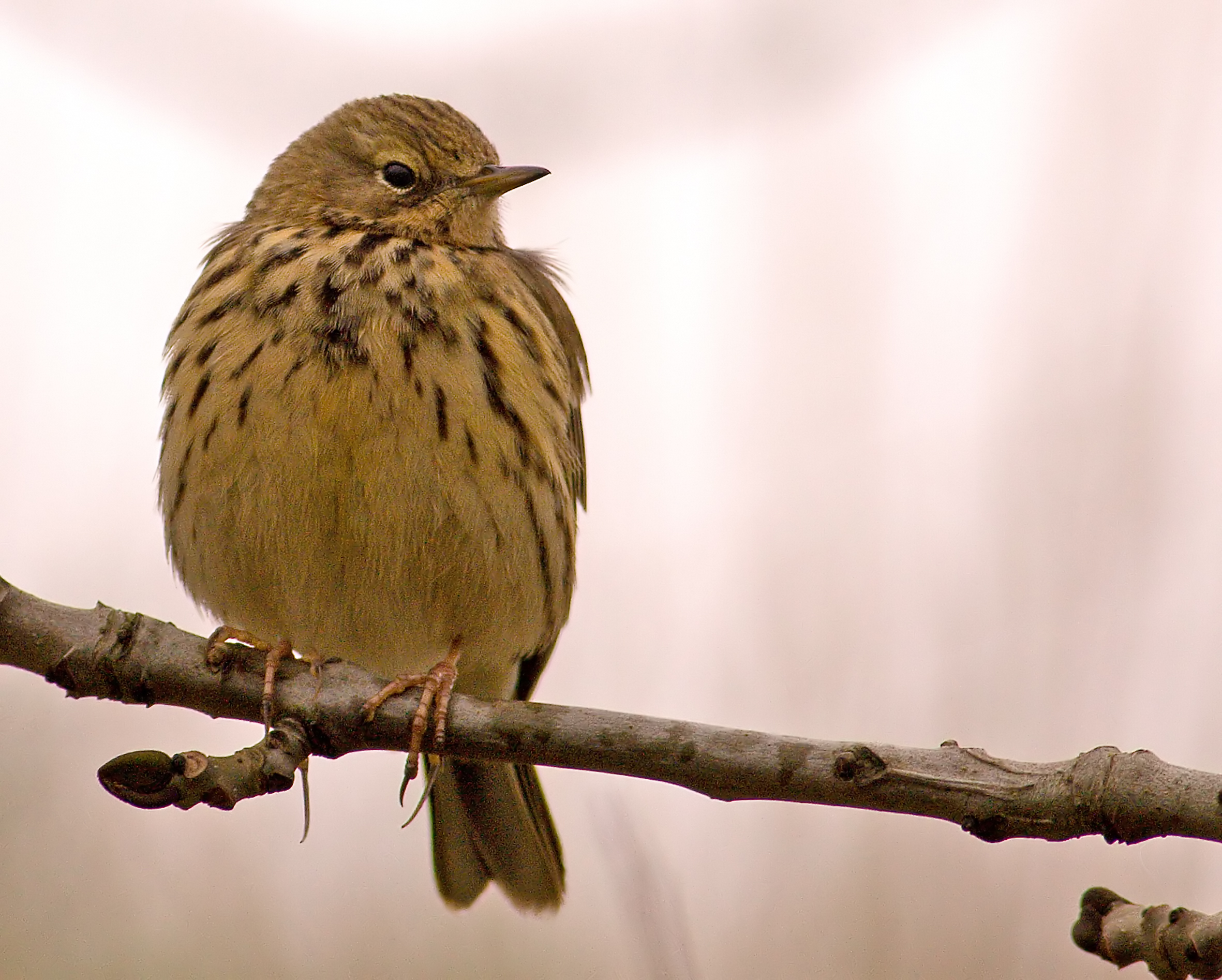
Pipit farlouse
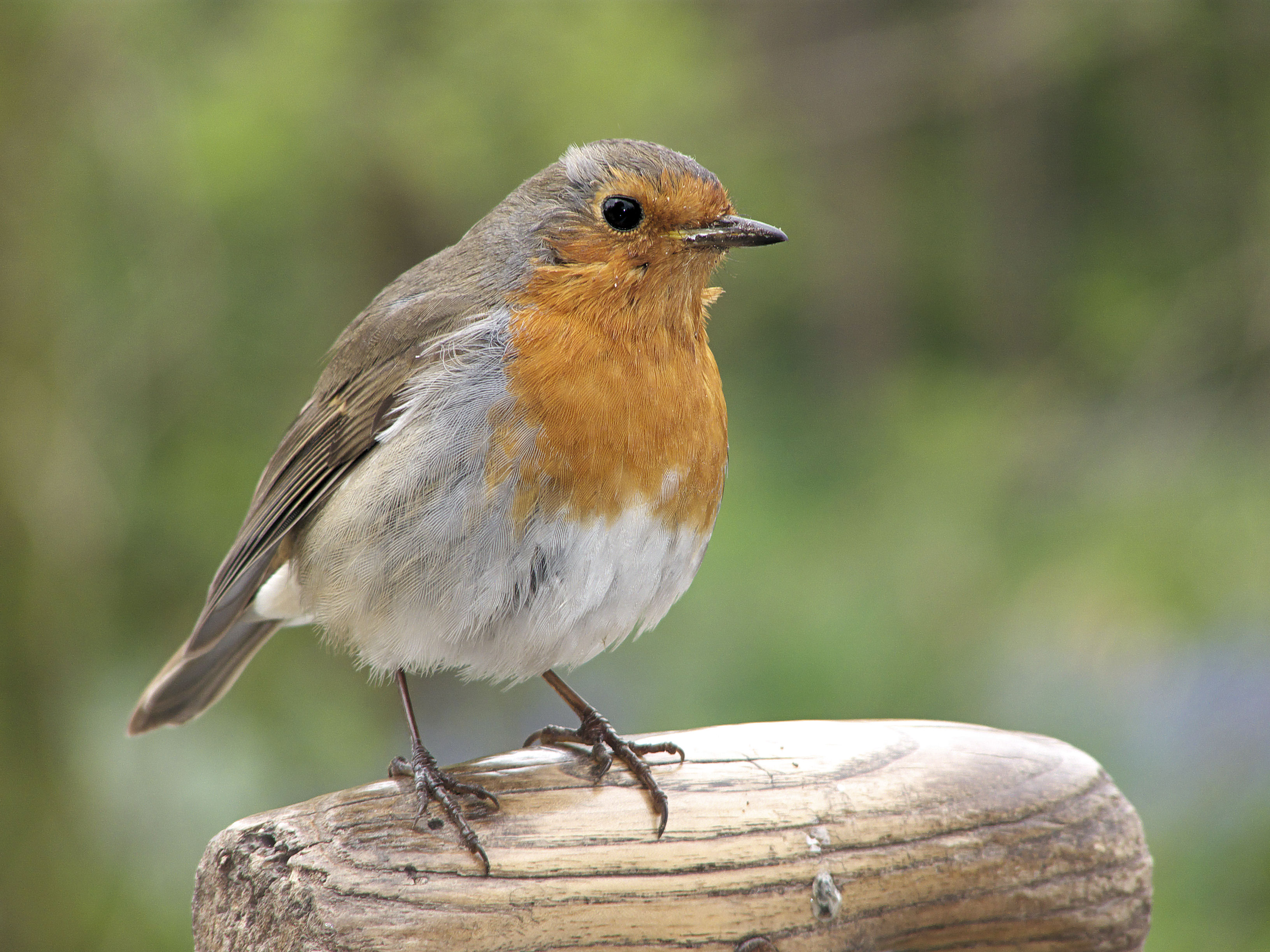
Rouge-gorge familier
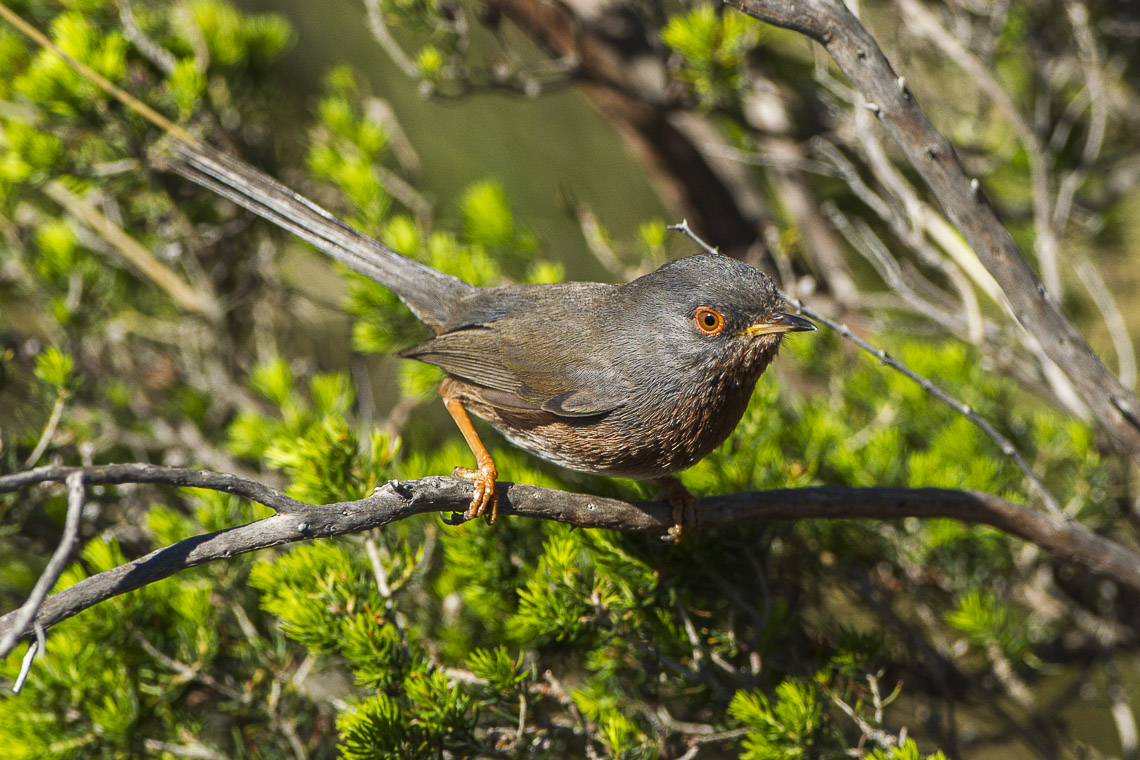
Fauvette pitchou
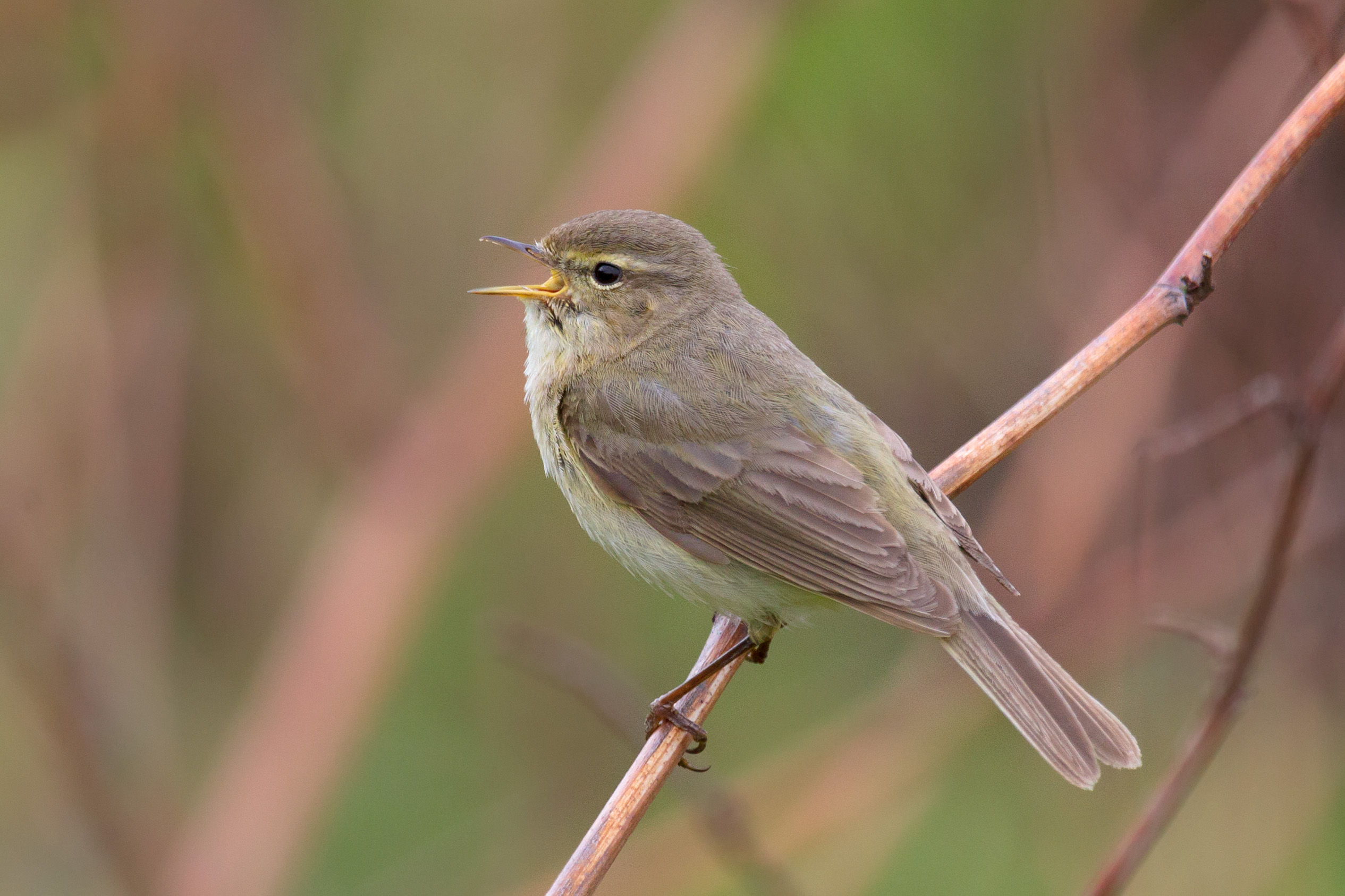
Pouillot véloce
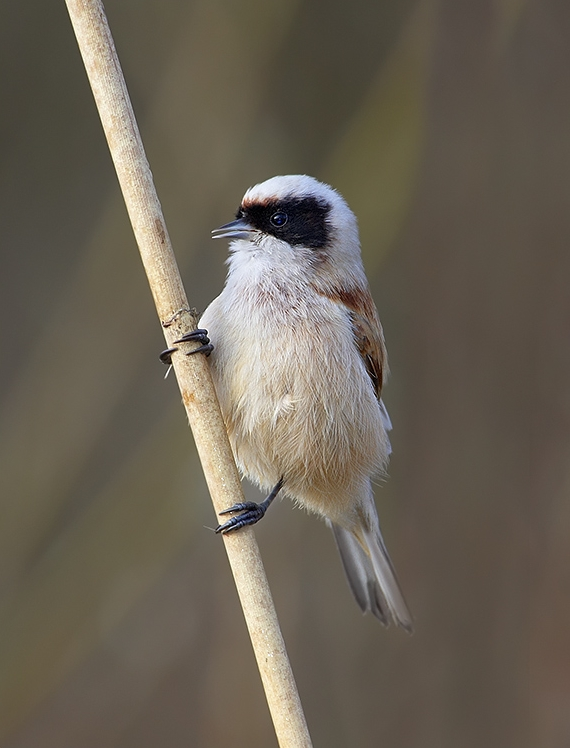
Rémiz penduline
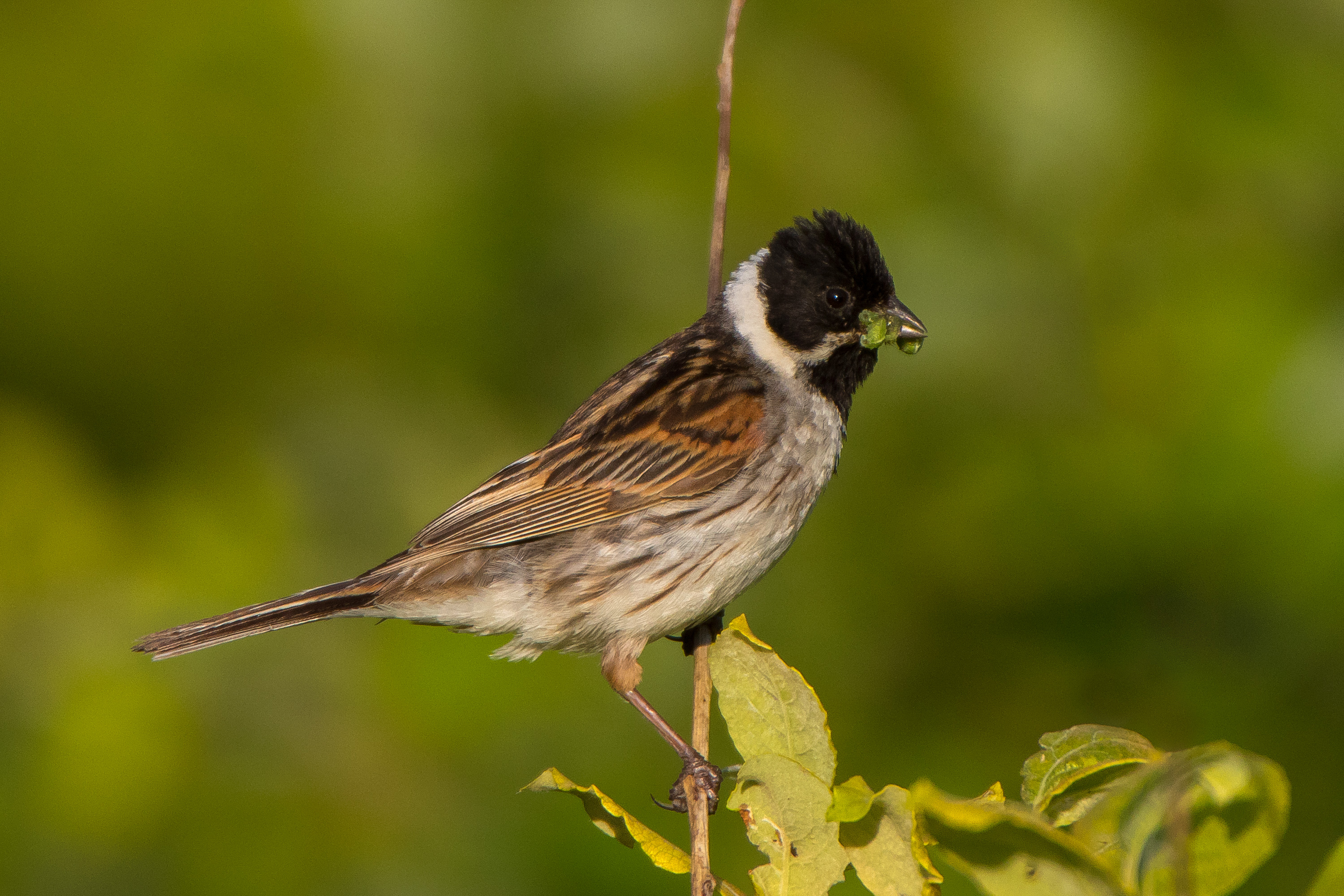
Bruant des roseaux

Chez les autres espèces, plus ou moins affiliées aux zones humides, on retrouve quelques rapaces, le busard des roseaux (Circus aeruginosus), le busard Saint-Martin (Circus cyaneus), la buse variable (Buteo buteo), l'un des rapaces les plus communs de France et occasionnellement le hibou des marais (Asio flammeus), le pigeon domestique (Columba livia dom.), des passereaux, comme l'alouette lulu (Lullula arborea), l'hirondelle de rochers (Hirundo rupestris), le pipit farlouse (Anthus pratensis), le pipit spioncelle (Anthus spinoletta), la bergeronnette des ruisseaux (Motacilla cinerea), le troglodyte mignon (Troglodytes troglodytes), l'accenteur mouchet (Prunella modularis), le rouge-gorge familier (Erithacus rubecula), le tarier pâtre (Saxicola torquata), la grive musicienne (Turdus philomelos), la fauvette pitchou (Sylvia undata), le pouillot véloce (Phylloscopus collybita), le roitelet huppé (Regulus regulus), la mésange à longue queue (Aegithalos caudatus), la rémiz penduline (Remiz pendulinus), le serin cini (Serinus serinus), le verdier d'Europe (Carduelis chloris), le tarin des aulnes (Carduelis spinus), la linotte mélodieuse (Carduelis cannabina), le bruant zizi (Emberiza cirlus), le bruant des roseaux (Emberiza schoeniclus) et occasionnellement le bruant fou (Emberiza cia), le gros-bec casse noyaux (Coccothraustes coccothraustes) et la lusciniole à moustache (Acrocephalus melanopogon), ainsi que rarement le pinson du nord (Fringilla montifringilla) et le bruant des neiges (Plectrophenax nivalis) et très rarement la panure à moustaches (Panurus biarmicus).

#### Espèces migratrices
De très nombreuses espèces migratrices sont observées sur le site, les espèces changeant selon les périodes de l'année.

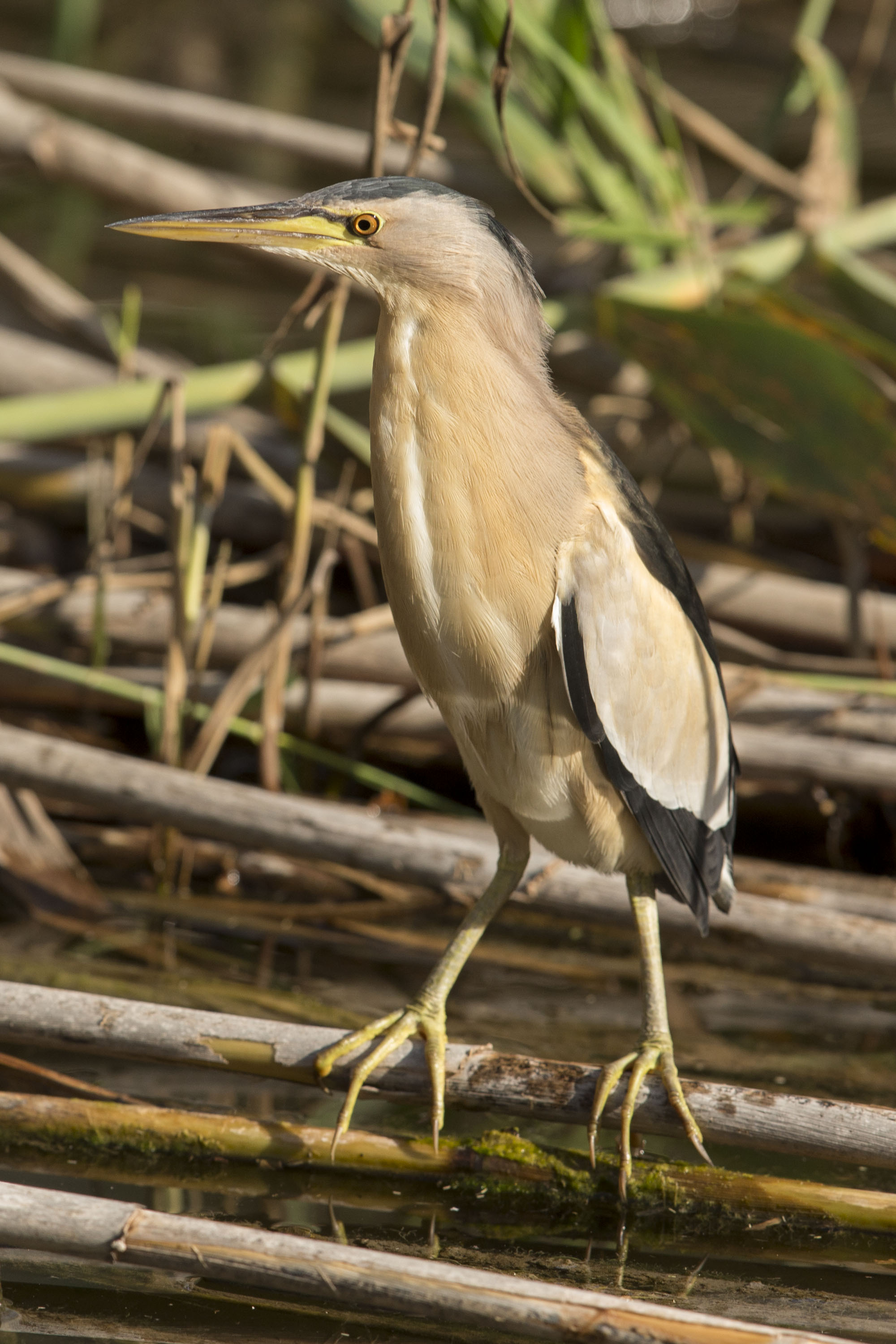
Blongios nain
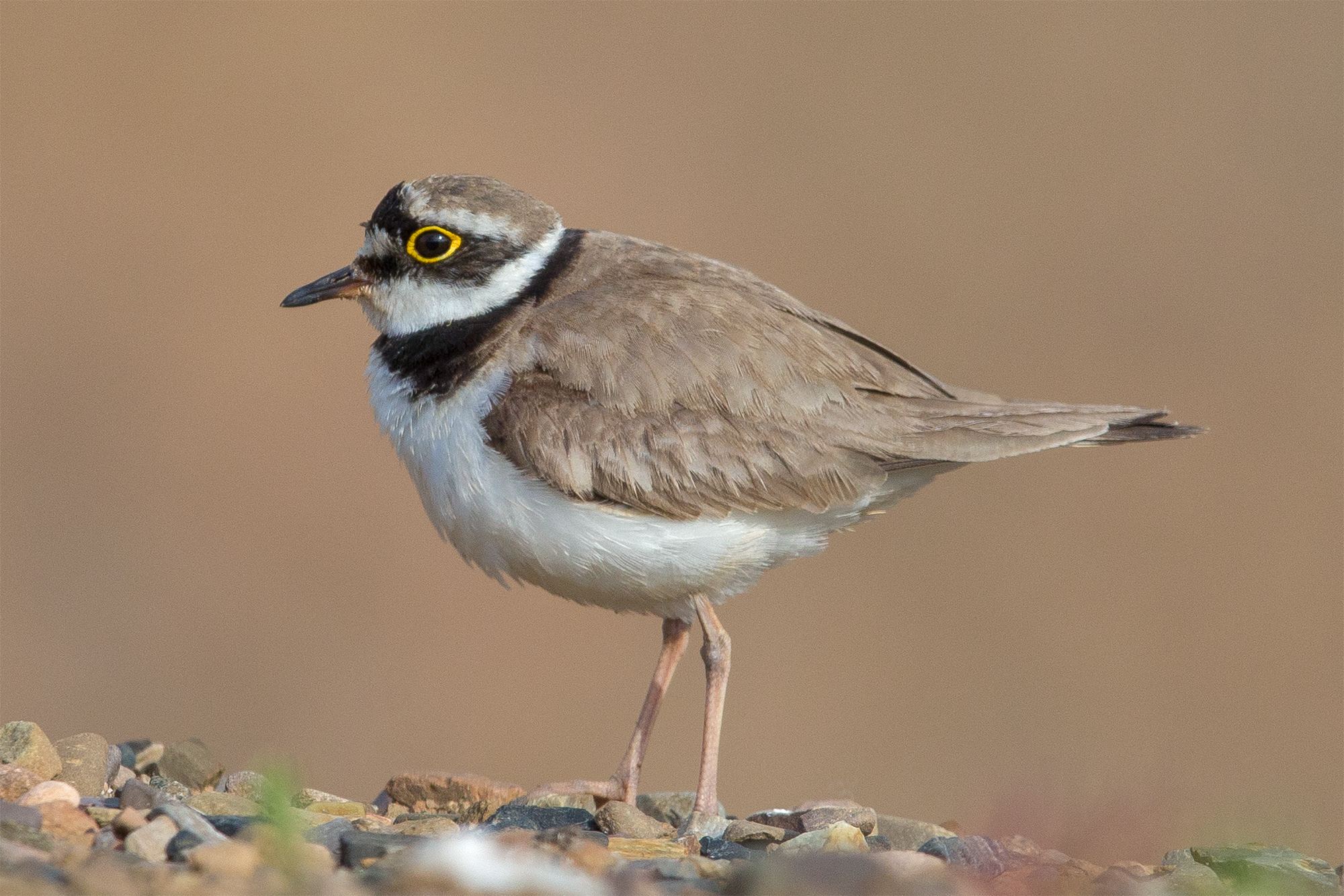
Petit gravelot
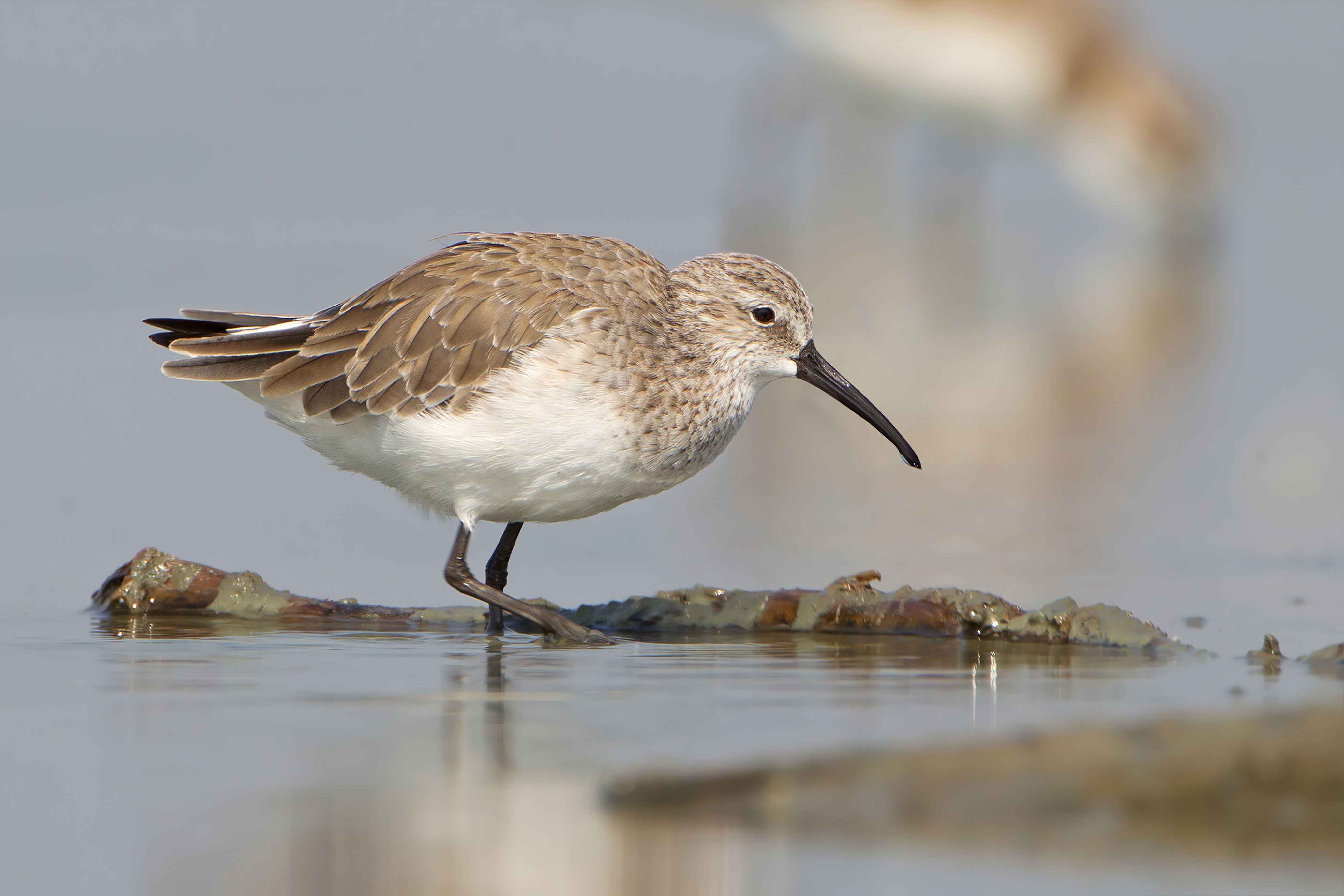
Bécasseau cocorli
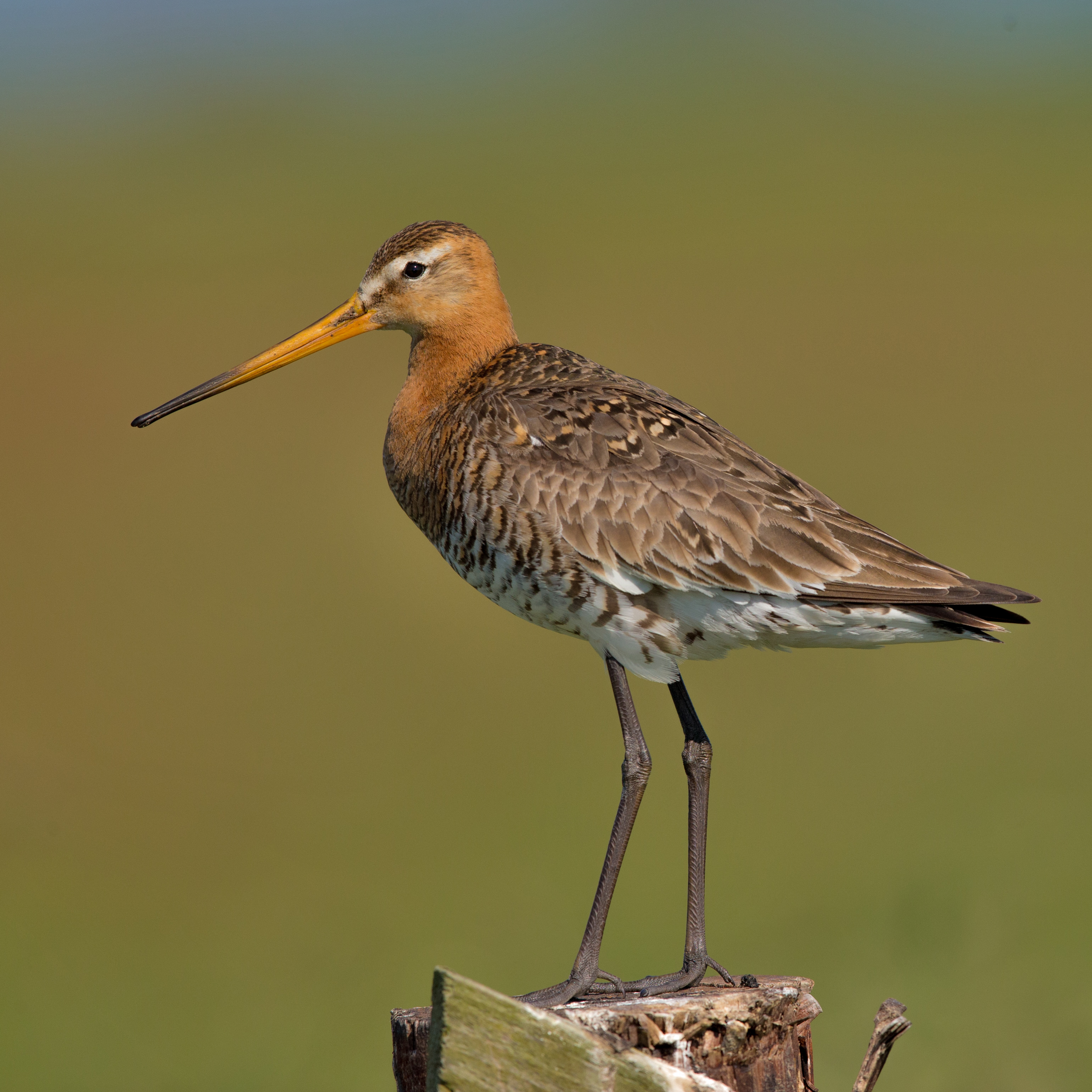
Barge à queue noire
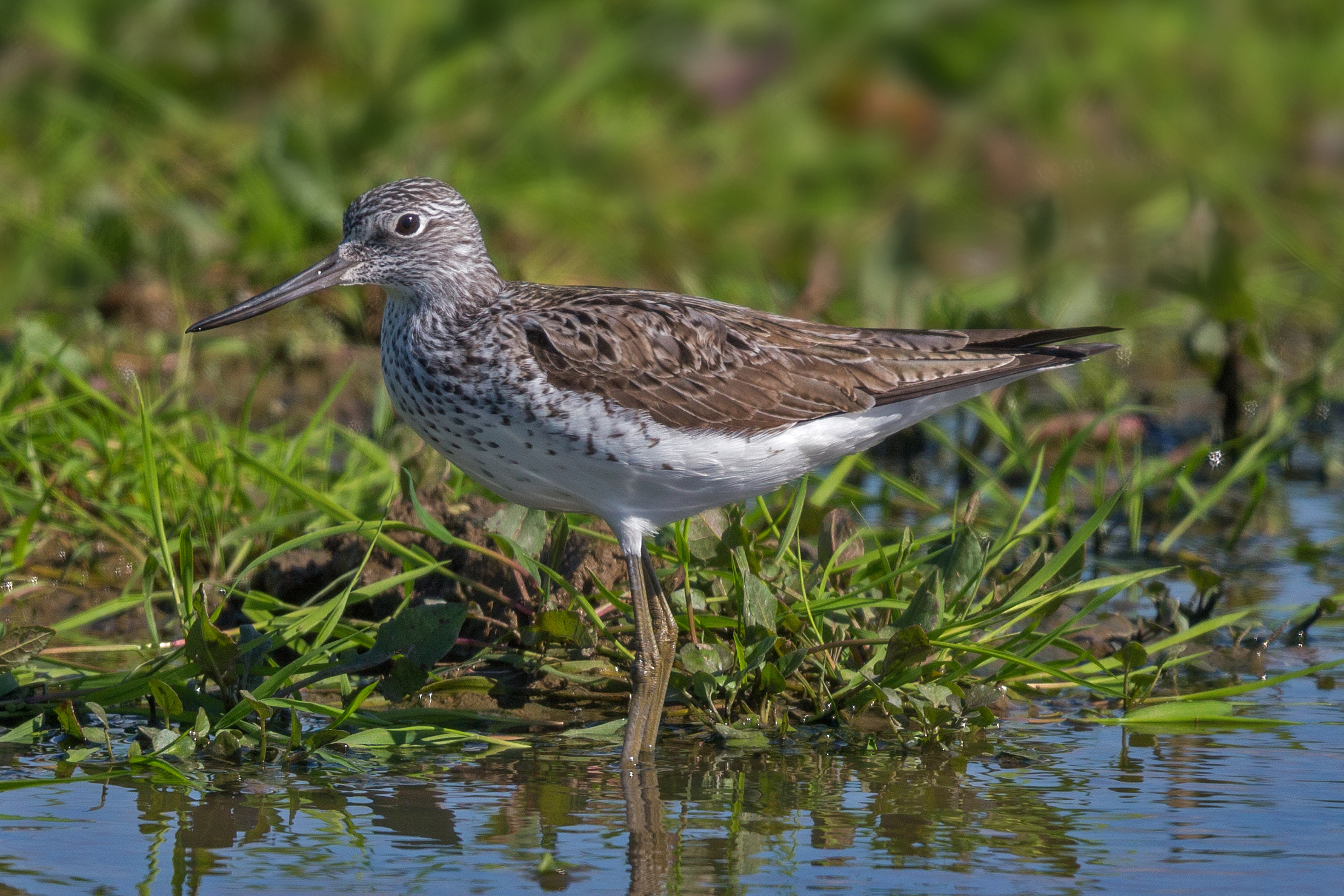
Chevalier aboyeur
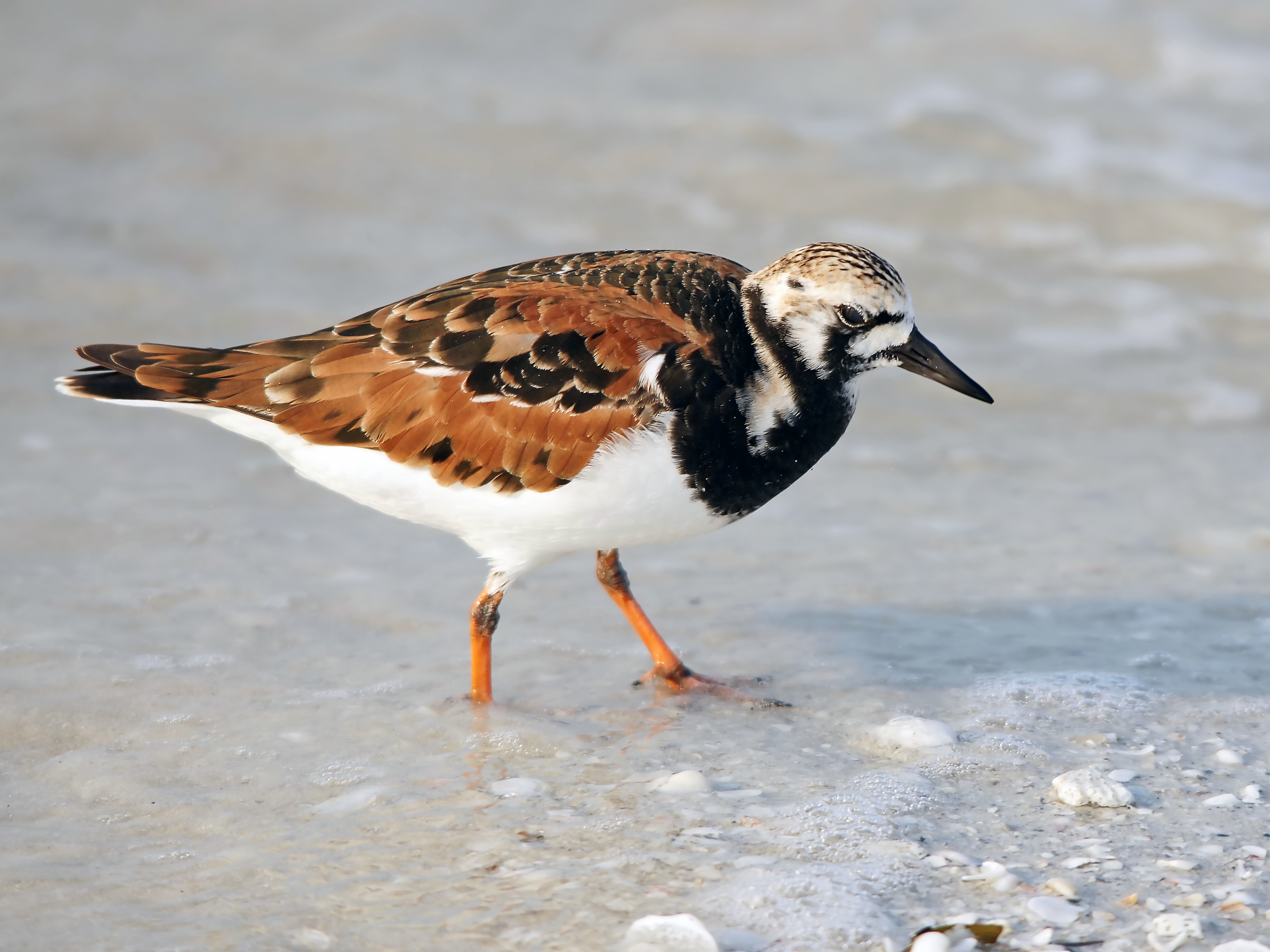
Tournepierre à collier
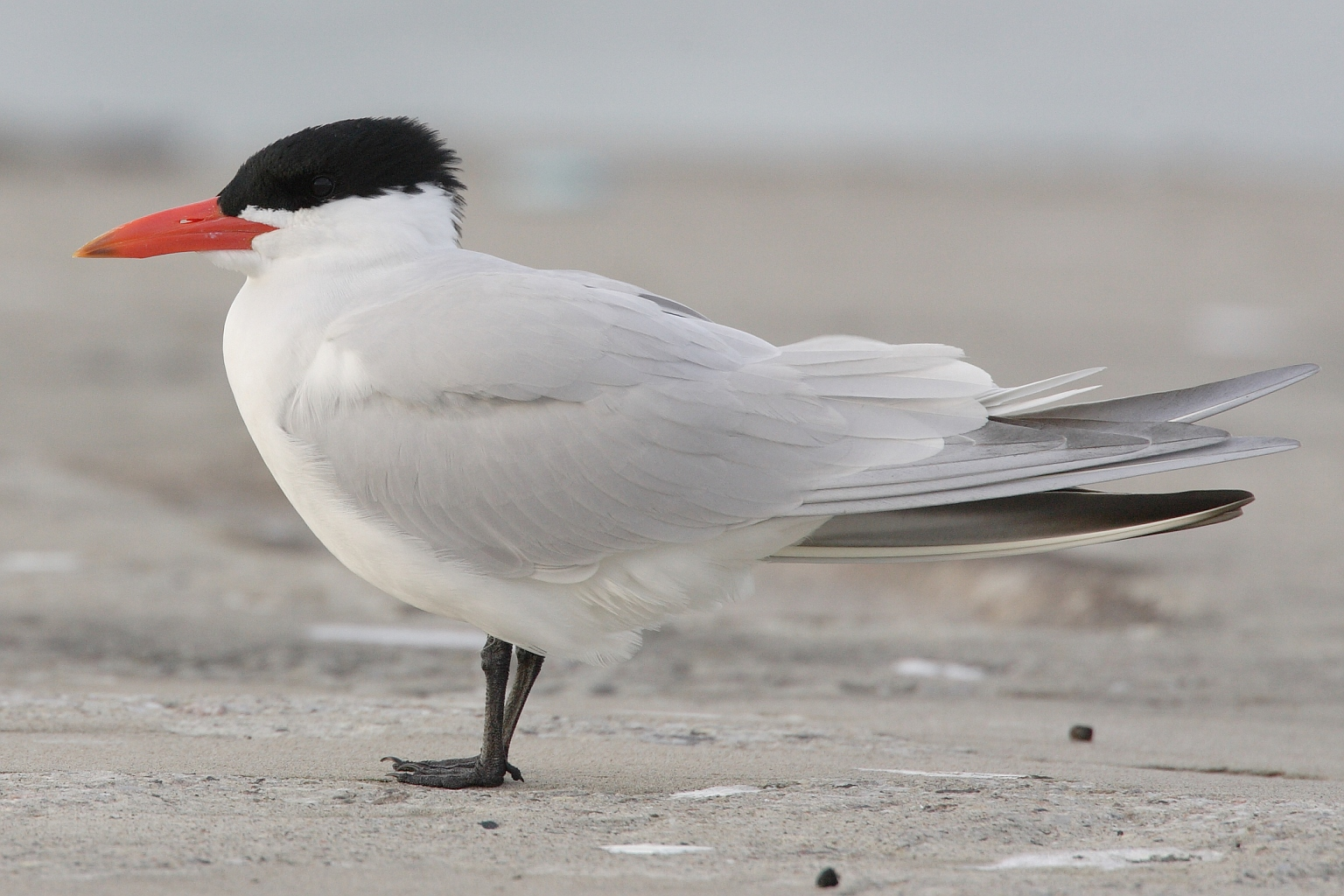
Sterne caspienne
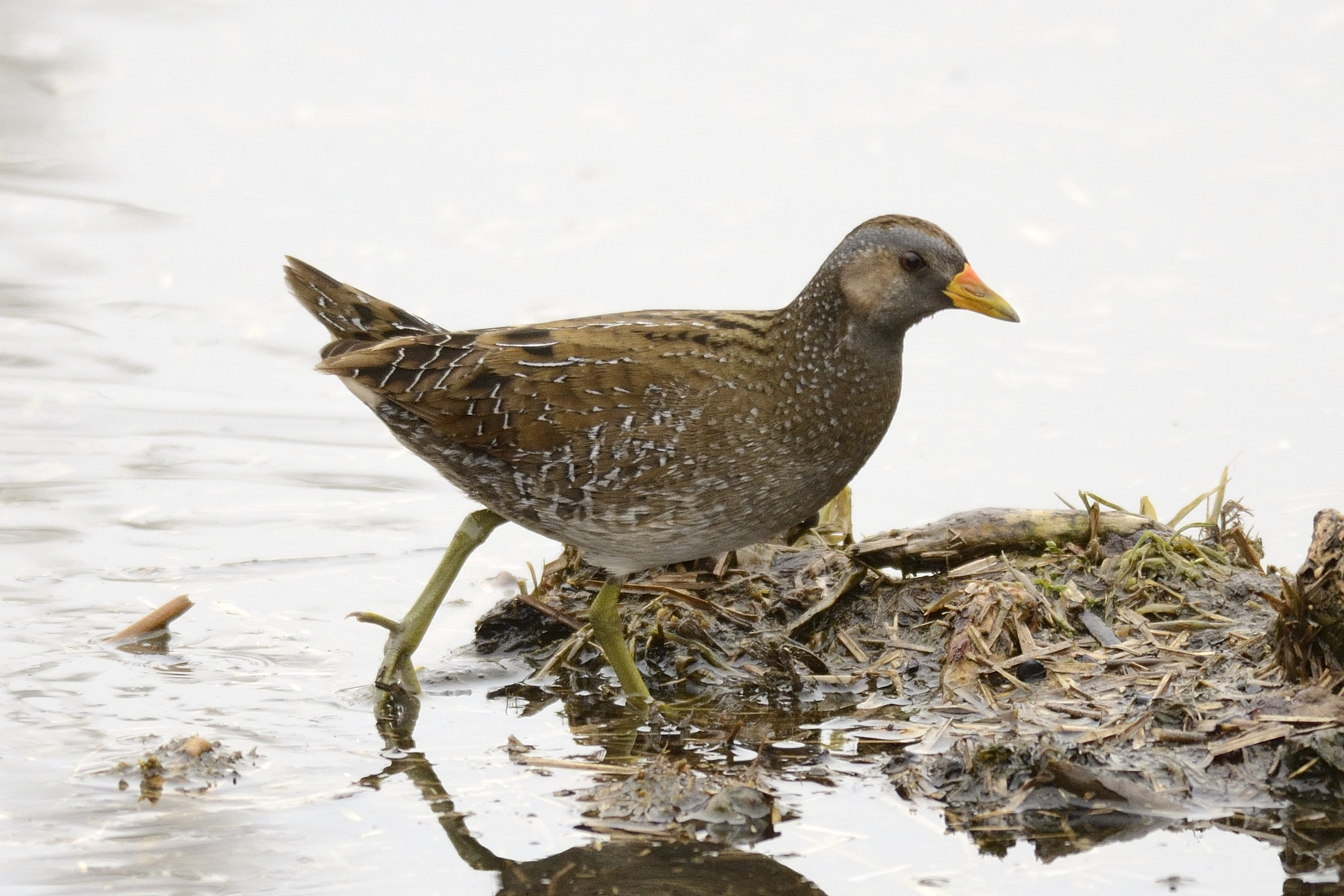
Marouette ponctuée

On peut y observer pour les oiseaux d'eau, le blongios nain (Ixobrychus minutus), le bihoreau gris (Nycticorax nycticorax), le crabier chevelu (Ardeola ralloides), le héron pourpré (Ardea purpurea) et plus rarement le butor étoilé (Botaurus stellaris) pour les ardéidés, la sarcelle d'été (Anas querquedula) pour les anatidés, le petit gravelot (Charadrius dubius), le pluvier doré (Pluvialis apricaria), le bécasseau maubèche (Calidris canutus), le bécasseau sanderling (Calidris alba), le bécasseau cocorli (Calidris ferruginea), le combattant varié (Philomachus pugnax), la barge à queue noire (Limosa limosa), la barge rousse (Limosa lapponica), le courlis corlieu (Numenius phaeopus), le chevalier aboyeur (Tringa nebularia), le chevalier culblanc (Tringa ochropus), le chevalier sylvain (Tringa glareola) et le tournepierre à collier (Arenaria interpres) et plus rarement le chevalier stagnatile (Tringa stagnatilis), le pluvier guignard (Eudromias morinellus) et le bécasseau de Temmink (Calidris temminckii) pour les limicoles, la mouette mélanocéphale (Larus melanocephalus), la guifette moustac (Chlidonias hybridus), la guifette noire (Chlidonias niger), la sterne hansel (Gelochelidon nilotica), la sterne caspienne (Hydroprogne caspia) et plus occasionnellement la guifette leucoptère (Chlidonias leucopterus), la mouette pygmée (Larus minutus), le goéland brun (Larus fuscus), le goéland cendré (Larus canus) et le goéland d'Audoin (Larus audouinii), originaire des îles méditerranéennes dont la Corse, pour les laridés, ainsi qu'occasionnellement les discrètes marouettes ponctuées (Porzana porzana) et poussins (Porzana parva) pour les rallidés et l'ibis falcinelle (Plegadis falcinellus), la spatule blanche (Platalea leucorodia), l'œdicnème criard (Burhinus oedicnemus) et la glaréole à collier (Glareola pratincola).

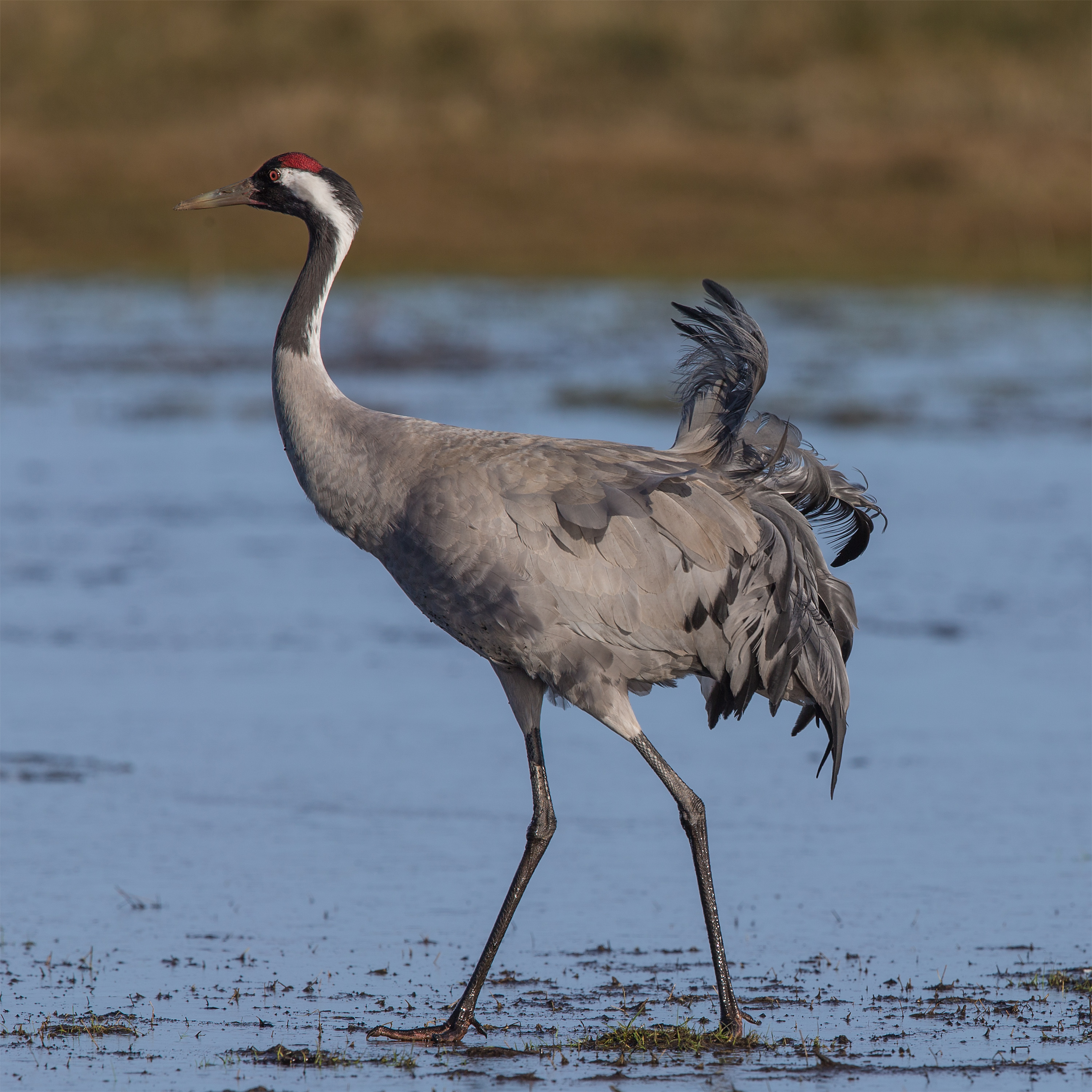
Grue cendrée
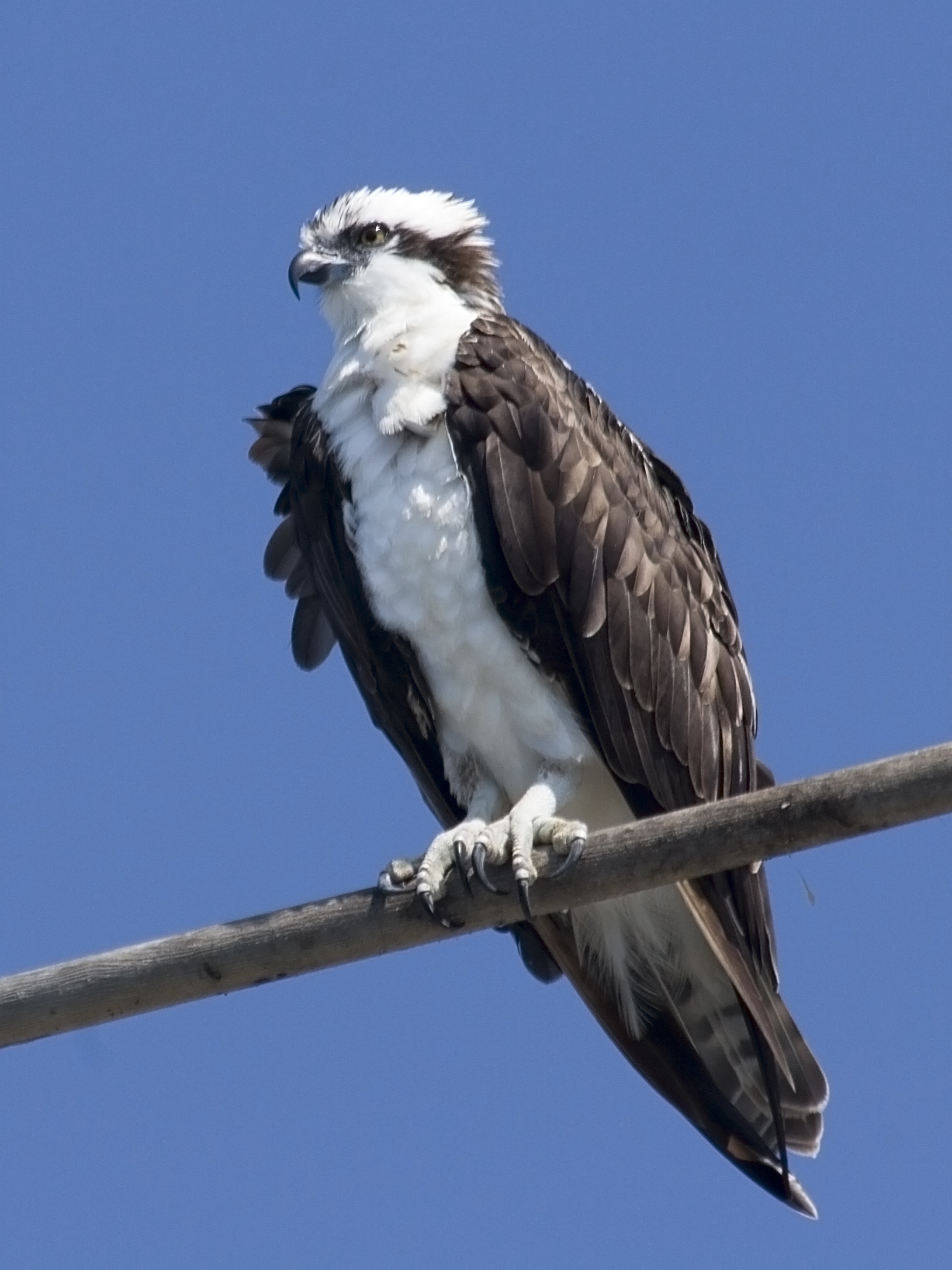
Balbuzard pêcheur
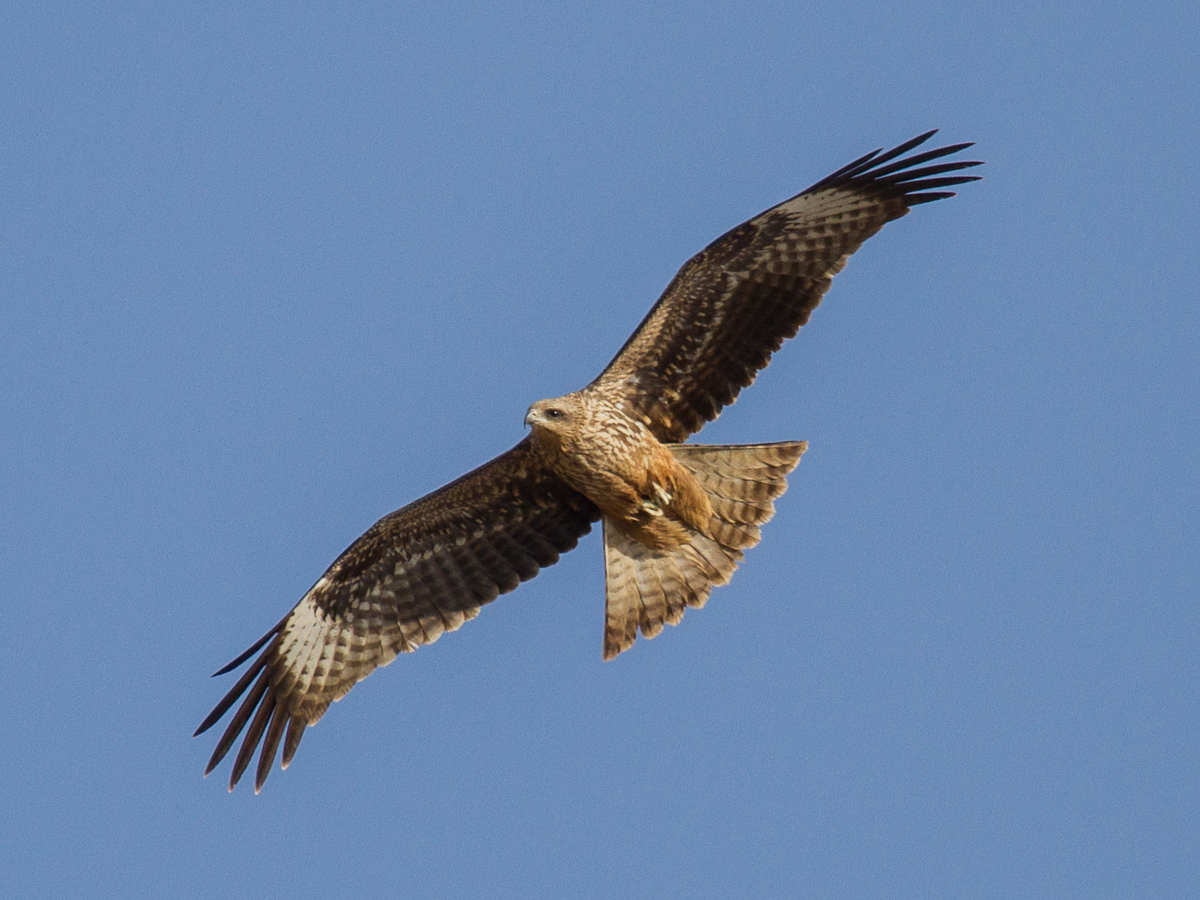
Milan noir
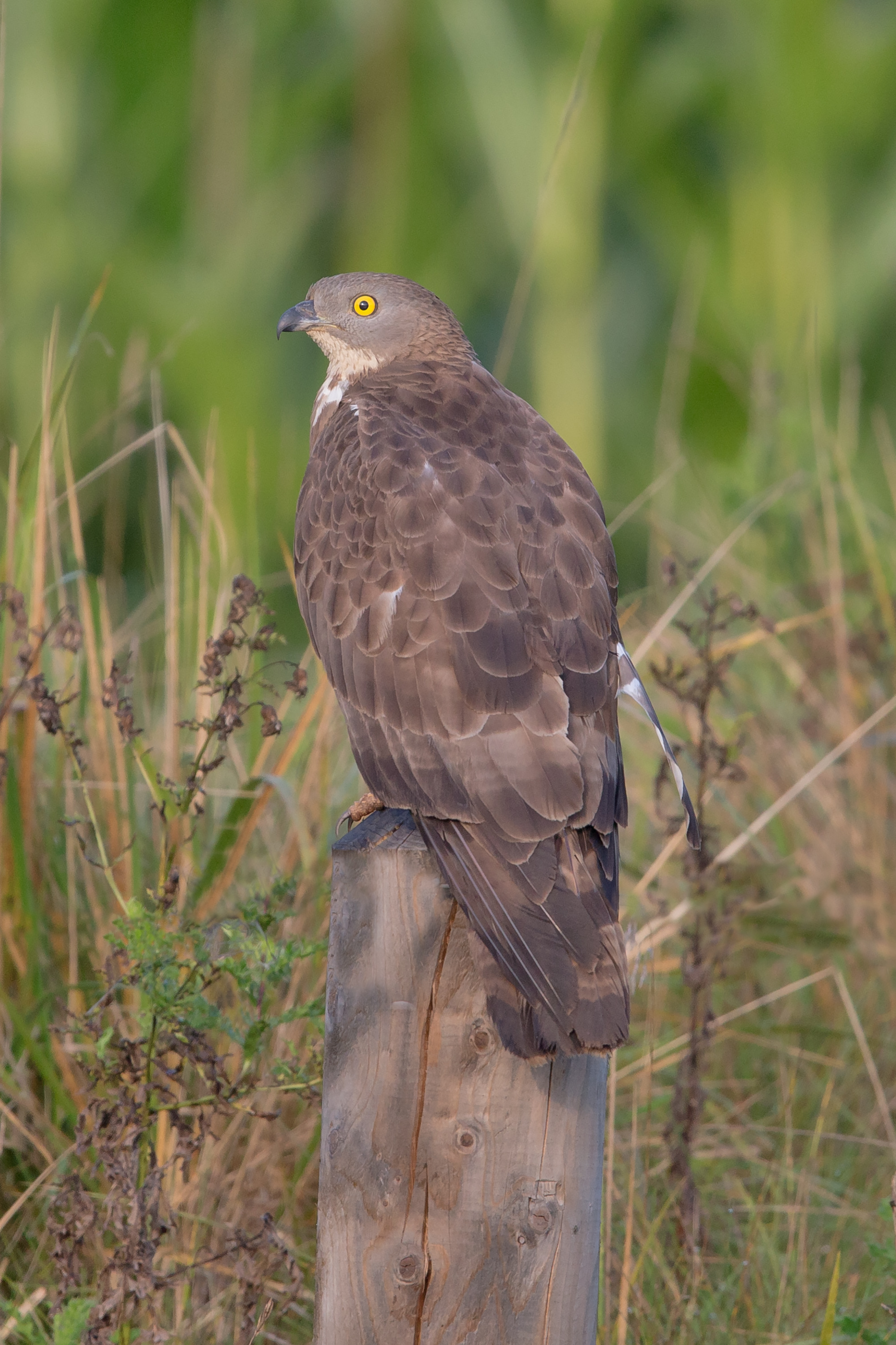
Bondrée apivore

Chez les grands voiliers et les rapaces ont déjà été vus la bondrée apivore (Pernis apivorus), le milan noir (Milvus migrans), le circaète Jean-le-Blanc (Circaetus gallicus), le busard cendré (Circus pygargus), le balbuzard pêcheur (Pandion haliaetus), le faucon hobereau (Falco subbuteo), la grue cendrée (Grus grus), occasionnellement la chouette hulotte (Strix aluco), la chevêche d'Athéna (Athene noctua), l'autour des palombes (Accipiter gentilis), le faucon kobez (Falco vespertinus), le faucon émerillon (Falco columbarius), le milan royal (Milvus milvus), pouvant aussi exceptionnellement hiverner, le faucon d’Éléonore (Falco eleonorae), un faucon méditerranéen, rare en France, l'aigle botté (Hieraaetus pennatus), la cigogne blanche (Ciconia ciconia) et la cigogne noire (Ciconia nigra).

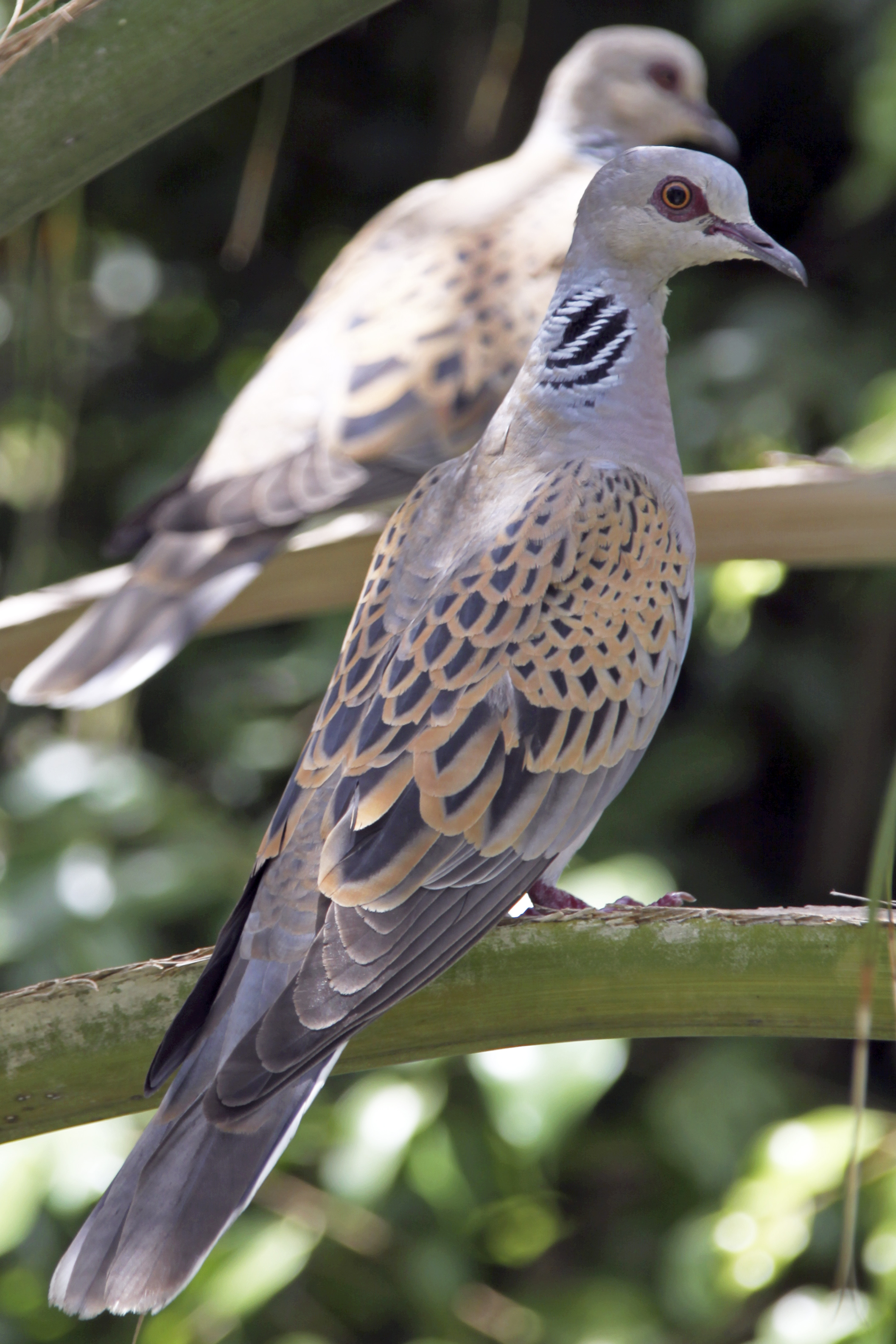
Tourterelle des bois
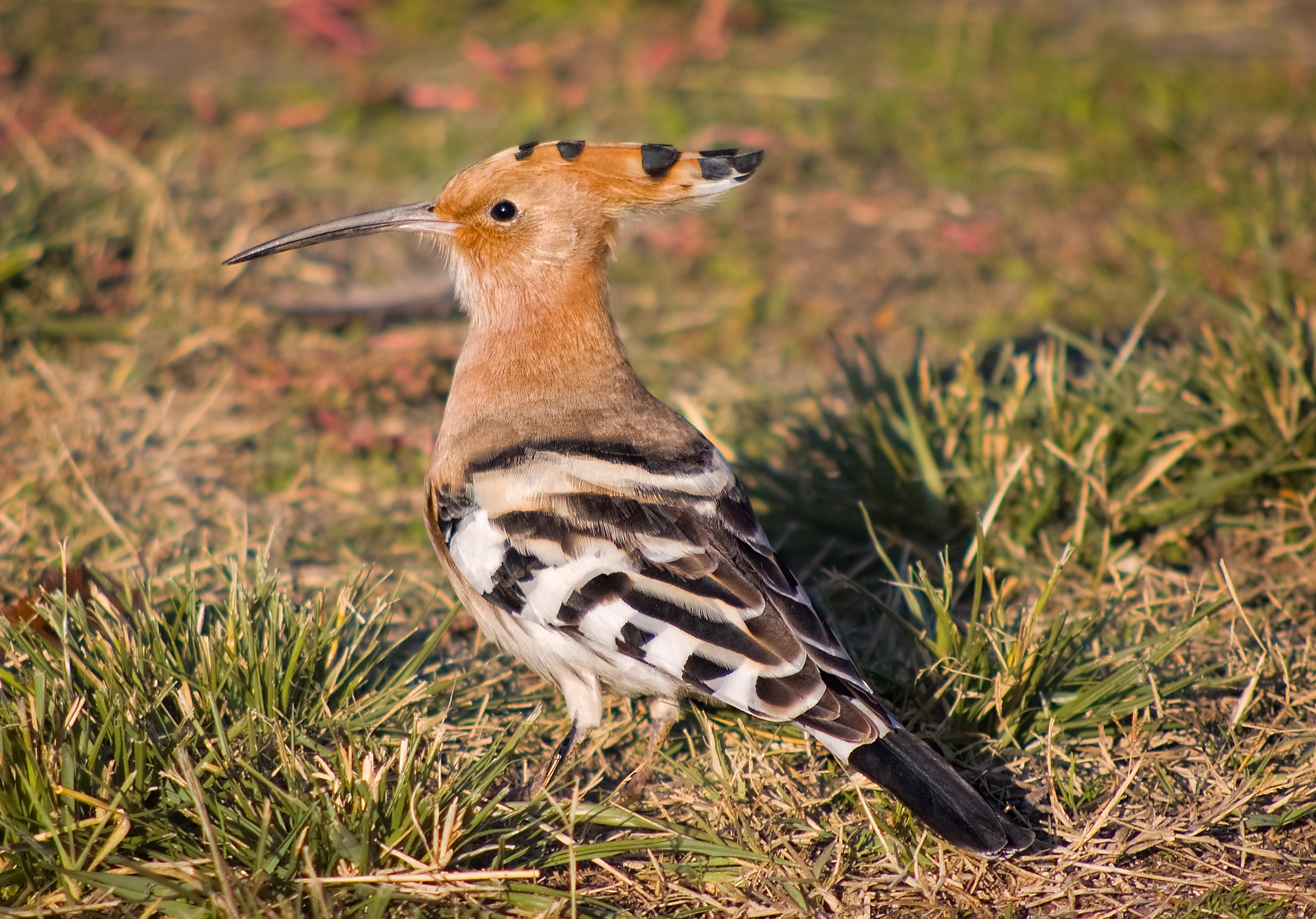
Huppe fasciée
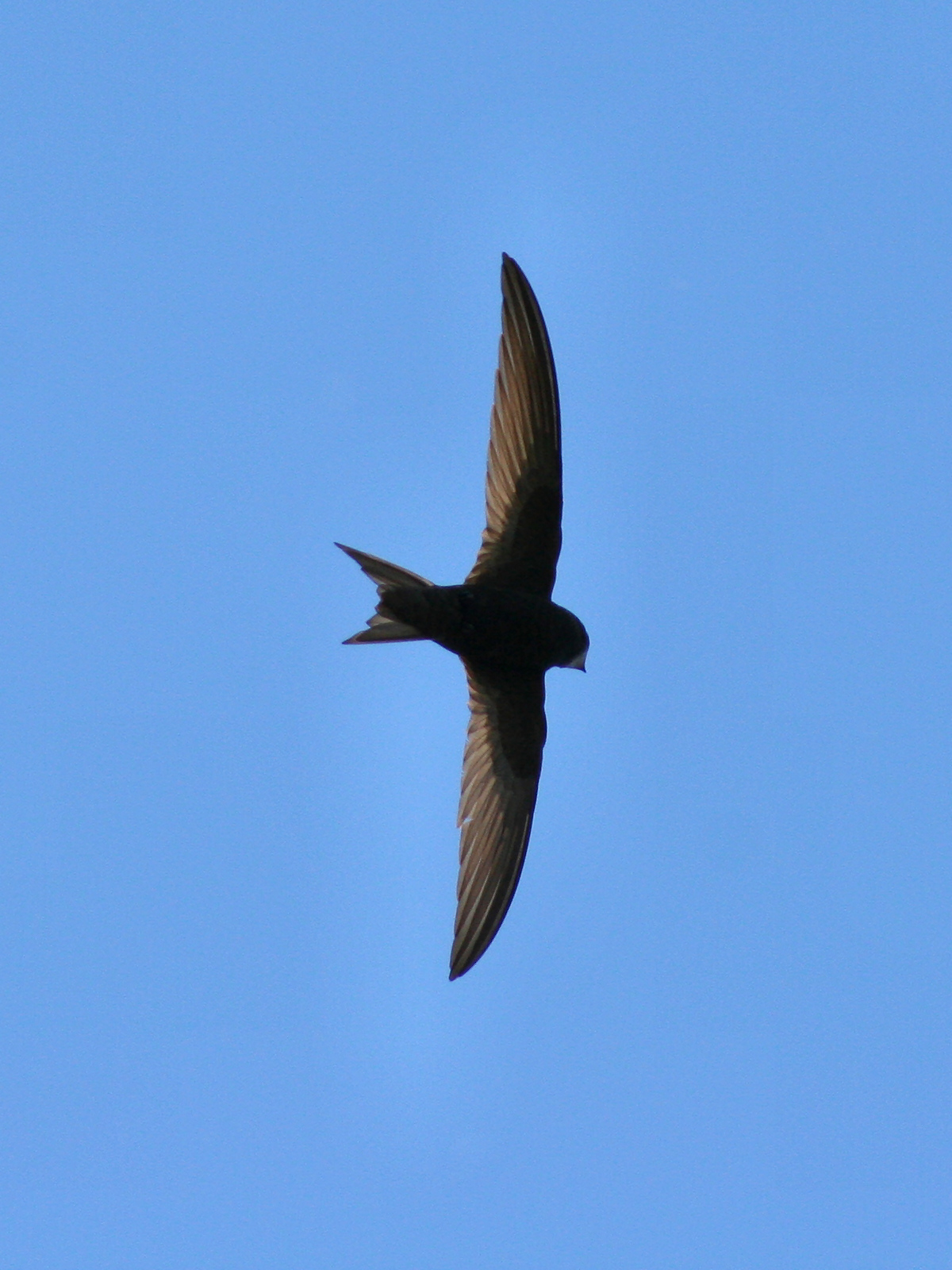
Martinet noir
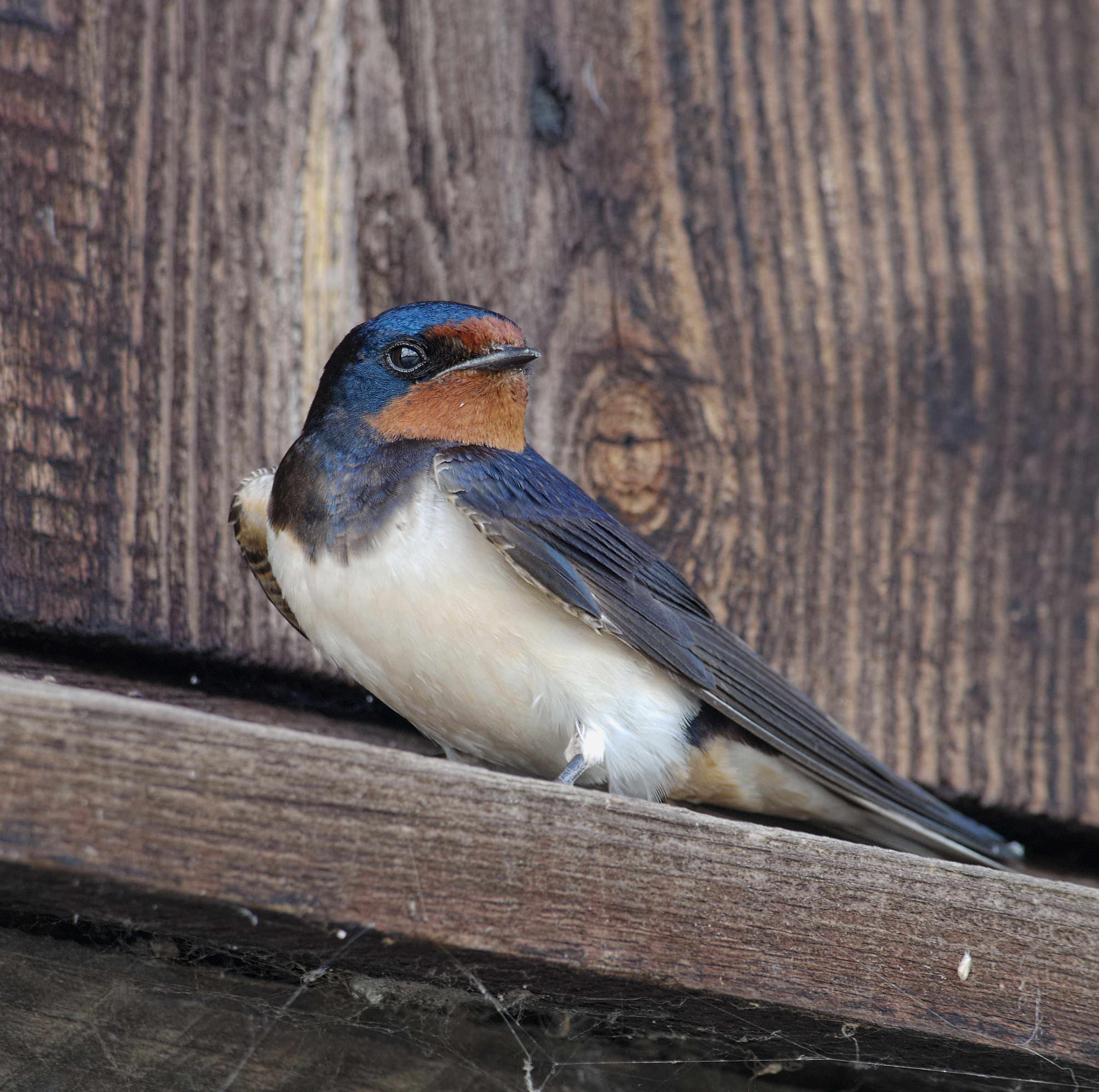
Hirondelle rustique
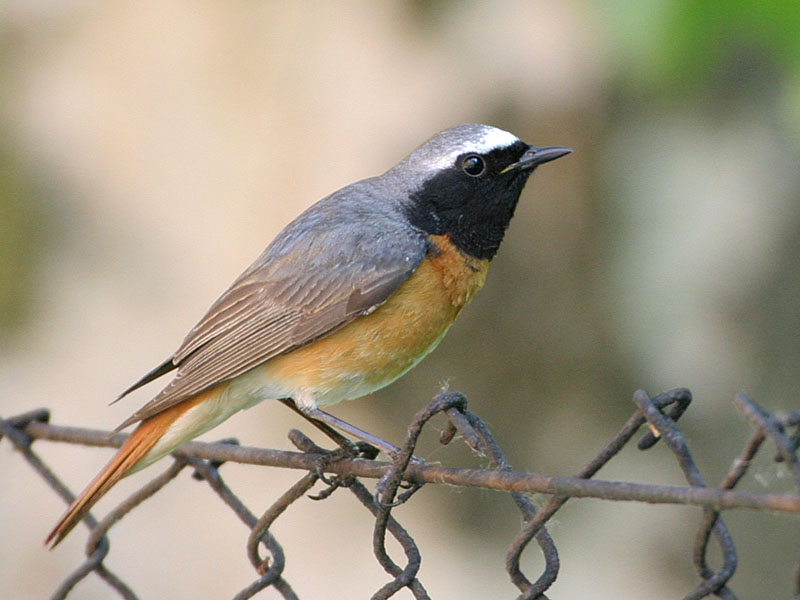
Rougequeue à front blanc
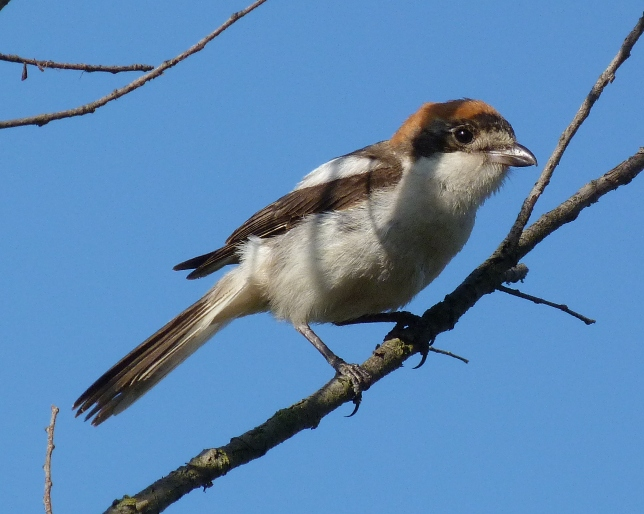
Pie-grièche à tête rousse
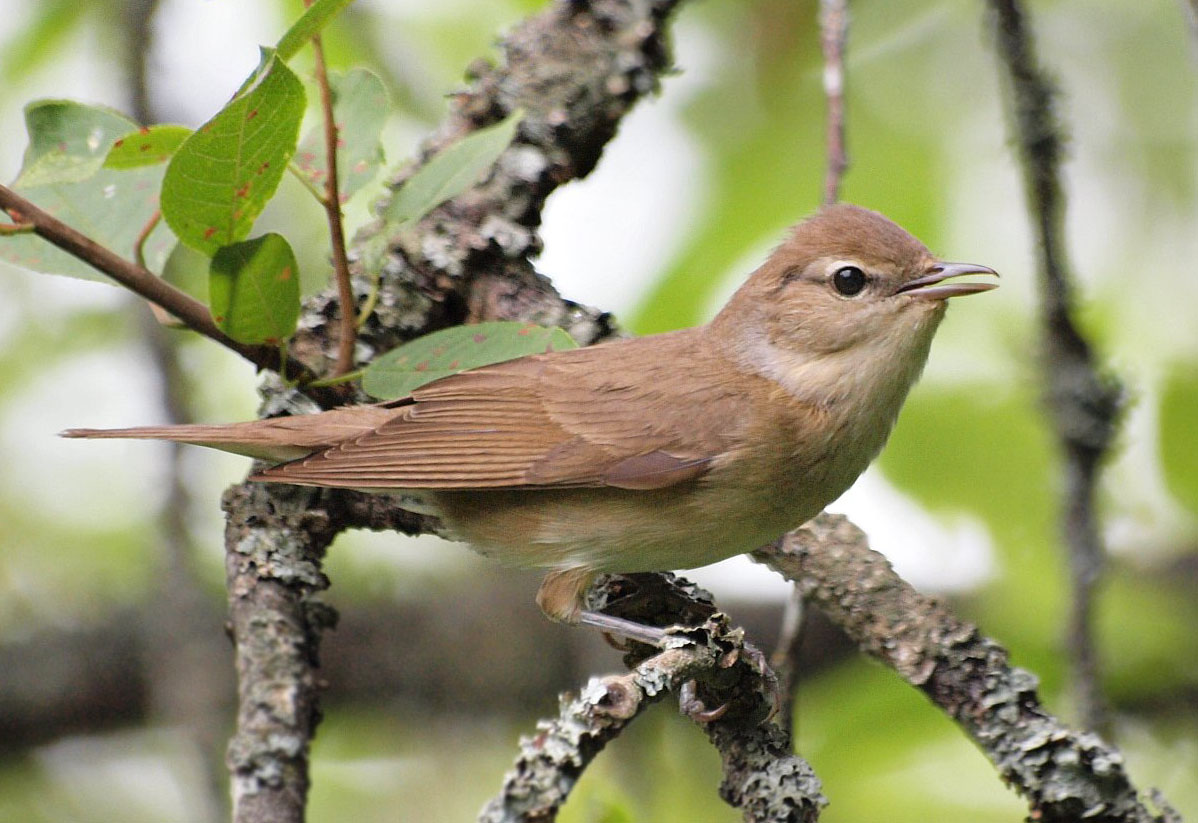
Fauvette des jardins
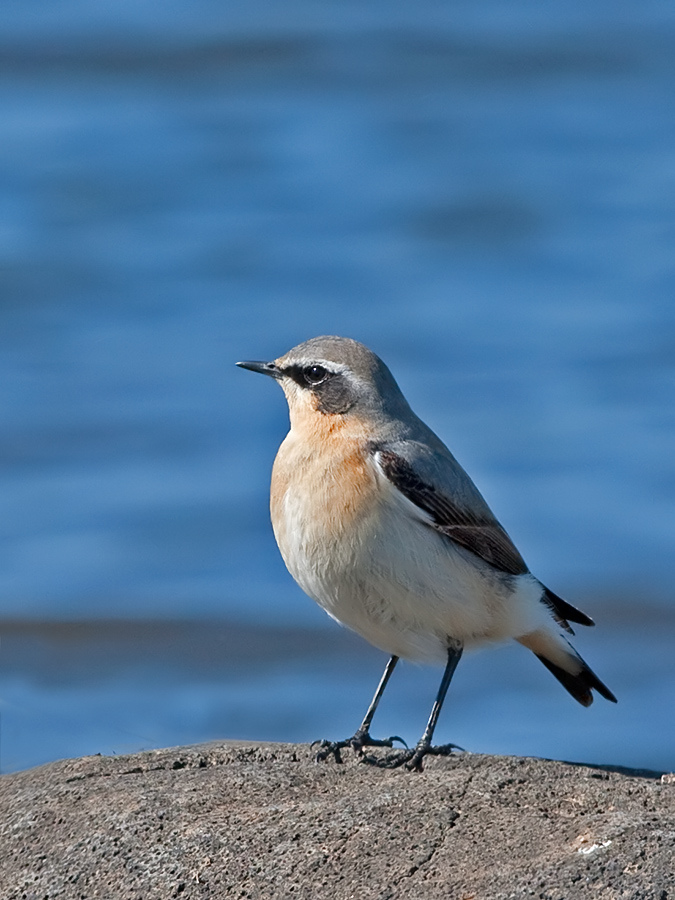
Traquet motteux

Chez les passereaux et espèces proches, on peut observer de passage, la tourterelle des bois (Streptopelia turtur), le coucou gris (Cuculus canorus), l'engoulevent d'Europe (Caprimulgus europaeus), le martinet noir (Apus apus), le martinet à ventre blanc (Tachymarptis melba), plus occasionnellement le martinet pâle (Apus pallidus), le rollier d'Europe (Coracias garulus), la huppe fasciée (Upupa epops), le torcol fourmilier (Jynx torquilla), l'alouette des champs (Alauda arvensis), l'hirondelle rustique (Hirundo rustica), l'hirondelle de fenêtre (Delichon urbicum), l'hirondelle de rivage (Riparia riparia), plus occasionnellement l'hirondelle rousseline (Cecropis daurica), le pipit des arbres (Anthus trivialis), le rougequeue noir (Phoenicurus ochruros), le rougequeue à front blanc (Phoenicurus phoenicurus), le tarier des prés (Saxicola rubetra), le pouillot de Bonelli (Phylloscopus bonelli), le pouillot fitis (Phylloscopus trochilus), le pouillot siffleur (Phylloscopus sibilatrix), le gobemouche noir (Ficedula hypoleuca), le gobemouche gris (Muscicapa striata), le phragmite des joncs (Acrocephalus schoenobaenus), la gorgebleue à miroir (Luscinia svecica), une sous-espèce de la bergeronnette printanière, la bergeronnette d'Italie (Motacilla flava cinereocapilla), la pie-grièche écorcheur (Lanius collurio), la pie-grièche méridionale (Lanius meridionalis), la pie-grièche à tête rousse (Lanius senator), rarement sa sous-espèce corse « badius », la fauvette des jardins (Sylvia borin), la fauvette grisette (Sylvia communis), la fauvette passerinette (Sylvia cantillans), rarement la fauvette babillarde (Sylvia curruca), la fauvette orphée (Sylvia hortensis) et le bruant ortolan (Emberiza hortulana), le traquet motteux (Oenanthe oenanthe), rarement le traquet oreillard (Oenanthe hispanica), le merle noir (Turdus merula) et occasionnellement la grive draine (Turdus viscivorus).
De manière anecdotique, on peut aussi mentionner quelques observations pour le pigeon colombin (Columba oenas), le corbeau freux (Corvus frugilegus), la corneille mantelée (Corvus cornix), le pic épeiche (Dendrocopos major) et le pic épeichette (Dendrocopos minor), la grive mauvis (Turdus iliacus), la grive litorne (Turdus pilaris), la mésange noire (Parus ater), le bruant jaune (Emberiza citrinella), l'hypolaïs polyglotte (Hyppolais polyglotta), la locustelle tachetée (Locustella naevia), le loriot d'Europe (Oriolus oriolus), le monticole de roche (Monticola saxatilis), le merle à plastron (Turdus torquatus) et la bécasse des bois (Scolopax rusticola).

#### Espèces sédentaires

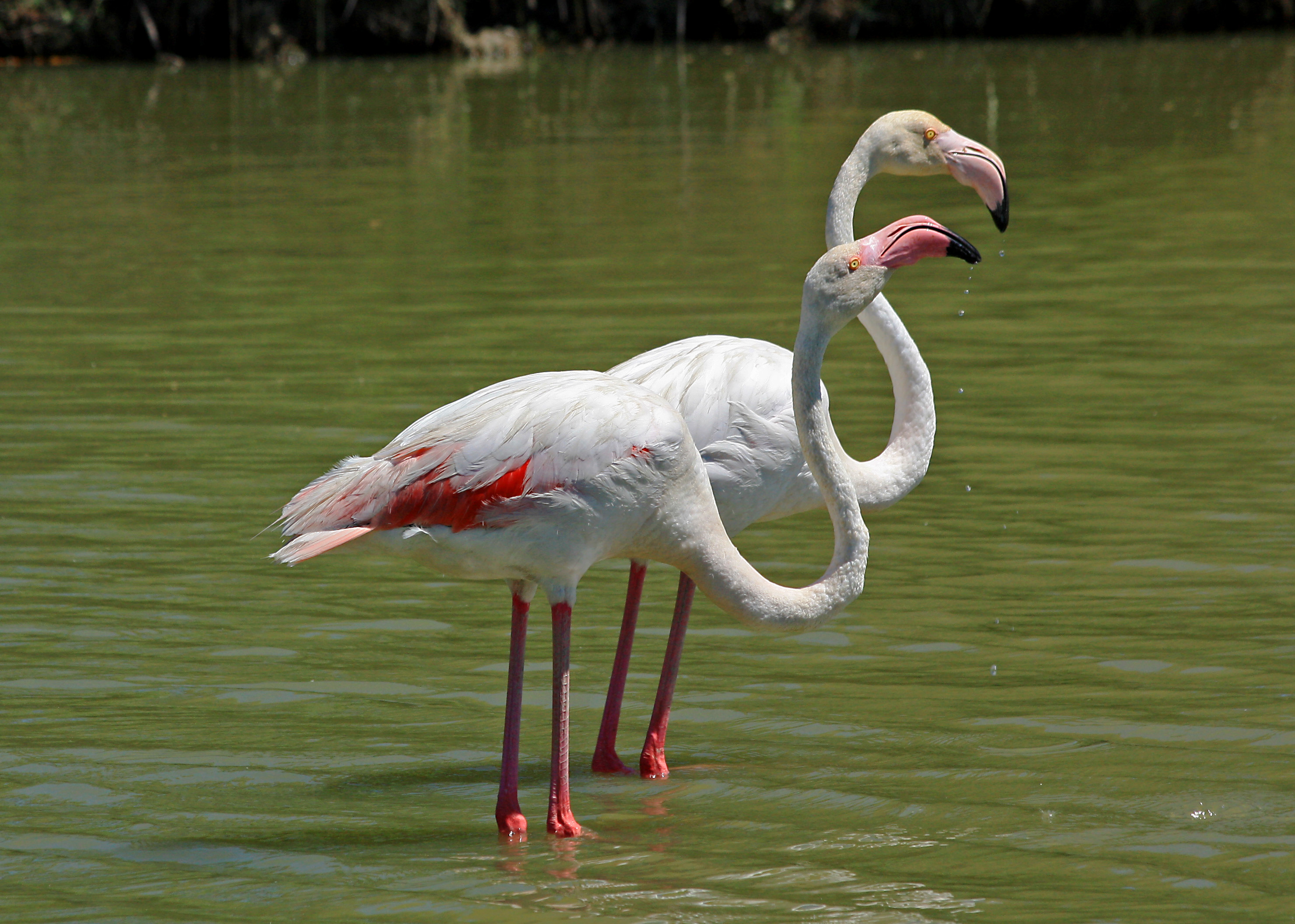
Flamant rose
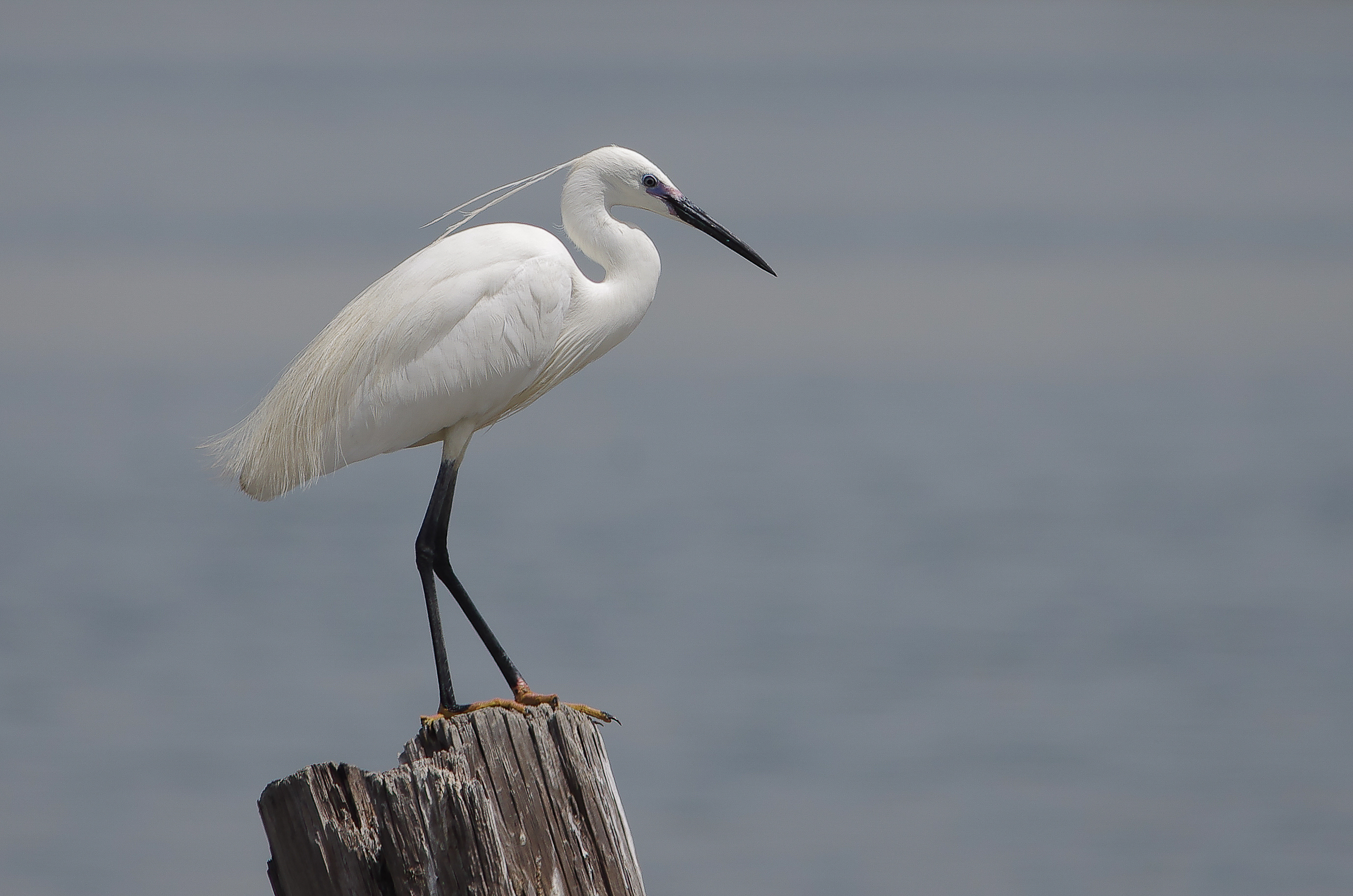
Aigrette garzette
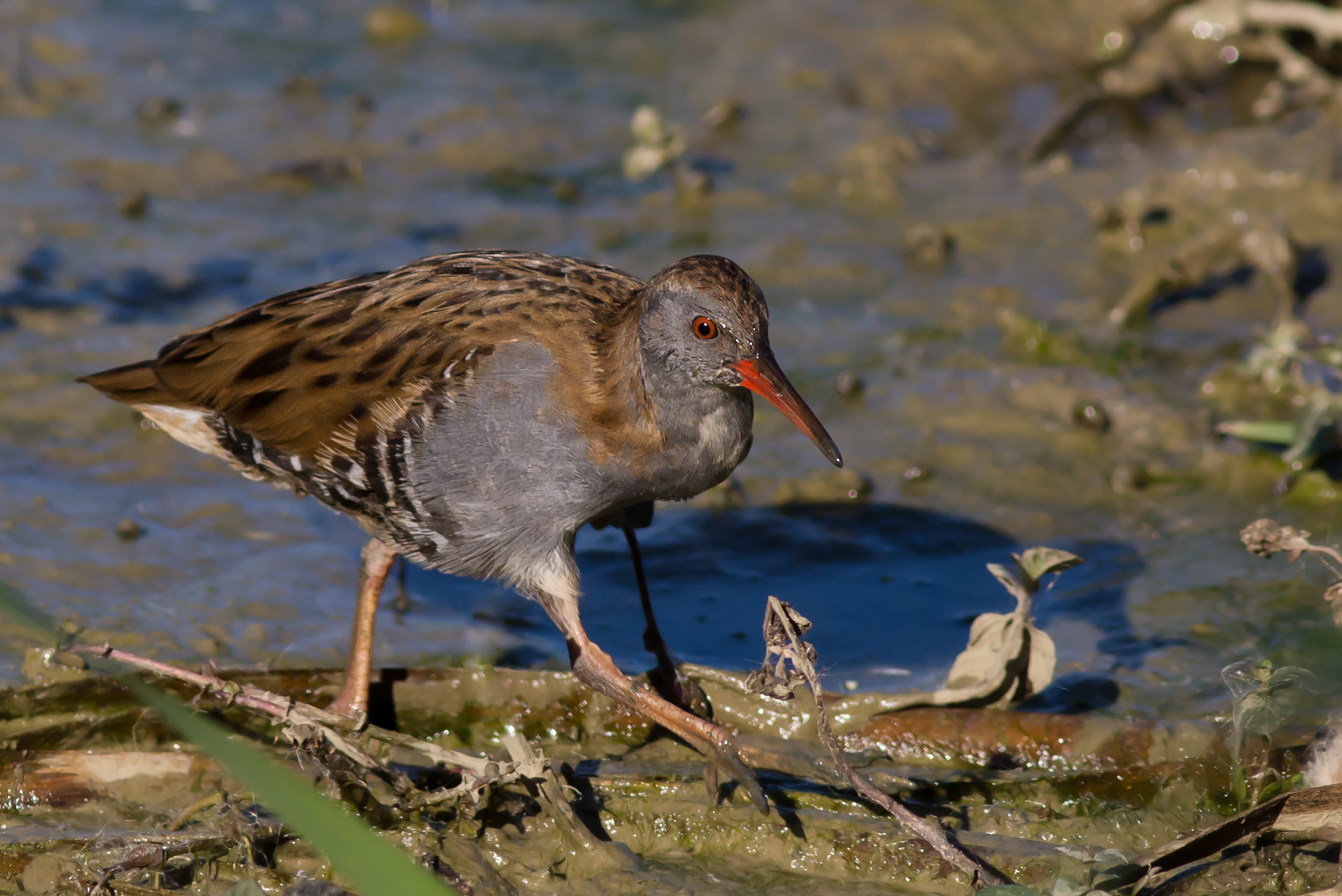
Râle d'eau
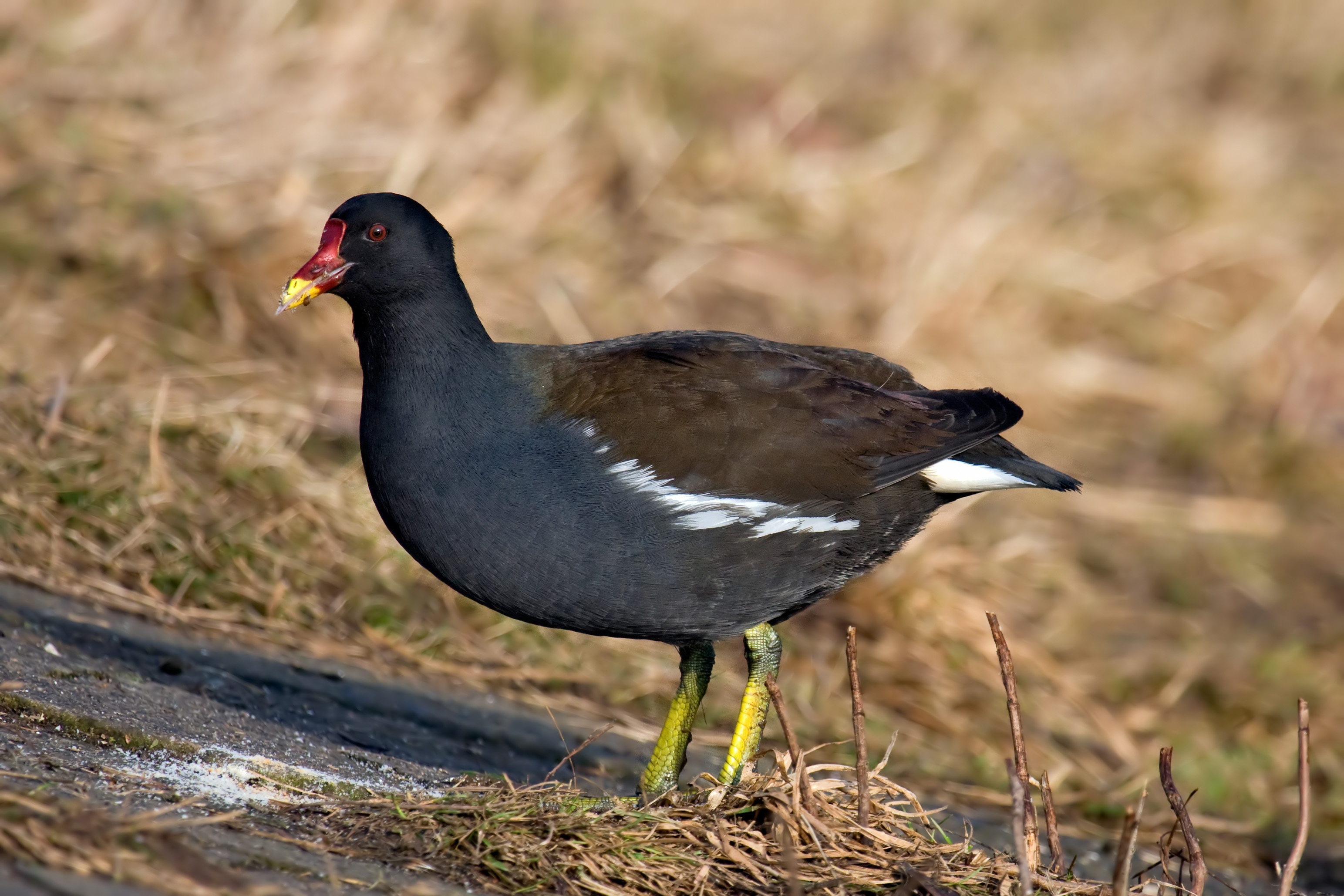
Gallinule poule d'eau
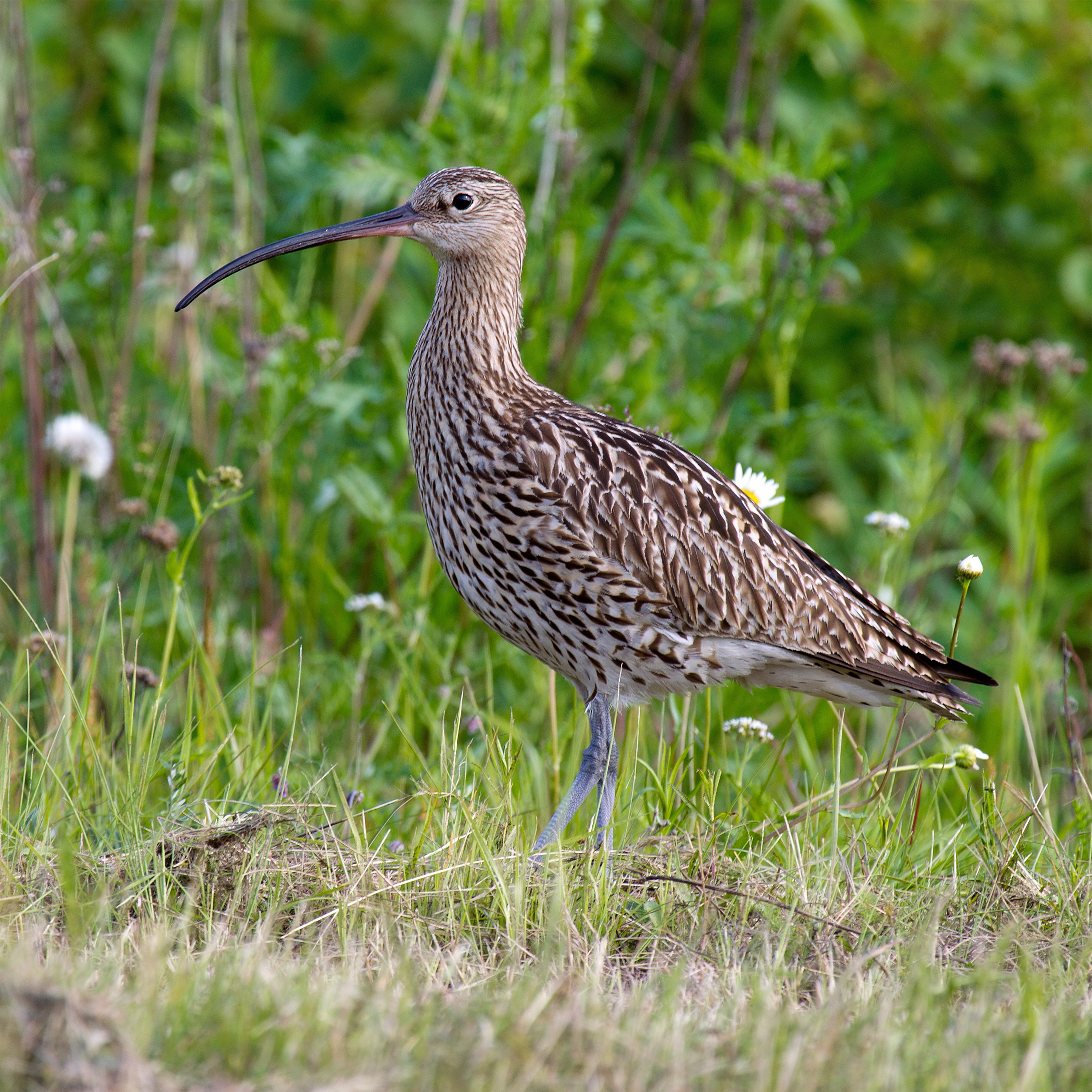
Courlis cendré
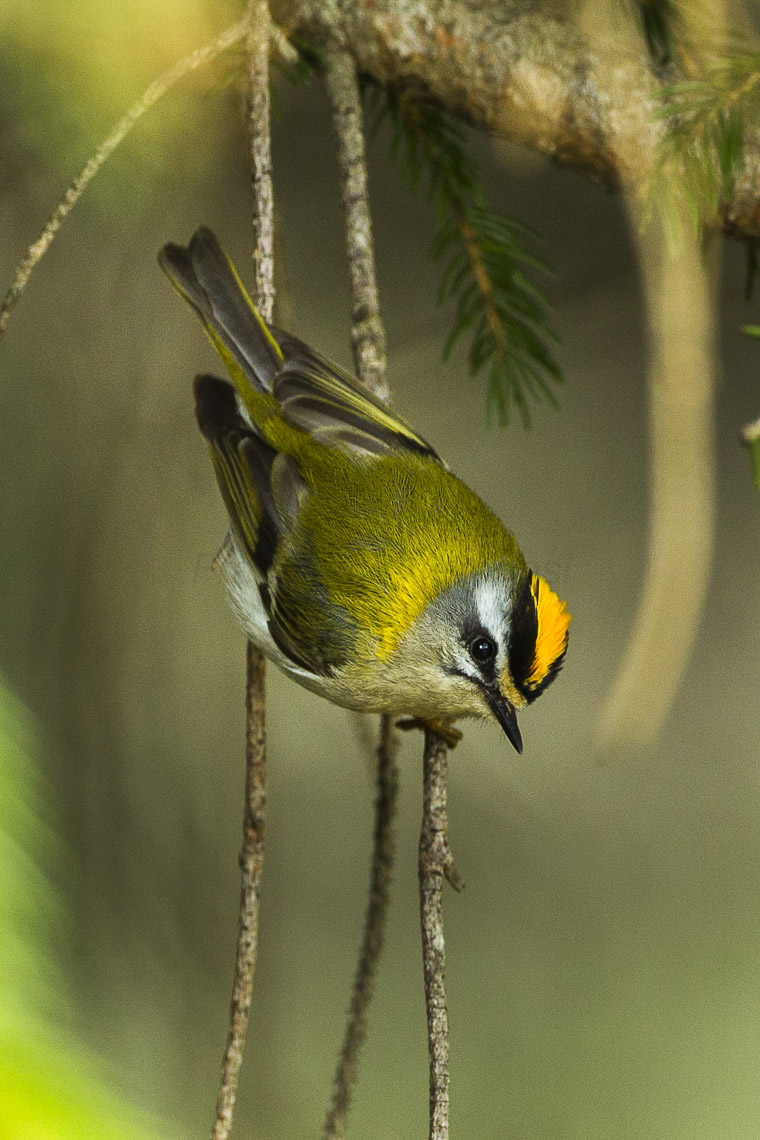
Roitelet à triple bandeau
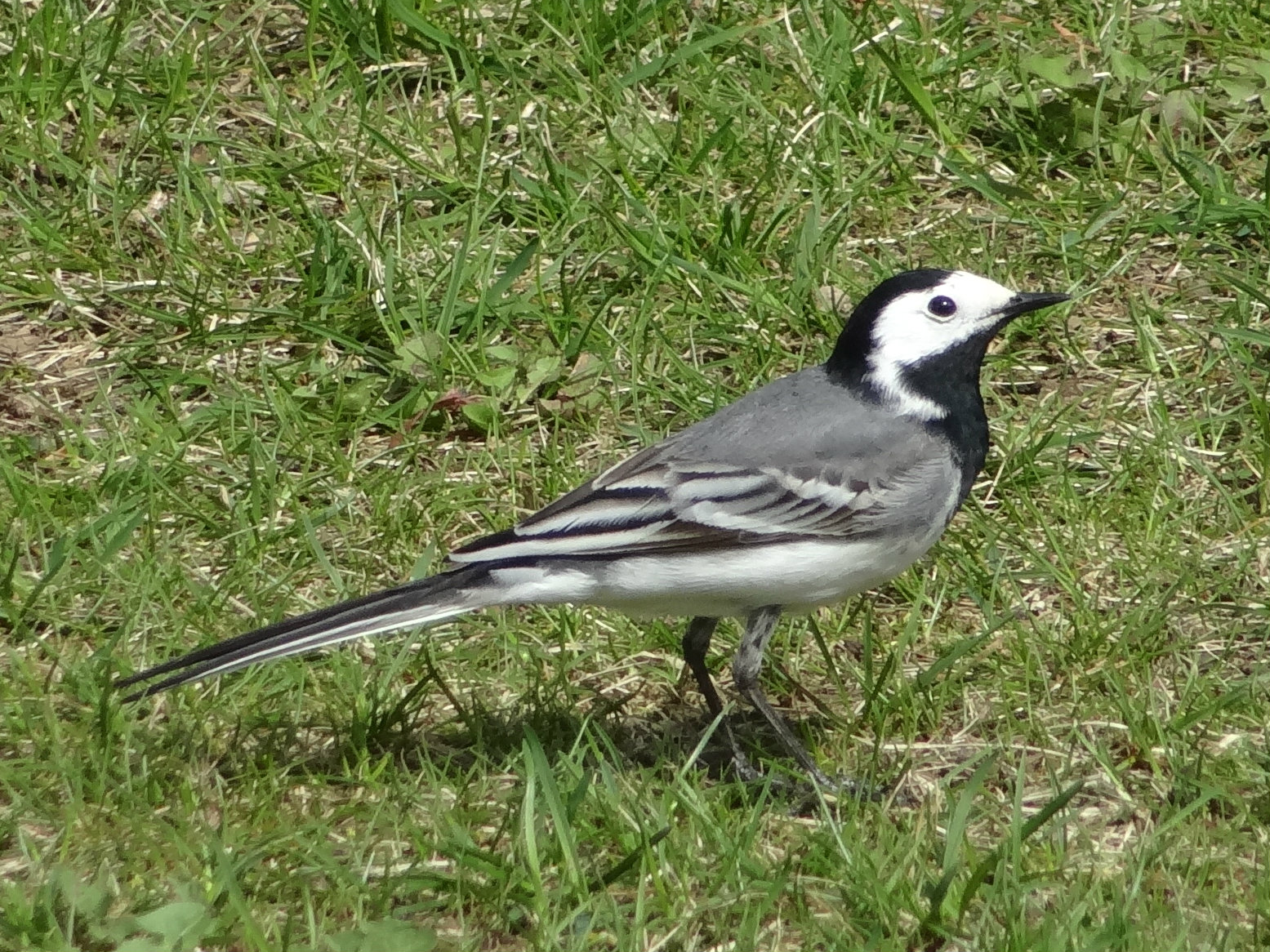
Bergeronnette grise
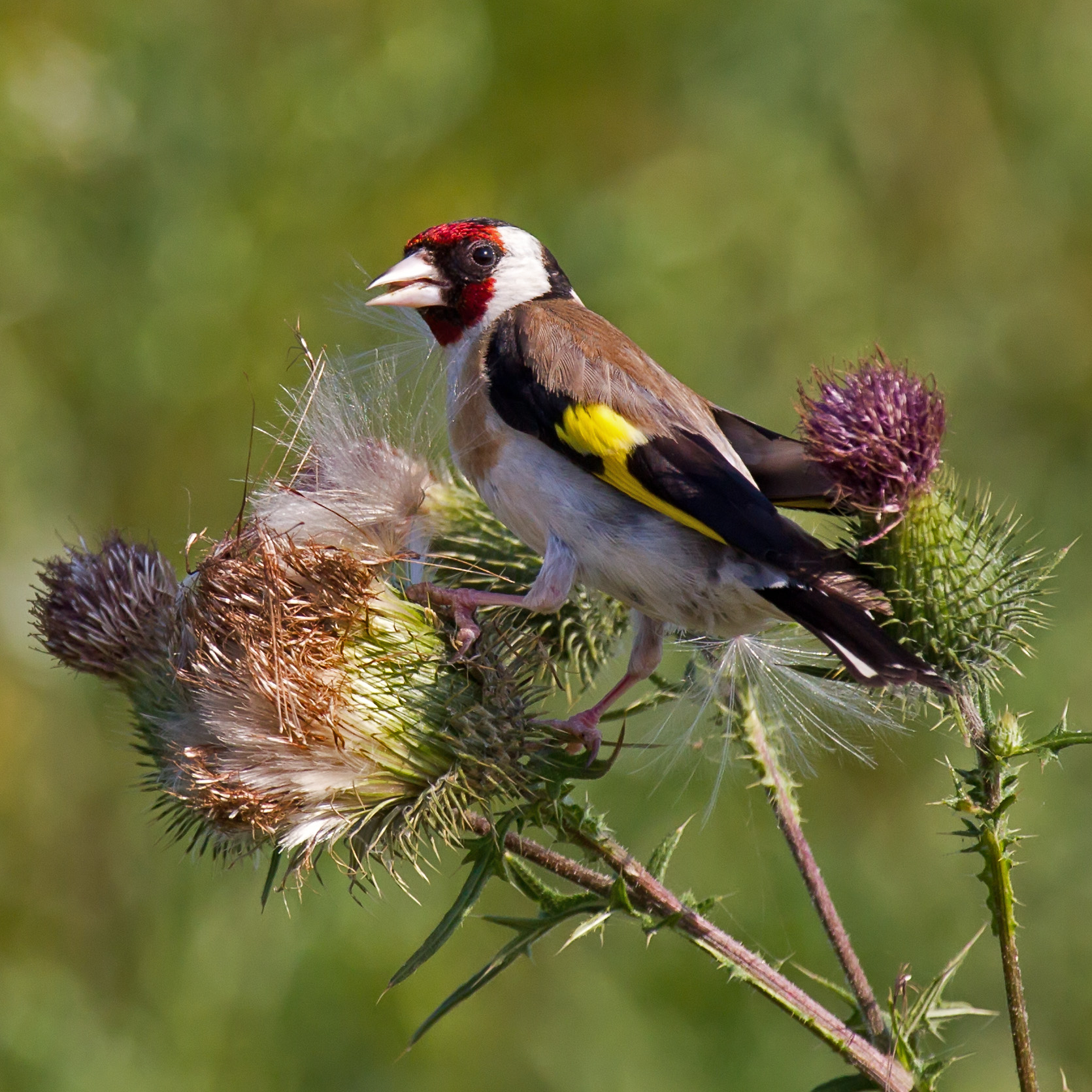
Chardonneret élégant

Plusieurs espèces fréquentent le site tout au long de l'année, certaines y étant également nicheuses et d'autres non. Parmi les espèces citées précédemment, nichant sur le site, on retrouve le grèbe castagneux (Tachybaptus ruficollis), le flamant rose (Phoenicopterus roseus), le cygne tuberculé (Cygnus olor), le cygne noir (Cygnus atratus), le canard colvert (Anas platyrhynchos), le tadorne de Belon (Tadorna tadorna), dont les effectifs de l'été se réduisent aux jeunes de l'année, une grande partie des adultes allant muer en mer des Wadden, sur le littoral de la mer du Nord, l'épervier d'Europe (Accipiter nisus), le faucon crécerelle (Falco tinnunculus), le râle d'eau (Rallus aquaticus), la gallinule poule d'eau (Gallinula chloropus), la foulque macroule (Fulica atra), le gravelot à collier interrompu (Charadrius alexandrinus), le goéland leucophée (Larus michaellis), le pigeon ramier (Columba palumbus), le pic vert (Picus viridis), le cochevis huppé (Galerida cristata), la bergeronnette grise (Motacilla alba), la bouscarle de Cetti (Cettia cetti), la cisticole des joncs (Cisticola juncidis), la fauvette mélanocéphale (Sylvia melanocephala), la fauvette à tête noire (Sylvia atricapilla), le roitelet à triple bandeau (Regulus ignicapillus), la mésange bleue (Parus caeruleus), charbonnière (Parus major) et huppée (Parus cristatus), le grimpereau des jardins (Certhia brachydactyla), le geai des chênes (Garrulus glandarius), la pie bavarde (Pica pica), la corneille noire (Corvus corone), l'étourneau sansonnet (Sturnus vulgaris), le moineau domestique (Passer domesticus), le moineau friquet (Passer montanus), le pinson des arbres (Fringilla coelebs) et le chardonneret élégant (Carduelis carduelis).
Viennent s'y ajouter quelques espèces non nicheuses sur le site comme l'aigrette garzette (Egretta garzetta), le héron cendré (Ardea cinerea), le courlis cendré (Numenius arquata), le choucas des tours (Corvus monedula) et la tourterelle turque (Streptopelia decaocto).
La chouette effraie (Tyto alba), espèce nicheuse très rare dans le département, semble être présente sur le site a l'année.

#### Raretés
Les Salins d'Hyères dressent un bilan impressionnant en termes d'observation d'oiseaux considérés comme des raretés, tant au niveau départemental que régional, voir au niveau national. Cela peut en partie s'expliquer par la pression d'observation sur le site, mais surtout en raison de sa localisation et de la rareté et la diversité de ses milieux, étant l'une des dernières zones humides sur le littoral entre la Camargue et la frontière italienne, avec les étangs de Villepey, les salins de Saint-Tropez et l'embouchure du Var.

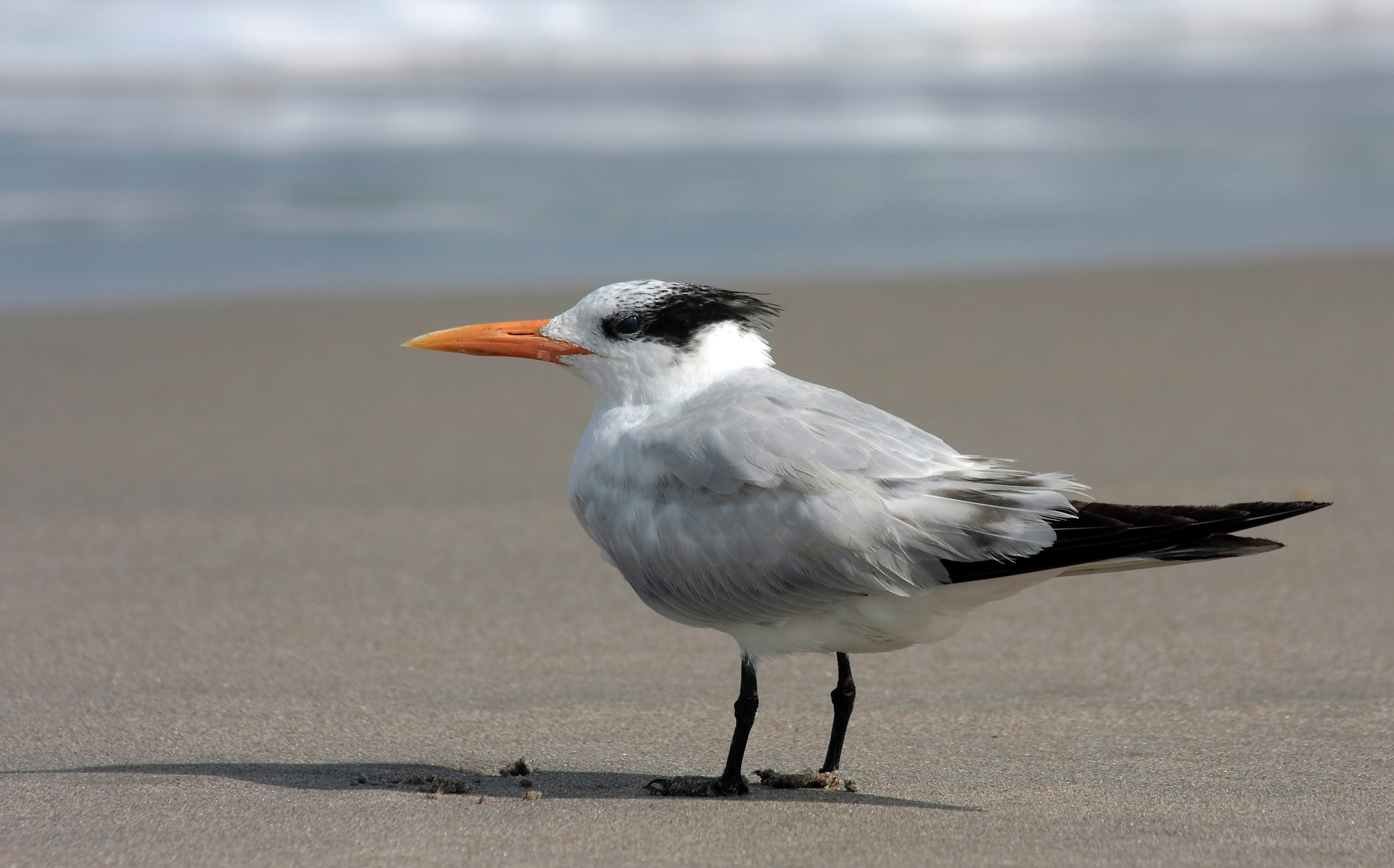
Sterne royale
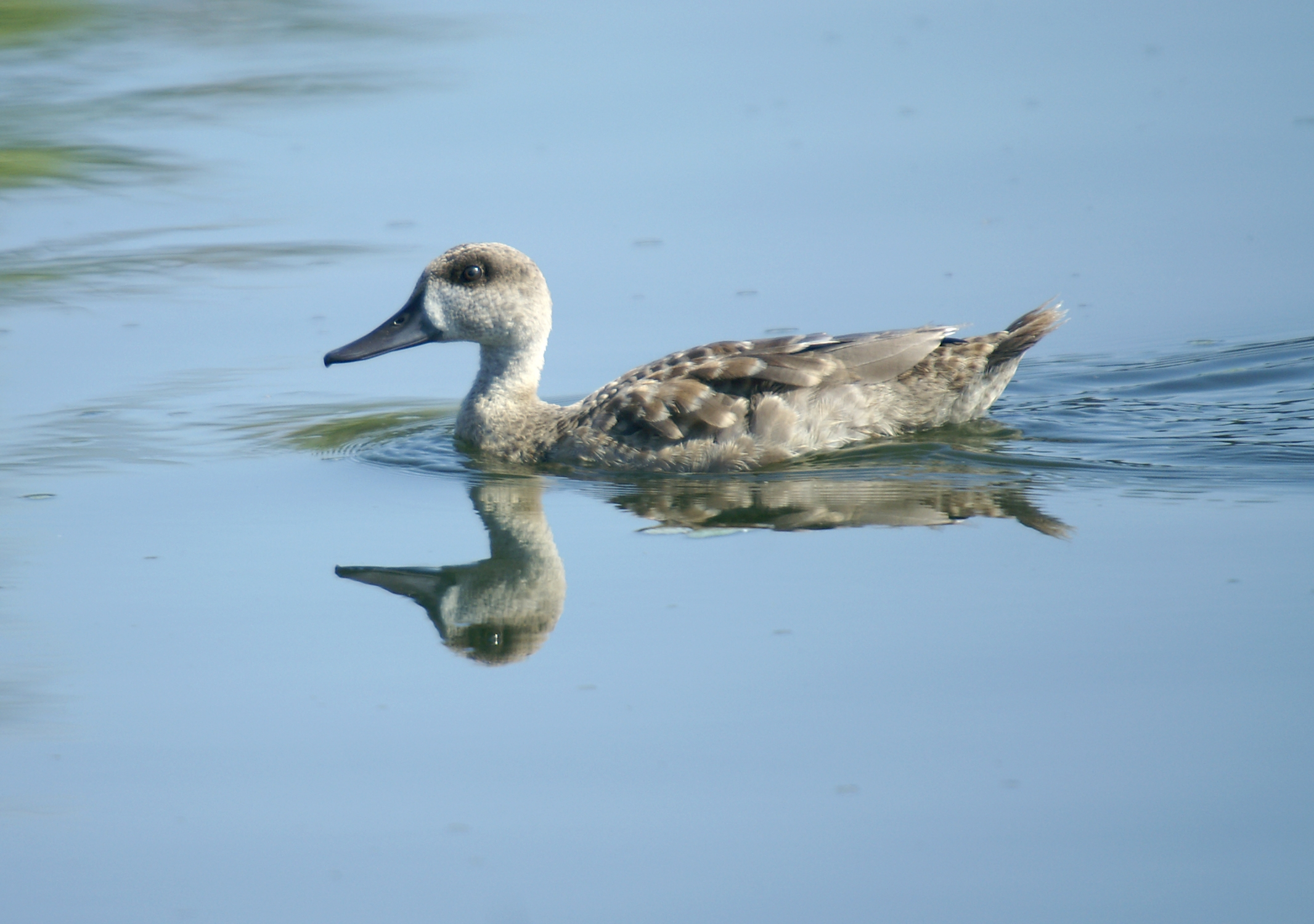
Sarcelle marbrée
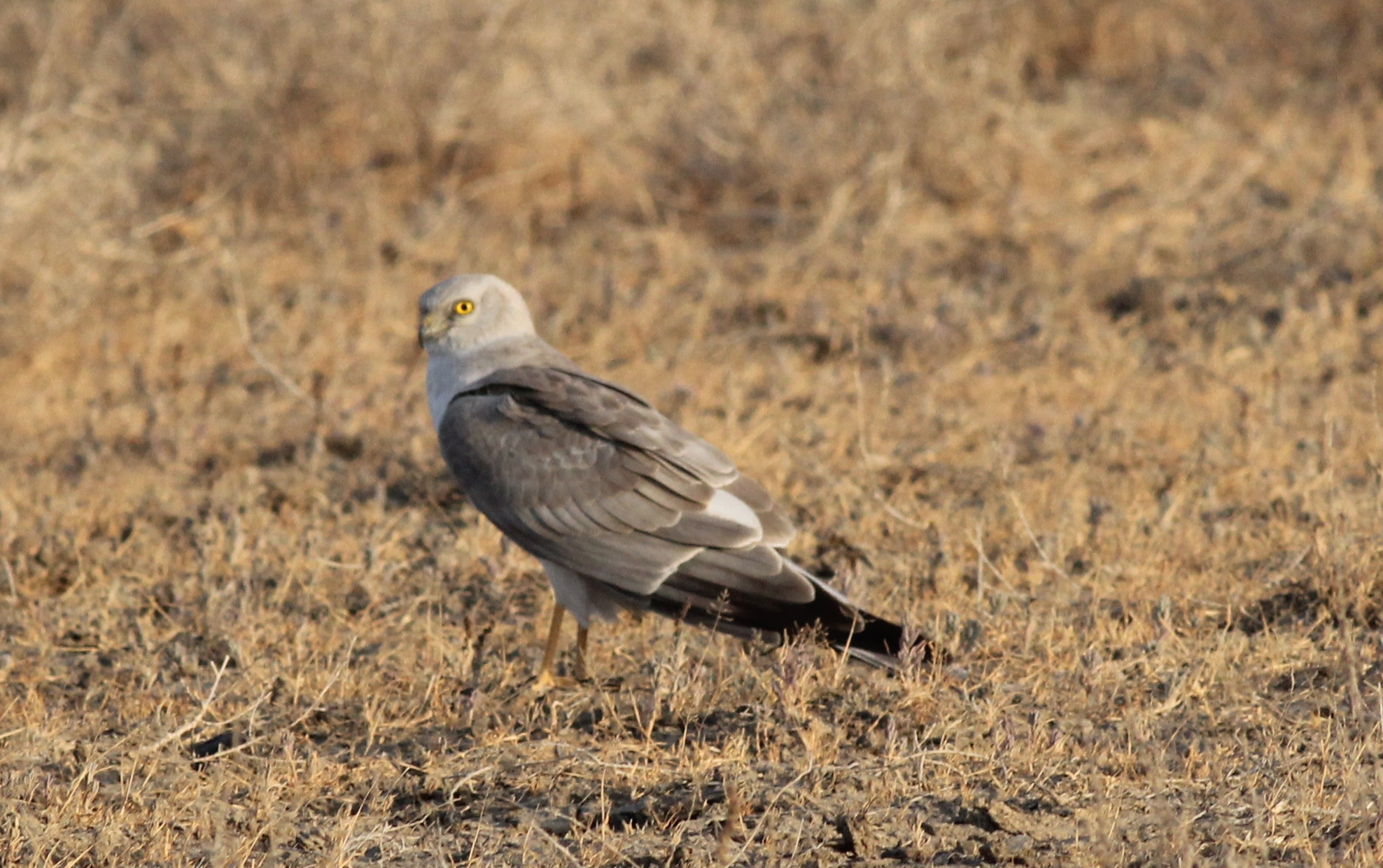
Busard pâle
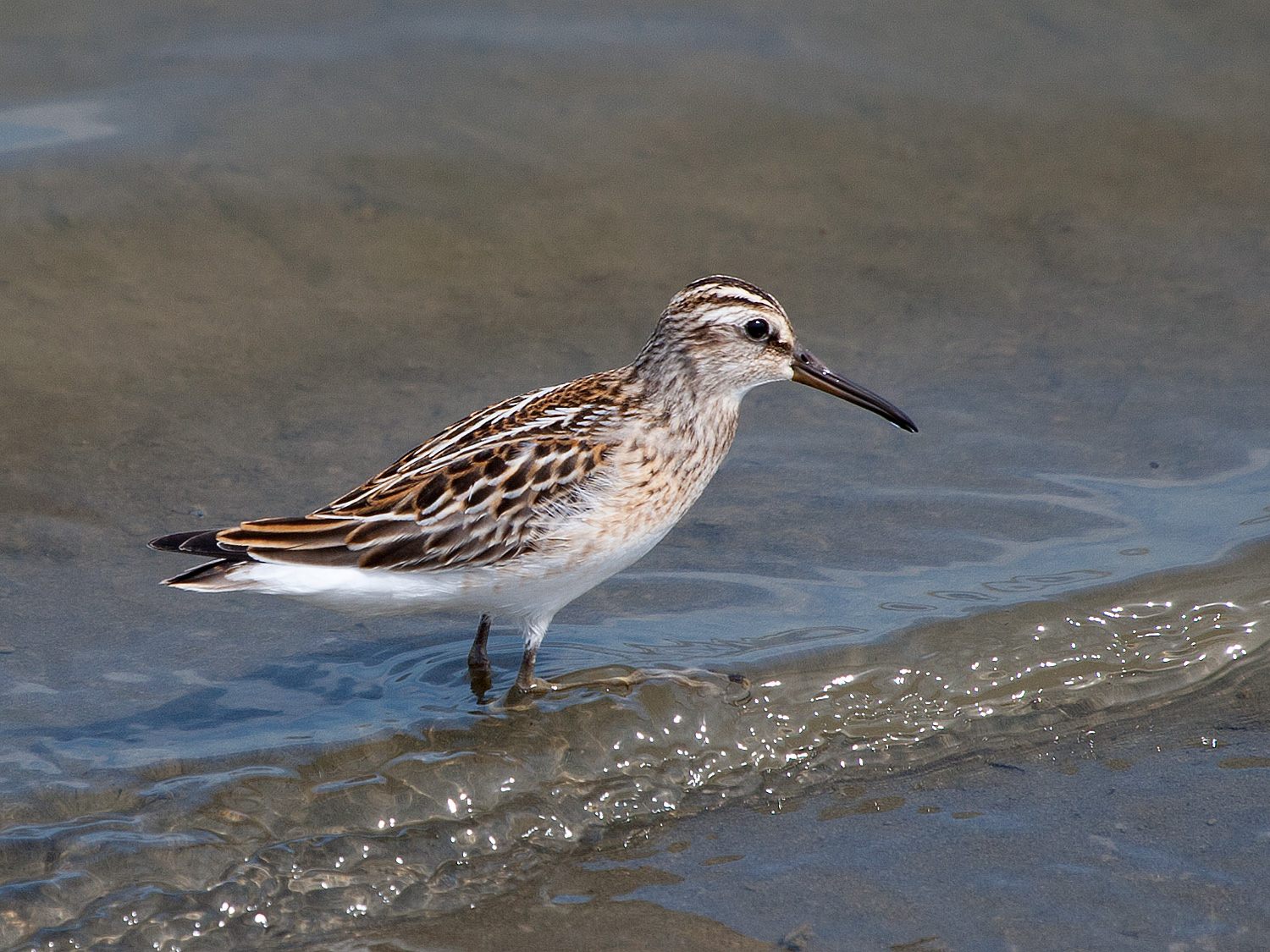
Bécasseau falcinelle
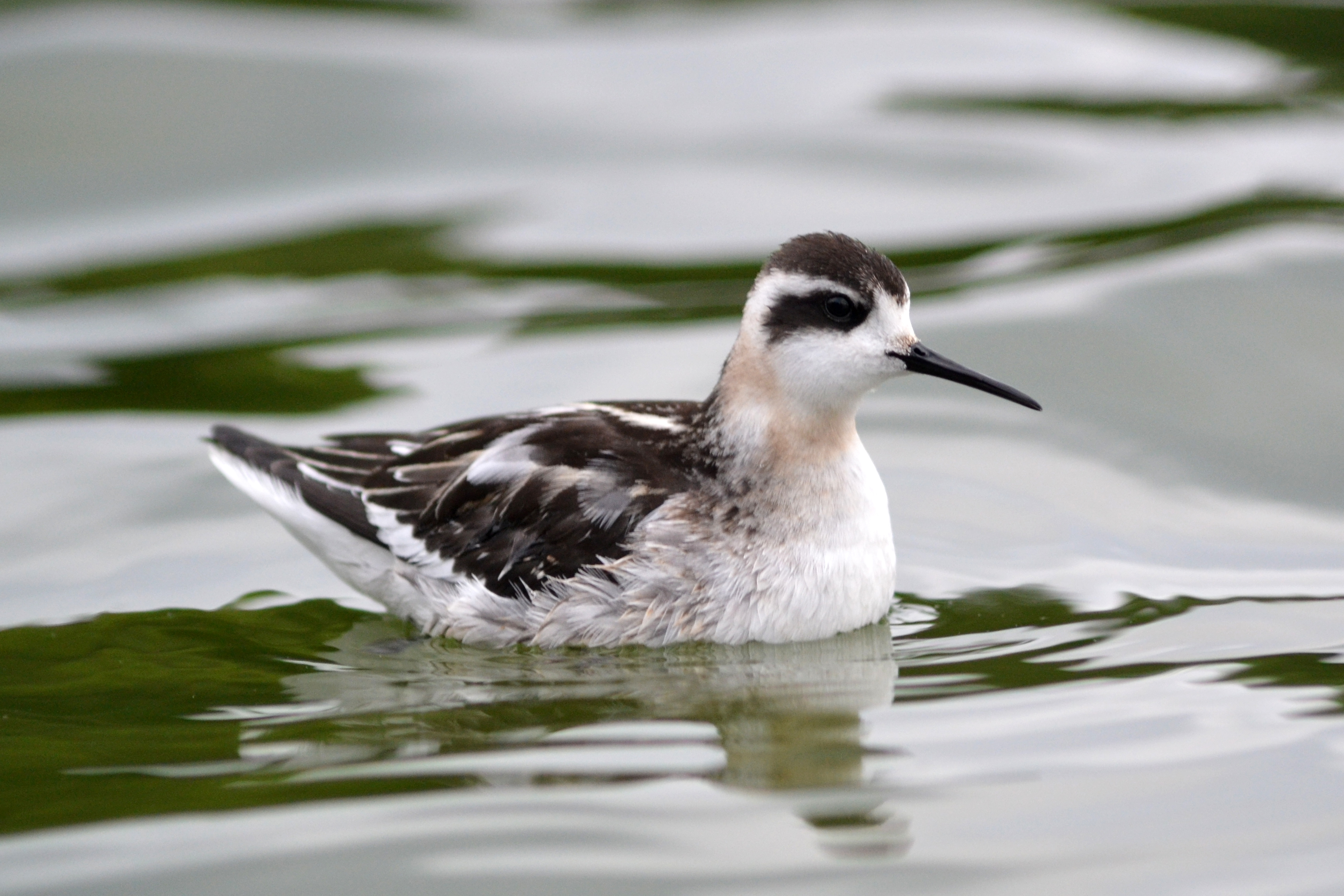
Phalarope à bec étroit
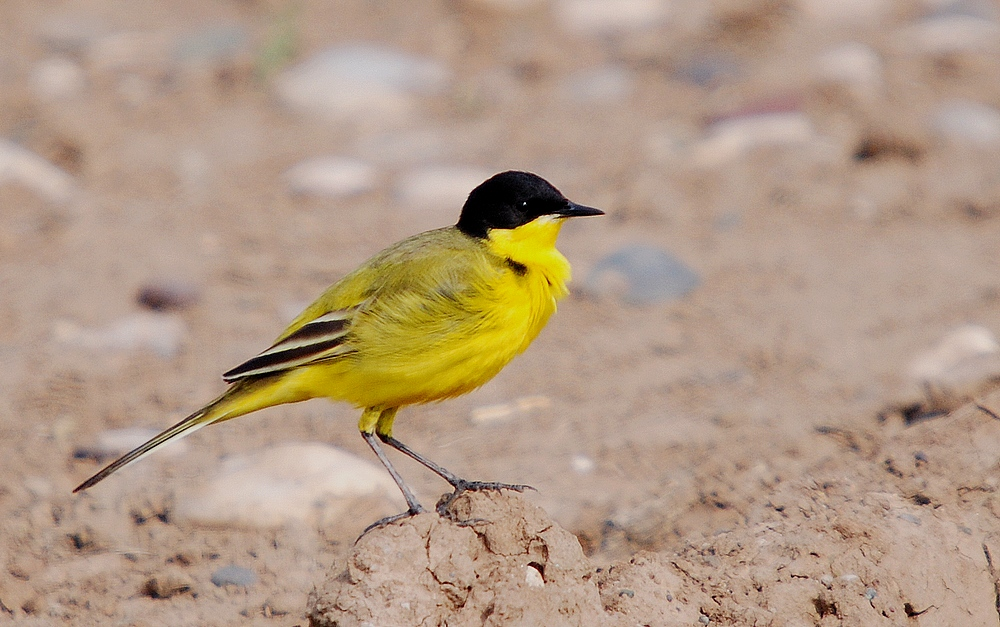
Bergeronnette des Balkans
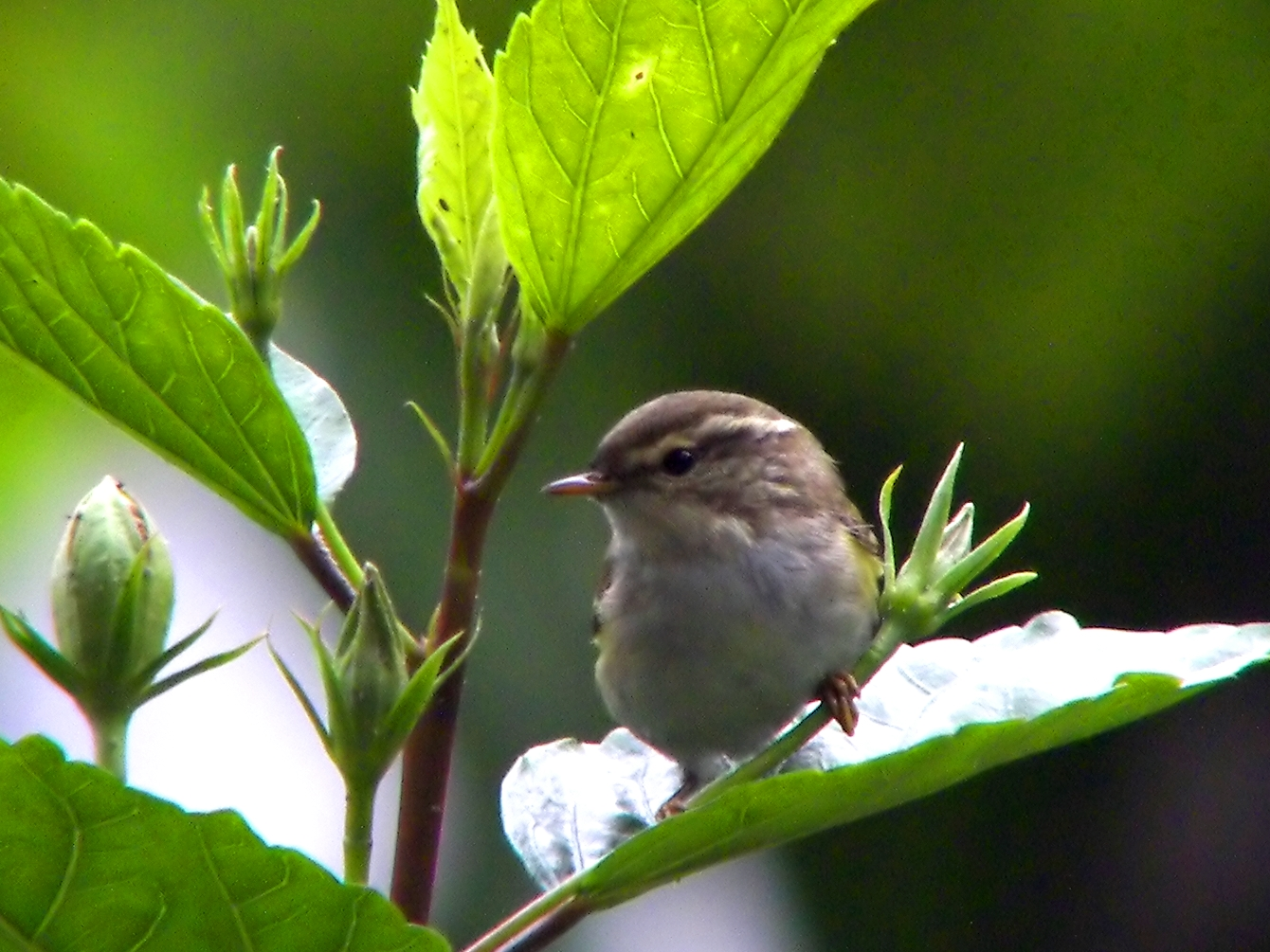
Pouillot à grands sourcils
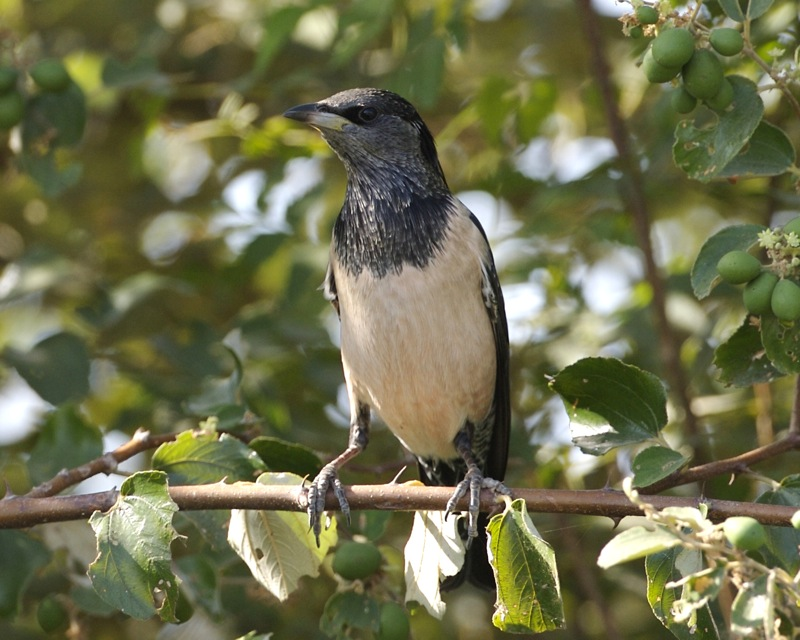
Étourneau roselin

Parmi elles, on peut citer le grèbe jougris (Podiceps grisegena), le grèbe esclavon (Podiceps auritus) (dont une fois en 2011), le pélican blanc (Pelecanus onocrotalus), chez les anatidés le cygne de Bewick (Cygnus columbianus) (dont une fois en 2013), le cygne chanteur (Cygnus cygnus), l'oie des moissons (Anser fabalis), l'oie rieuse (Anser albifrons), la bernache cravant (Branta bernicla), le tadorne casarca (Tadorna ferruginea), la sarcelle marbrée (Marmaronetta angustirostris), le fuligule nyroca (Aythya nyroca), le fuligule milouinan (Aythya marila), l'eider à duvet (Somateria mollissima), la harelde boréale (Clangula hyemalis), la macreuse noire (Melanitta nigra), la macreuse brune (Melanitta fusca), le garrot à œil d'or (Bucephala clangula), le harle bièvre (Mergus merganser), chez les rapaces le busard pâle (Circus macrourus), enregistrant sa première mention en 2014, l'aigle de Bonelli (Hieraaetus fasciatus), nicheur extrêmement rare, uniquement dans le sud de la France, le faucon crécerellette (Falco naumanni), le faucon lanier (Falco biarmicus) et le faucon sacre (Falco cherrug), l'outarde canepetière (Tetrax tetrax), chez les charadriiformes le pluvier fauve (Pluvialis fulva), enregistrant sa première mention en 2014, le bécasseau tacheté (Calidris melanotos), le bécasseau falcinelle (Limicola falcinellus), le bécasseau rousset (Tryngites subruficollis), la bécassine double (Gallinago media), le chevalier bargette (Xenus cinereus), le phalarope à bec étroit (Phalaropus lobatus), le phalarope à bec large (Phalaropus fulicarus), le phalarope de Wilson (Phalaropus tricolor), le labbe à longue queue (Stercorarius longicaudus), le labbe parasite (Stercorarius parasiticus), la mouette de Franklin (Larus pipixcan), enregistrant sa première mention en 2014, la sterne voyageuse (Sterna bengalensis), la sterne royale (Thalasseus maximus), enregistant sa première mention en 2014, chez les passereaux l'alouette calandre (Melanocorypha calandra), le pipit de Richard (Anthus richardi), le pipit à gorge rousse (Anthus cervinus), la bergeronnette citrine (Moticilla citreola), plusieurs sous-espèces rares en France de la bergeronnette printanière, la bergeronnette des Balkans (Moticilla flava feldegg), la bergeronnette flavéole (Motacilla flava flavissima) et la bergeronnette à tête grise ou bergeronnette nordique (Motacilla flava thunbergi), la sous-espèce britannique de la bergeronnette grise, la bergeronnette de Yarell (Motacilla alba yarelli), le traquet du désert (Oenanthe deserti), la locustelle luscinoïde (Locustella luscinioides), l'hypolaïs ictérine (Hypolais icterina), le phragmite aquatique (Acrocephalus paludicola), la rousserolle verderolle (Acrocephalus palustris), la rousserolle isabelle (Acrocephalus agricola), enregistrant sa première mention en 2014, la fauvette à lunettes (Sylvia conspicillata), le pouillot à grands sourcils (Phylloscopus inornatus), le pouillot de Pallas (Phylloscopus proregulus), enregistrant sa première mention en 2014, le gobemouche à collier (Ficedula albicollis), la sous-espèce nordique de la mésange à longue queue, la mésange à longue queue à tête blanche (Aegithalos caudatus caudatus), la pie-grièche à poitrine rose (Lanius minor), l'étourneau unicolore (Sturnus unicolor), l'étourneau roselin (Sturnus roseus), le bruant lapon (Calcarius lapponicus), le bruant nain (Emberiza pusilla) et le bruant mélanocéphale (Emberiza melanocephala).
On peut également noter l'observation de deux hybrides aigrette garzette x aigrette des récifs en 2014, constituant une première pour le site.

### Autres espèces
D'autres espèces, comme les Cistudes, les Couleuvres de Montpellier, les Tarentes de Maurétanie, diverses espèces de crapauds et grenouilles ainsi que les loups et les mulets vivent également dans les salins.
Divers prédateurs sont également présents sur le site, comme la pie bavarde, le goéland leucophée ou le renard roux, ce dernier étant tout de même celui qui cause le plus de dommages aux populations d'oiseaux. Des sangliers ainsi que des chats domestiques seraient également présents dans les salins.

## Flore
La végétation est palustre (phragmitaies...).
On y trouve principalement de la salicorne, qui pousse et s'adapte très bien dans les zones très salées. Dans les Pesquiers on trouve aussi quelques bosquets de Chênes verts et des Pins d'Alep.
On peut également remarquer des plantes invasives comme les Griffes de sorcières et l'Eucalyptus.